# Quyền Anh
Quyền Anh, còn gọi là Đấm bốc (bốc bắt nguồn từ một từ tiếng Pháp là boxe; phát âm: [/bɔks/]), hay boxing là môn võ thuật và đồng thời là thể thao đối kháng thời kỳ hiện đại xuất phát từ phương Tây. Quyền Anh sử dụng cú đấm từ cánh tay kết hợp với di chuyển chân, đầu và cơ thể, thường đeo găng tay bảo hộ và các thiết bị bảo vệ khác như băng quấn tay và dụng cụ bảo vệ miệng, răng, bụng, tung những cú đấm vào phần trên cơ thể của đối phương trong một khoảng thời gian xác định tại một sàn đấu tứ giác hình vuông hoặc hình chữ nhật, được thiết kế với nền đàn hồi và dây chằng bốn góc, gọi là sàn đấu Quyền Anh. Thuật ngữ tên gọi Quyền Anh phổ biến ở Việt Nam, bắt nguồn từ tên tiếng Pháp là Boxe anglaise (quyền thuật của người Anh), tích hợp từ quyền tức kỹ thuật tay (Đấu quyền) và tên gọi nước Anh, nơi phổ biến bộ môn này thời hiện đại. Hiện nay, tên gọi quốc tế của bộ môn này là boxing, trong tiếng Anh có nghĩa Quyền thuật/Đấu quyền.
Trong Quyền Anh chia thành Quyền Anh nghiệp dư và Quyền Anh chuyên nghiệp. Quyền Anh nghiệp dư là một nội dung thi đấu của nhiều đại hội thể thao trên toàn thế giới, trong đó có Thế vận hội. Đây là môn thi đấu tiêu chuẩn trong hầu hết các giải thể thao quốc tế — và môn này cũng có giải vô địch thế giới của riêng mình. Quyền Anh có hệ thống quy định riêng, được giám sát bởi trọng tài trong những khung thời gian nhất định, các khoảng thời gian từ một đến ba phút được gọi là các hiệp đấu. Trong trận đấu, người thắng cuộc có thể giành được chiến thắng trước khi kết thúc hiệp đấu khi trọng tài cho rằng đối phương không có khả năng tiếp tục trận đấu, truất quyền thi đấu của đối thủ hoặc đối thủ xin thua. Khi trận đấu kết thúc hiệp cuối cùng mà cả hai đối thủ vẫn đứng vững, phiếu ghi điểm của trọng tài sẽ xác định người chiến thắng. Trong trường hợp cả hai võ sĩ đạt được số điểm bằng nhau từ các trọng tài, thì cuộc đấu chuyên nghiệp được coi là hòa. Trong môn Quyền Anh ở Thế vận hội, vì phải tuyên bố người chiến thắng, không có trận hòa, nên các trọng tài sẽ quyết định người thắng dựa trên tiêu chí kỹ thuật.
Kể từ buổi bình minh của lịch sử loài người, tức thời tiền sử rồi cổ đại, con người đã chiến đấu tay đôi, bằng chứng sớm nhất về các cuộc thi đấu thể thao bằng nắm đấm trực tiếp có từ Cận Đông cổ đại vào thiên niên kỷ thứ III và thứ II trước Công nguyên. Bằng chứng sớm nhất về các quy tắc Quyền Anh có từ thời Hy Lạp cổ đại, nơi Quyền Anh được thiết lập như một bộ môn của Thế vận hội vào năm 688 trước Công nguyên. Quyền Anh phát triển từ các trận đấu có phần thưởng ở thế kỷ XVI và XVIII, phần lớn ở đảo Anh, trở thành tiền thân của Quyền Anh hiện đại vào giữa thế kỷ XIX với sự ra đời năm 1867 của Luật Hầu tước Queensberry.

## Lịch sử

### Lịch sử cổ đại

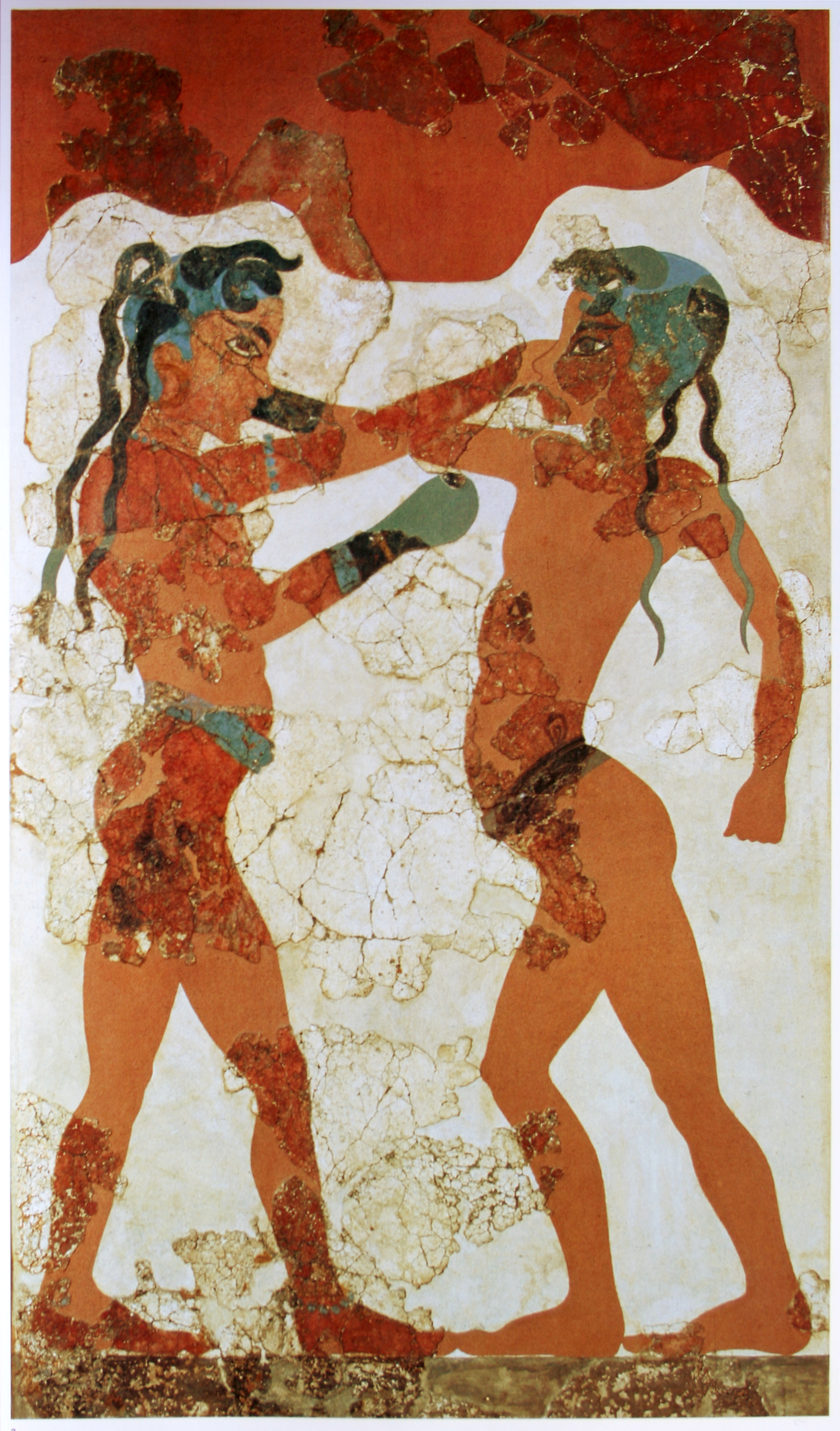
Một bức tranh vẽ các thanh niên Minos đấu quyền, từ một bức bích họa của Akrotiri vào khoảng năm 1650 trước Công Nguyên. Đây là cách sử dụng găng tay Quyền Anh được ghi nhận sớm nhất.

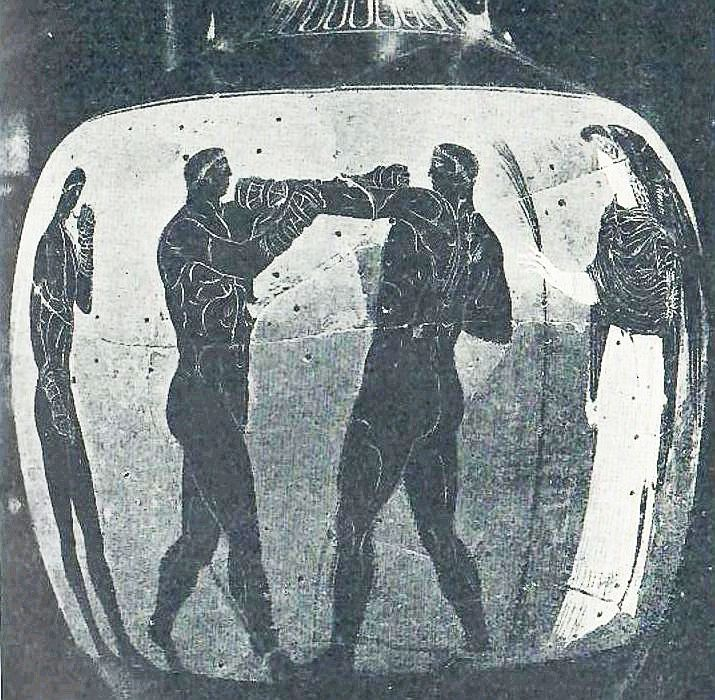
Một cảnh đấu quyền được mô tả trên một bình gốm Panathenaic từ Hy Lạp cổ đại, khoảng năm 336 trước Công nguyên, lưu giữ tại Bảo tàng Anh.

Cho đến nay vẫn chưa xác định được mốc thời gian cụ thể khi Quyền Anh ra đời. Nhiều minh chứng chỉ ra rằng Quyền Anh có sớm ở Bắc châu Phi khoảng 4000 năm trước Công Nguyên, Địa Trung Hải khoảng 1500 năm TCN, Hy Lạp khoảng 900 năm TCN và La Mã cổ đại khoảng 500 năm trước Công Nguyên. Một nơi khác là vùng Lưỡng Hà, khoảng 3700 năm trước Công Nguyên, ở xứ Mésopotamie đã lưu hành môn đấu quyền, thủy tổ của môn Quyền Anh ngày nay. Có một thời gian môn đấu quyền bị suy vi, mãi đến năm 1750 trước Công Nguyên mới thịnh hành trở lại. Bấy giờ, vào những ngày nghỉ ngơi nhất định, bộ môn này được tổ chức thi đấu với sự tham dự đông đảo của mọi tầng lớp. Hình ảnh mô tả sớm nhất về Quyền Anh bắt nguồn từ một phù điêu của người Sumer ở Iraq từ thiên niên kỷ thứ III trước Công Nguyên. Một tác phẩm điêu khắc từ Thebes Ai Cập (khoảng năm 1350 trước Công Nguyên) thể hiện khung cảnh cả võ sĩ và khán giả. Những bức tranh miêu tả về người Trung Đông và Ai Cập thời kỳ đầu này cho thấy các cuộc tranh tài của công chúng, các võ sĩ đấu quyền tay không hoặc có một chiếc dây đeo ở cổ tay. Bằng chứng sớm nhất về việc chiến đấu bằng nắm đấm có sử dụng găng bảo hộ được tìm thấy trên đảo Crete thời văn minh Minos (khoảng 1500–1400 trước Công Nguyên).

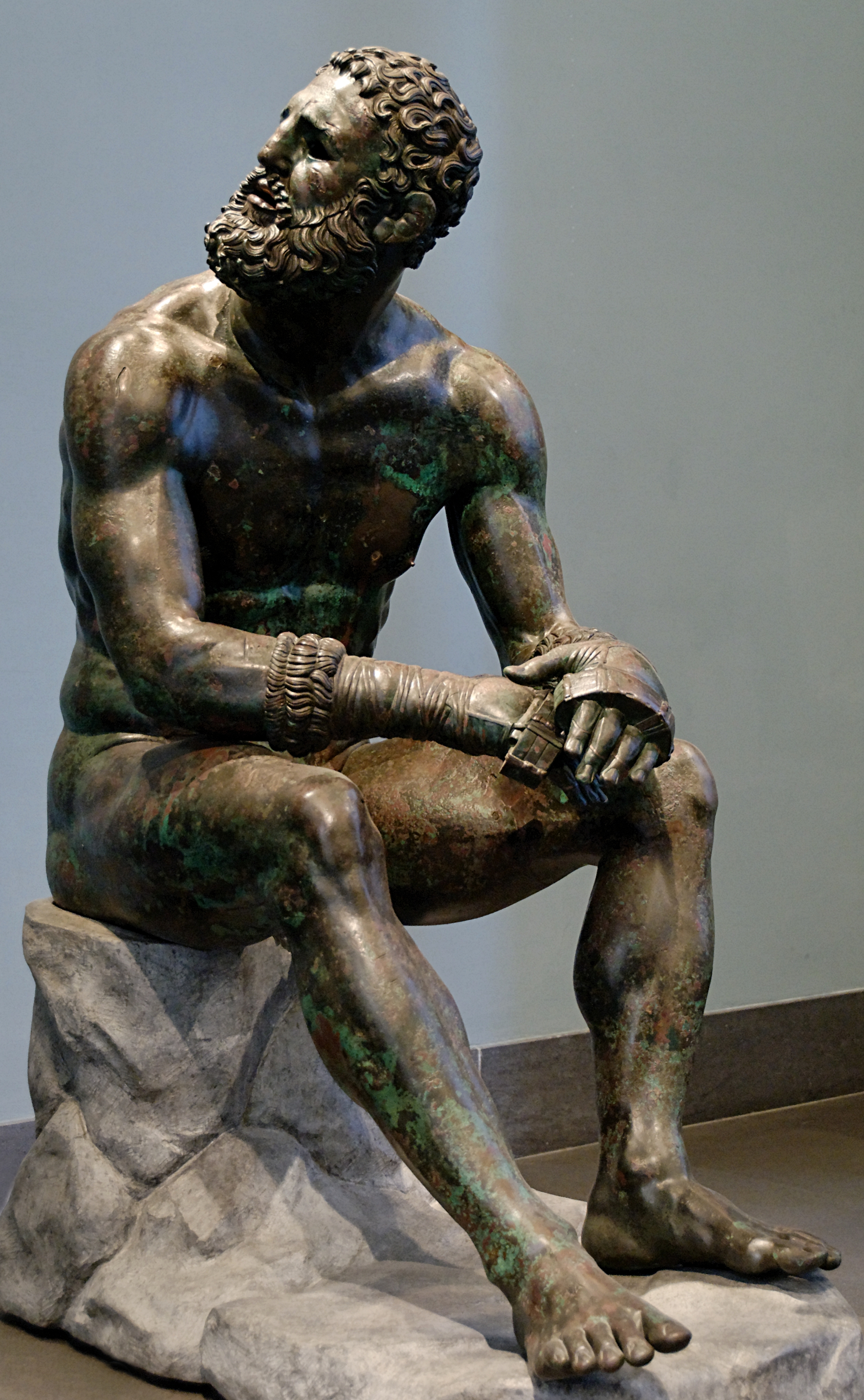
Tác phẩm điêu khắc bằng đồng từ thời Hy Lạp (thế kỷ I) về đấu sĩ đấu quyền đeo da thuộc, đặt tại Bảo tàng Roma.

Đương thời, Hy Lạp phát triển khá mạnh mẽ những cuộc thi đấu quyền và rất được yêu thích, thậm chí còn cho phép các đối thủ được mang thêm dây da hoặc dây sắt vào tay để hạ gục đối thủ nhanh hơn, bởi luật thi đấu lúc đó là đấu đến khi nào có một người không thể tiếp tục đấu nữa mới thôi. Theo ghi chép lịch sử Thế vận hội, đấu quyền được giới thiệu lần đầu tiên trong Thế vận hội lần thứ 23, năm 688 trước Công Nguyên. Các võ sĩ sẽ quấn dây da quanh tay để bảo vệ tay. Không chia trận ra làm các hiệp đấu, tức chỉ có một hiệp duy nhất, các võ sĩ chiến đấu cho đến khi một trong số họ thừa nhận thất bại hoặc không thể tiếp tục. Các hạng mục trọng lượng cơ thể vận động viên không được sử dụng, có nghĩa là những người nặng cân hơn có xu hướng chiếm ưu thế. Phong cách đấu quyền được thực hành thường đặc trưng với tư thế chân trái đứng trước, tay trái được sử dụng với nhiều mục đích như bảo vệ đầu, đo khoảng cách, đánh lạc hướng lẫn tấn công và phản công, và cánh tay giữ vai trò chủ đạo trong việc sẵn sàng ra đòn là tay phải. Mục tiêu tấn công thường là phần đầu của đối thủ, ít khi tấn công vào bộ phận khác của cơ thể ở thời kỳ cổ đại.
Năm 146 trước Công Nguyên, sau khi La Mã tiêu diệt Hy Lạp, môn đấu quyền cũng truyền theo đến La Mã với sự hưởng ứng nhiệt tình của tầng lớp thanh niên, cũng sớm trở nên phổ biến ở La Mã cổ đại. Các chiến binh bảo vệ các khớp ngón tay của họ bằng những chiếc kẹp da thuộc quấn quanh nắm tay. Dẫn dần da cứng hơn đã được sử dụng và da thuộc tam giác đã trở thành một vũ khí trang bị cho nắm tay. Những chiếc đinh tán kim loại đã được đưa vào những da thuộc để tăng sức sát thương. Các sự kiện giao tranh được tổ chức tại những giảng đường La Mã. Tuy nhiên, sau một thời gian dài do sự phát triển môn đấu quyền La Mã ngày càng đi sâu vào sự tàn nhẫn, các trận đấu thường dẫn đến cái chết, đến năm 394, Hoàng đế La Mã Theodosius I đã ra lệnh cấm hẳn môn đấu quyền.
Tương đương với Địa Trung Hải, tại tiểu lục địa Ấn Độ cũng đã tồn tại nhiều loại đấu quyền từ Ấn Độ cổ đại. Những tài liệu tham khảo sớm nhất về musti-yuddha đến từ các sử thi Vedic cổ điển như Ramayana và Rig Veda. Sử thi tiếng Phạn Mahabharata mô tả hai chiến binh đấu quyền với bàn tay nắm chặt và chiến đấu bằng các cú đá, đòn đánh bằng ngón tay, đòn đầu gối và những cú húc đầu. Các cuộc đấu tay đôi (niyuddham) thường chiến đấu cho đến chết. Trong thời kỳ của Phó vương Miền Tây (35–405), người cai trị là Rudradaman I — ngoài việc thông thạo các ngành khoa học xã hội lớn bao gồm âm nhạc cổ điển Ấn Độ, ngữ pháp tiếng Phạn và logic học — còn được cho là một kỵ sĩ, người đánh xe cừ khôi, người cưỡi voi, kiếm sĩ và võ sĩ. Gurbilas Shemi, một văn bản của đạo Sikh thế kỷ XIX đã đưa ra nhiều đề cập đến môn võ musti-yuddha.

### Thời kỳ đảo Anh

#### Quy tắc Luân Đôn

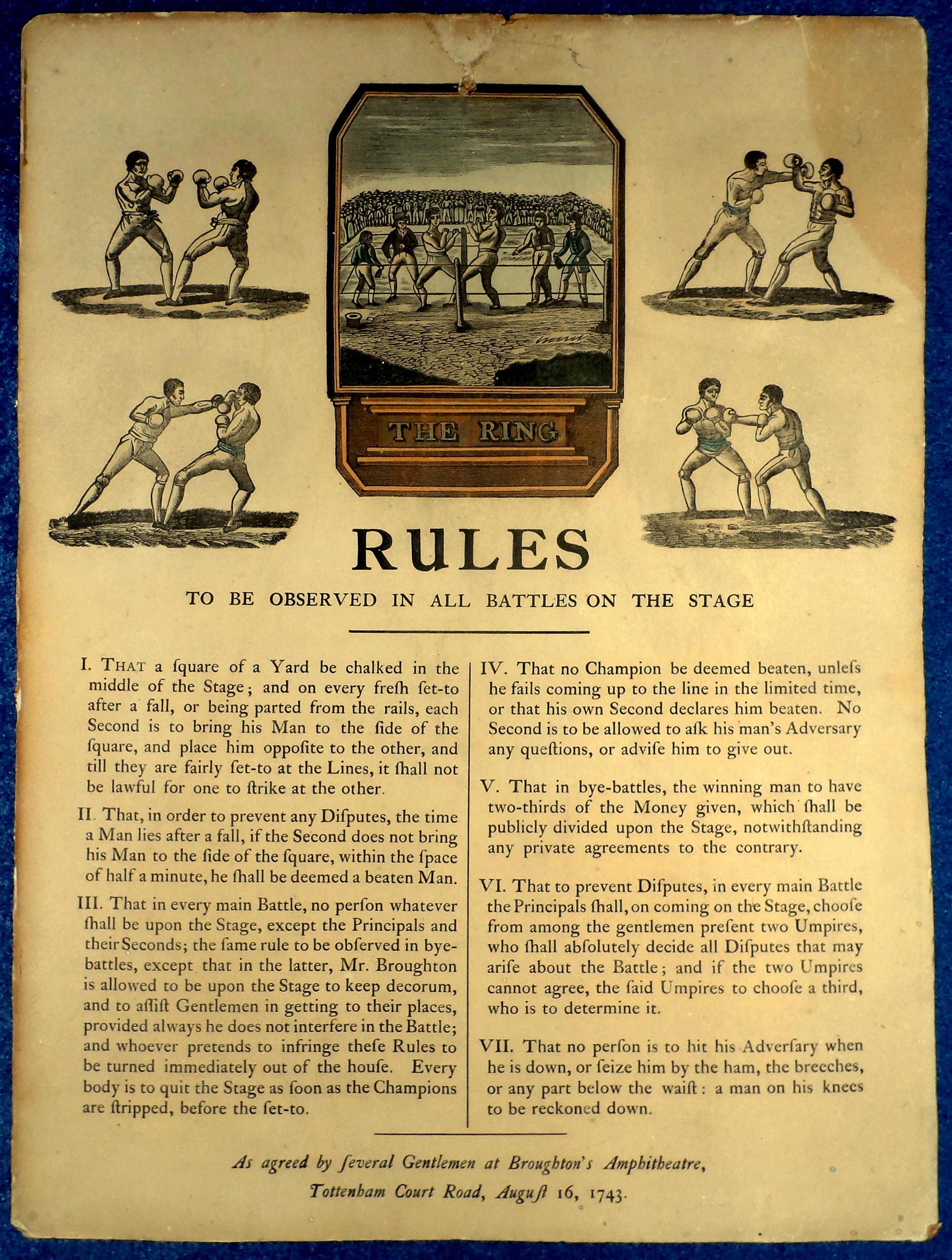
Ảnh bộ quy tắc của võ sĩ Quyền Anh tay trần Jack Broughton (1704–1789), được xem là bộ quy tắc thành văn đấu quyền đầu tiên.

Lưu trữ trong lịch sử về hoạt động đấu quyền thời cổ đại đã biến mất sau khi Đế chế La Mã phương Tây sụp đổ, nguyên nhân lớn bởi việc đeo vũ khí trở nên phổ biến một lần nữa khiến cho hứng thú chiến đấu bằng nắm đấm giảm dần. Tuy nhiên, có những ghi chép chi tiết về các môn thể thao sử dụng quyền thuật khác nhau đã được duy trì ở các tỉnh và thành phố của Ý trong khoảng thời gian từ thế kỷ XII đến thế kỷ XVII. Vùng đất khác là Kiev Rus' thời trung cổ cũng có môn thể thao được gọi là "Kulachniy Boy" hay "Fist Fighting" về giao đấu bằng tay. Trong thời kỳ sau Hậu kỳ Trung Cổ đi vào Phục Hưng, khi việc đeo kiếm trở nên ít phổ biến hơn, thì việc giao đấu bằng nắm đấm lại có sự quan tâm mới. Môn thể thao này sau đó trở lại ở Anh vào đầu thế kỷ XVI dưới hình thức đấu quyền tay trần, đôi khi được gọi là đấu thưởng (prizefighting). Tài liệu ghi chép đầu tiên về đấu tay không ở Anh xuất hiện vào năm 1681 tại London Protestant Mercury, và nhà vô địch đấu quyền tay trần đầu tiên của Anh là James Figg vào năm 1719. Đây cũng là thời điểm mà thuật ngữ "boxing" lần đầu tiên được sử dụng. Hình thức Quyền Anh hiện đại thời kỳ này này rất khác. Tại các cuộc thi vào thời của James Figg, ngoài việc đánh đấm, còn có đấu kiếm và nhào lộn. Từ năm 1719 đến năm 1730, James Figg đã chiến thắng nhiều đối thủ và được coi là nhà vô địch Quyền Anh hạng nặng đầu tiên, và cũng là người đầu tiên mở trường dạy môn đấu quyền. Sau đó, một nhà vô địch người Anh thế hệ nối tiếp là Jack Broughton đã đi xa hơn: mở trường dạy đấu quyền, phát minh ra đôi găng tay để giảm bớt tai nạn trong thi đấu, lập ra quy tắc đấu quyền mang tính thể thao hơn. Vào ngày 6 tháng 1 năm 1681, trận đấu Quyền Anh được ghi hình đầu tiên diễn ra ở Anh khi Christopher Monck, Công tước thứ 2 của Albemarle (về sau này là Phó Thống đốc Jamaica) tổ chức một trận đấu quyền giữa quản gia và người bán thịt, đều là người làm của ông, cũng như trao giải là tiền cho người giành chiến thắng.

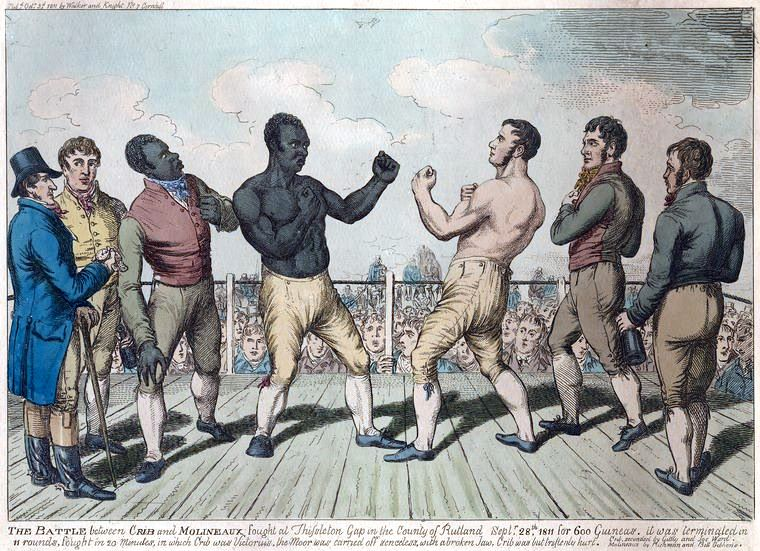
Tom Molineaux (trái) v. Tom Cribb trong trận tái đấu tranh chức vô địch hạng nặng của Anh, 1811.

Đấu trận ban đầu không có quy tắc thành văn. Không có phân chia trọng lượng cân nặng người đấu hoặc giới hạn vòng đấu, và không có trọng tài, điều này khiến các trận đấu thường hỗn loạn. Một bài báo đầu tiên về Quyền Anh đã được xuất bản tại Nottingham năm 1713, bởi Sir Thomas Parkyns, Nam tước thứ hai, một người bảo trợ môn đấu vật từ Bunny, Nottinghamshire, ông cũng là người đã thực hành các kỹ thuật mà ông mô tả. Trong bài báo, một trang duy nhất đề cập đến sách hướng dẫn đấu vật và đấu kiếm của ông là Progymnasmata: The inn-play, or Cornish-hugg wrestler, đã mô tả một hệ thống các đòn húc đầu, đấm, khoét mắt, bóp nghẹt và ném mạnh không được công nhận trong Quyền Anh ngày nay. Sau đó, quy tắc Quyền Anh dần xuất hiện. Các quy tắc Quyền Anh đầu tiên được gọi là quy tắc của Broughton, được đưa ra bởi nhà vô địch Jack Broughton vào năm 1743 để bảo vệ các võ sĩ trên võ đài giảm thiểu nguy cơ tử vong. Theo các quy tắc này, nếu một người đấu bị đánh ngã và không thể tiếp tục sau 30 giây, trận đấu sẽ kết thúc. Cấm đánh một võ sĩ đã bị hạ và tấn công dưới thắt lưng. Broughton khuyến khích việc sử dụng mufflers, một dạng băng gạc hoặc găng tay có đệm, được sử dụng trong các trận đánh đôi hoặc đấu súng trong huấn luyện và trong các trận đấu triển lãm công chúng.
Những quy tắc này đã cho phép các võ sĩ thời đó một lợi thế mà ngày nay không có, đó là cho phép võ sĩ hạ một đầu gối để kết thúc hiệp đấu và bắt đầu đếm 30 giây bất cứ lúc nào. Vì vậy, nếu một võ sĩ nhận ra mình đang gặp khó khăn về thể lực thì sẽ có cơ hội phục hồi. Tuy nhiên, điều này được coi là không đàn ông (unmanly), và thường không được phép bởi các quy tắc bổ sung do các võ sĩ thương lượng trước khi đấu. Trong Quyền Anh hiện đại, có giới hạn ba phút cho các hiệp đấu (không giống như võ sĩ bị hạ gục kết thúc quy tắc hiệp đấu). Cố ý hạ gục trong môn Quyền Anh hiện đại sẽ khiến võ sĩ đang hồi phục bị mất điểm trong hệ thống tính điểm. Nhà báo thể thao người Anh Pierce Egan đã đặt ra thuật ngữ "the Sweet Science" như một hình ảnh thu nhỏ cho từ prizefighting, hay đầy đủ hơn là "the Sweet Science of Bruising" như một mô tả về cảnh chiến đấu bằng tay không của người Anh vào đầu thế kỷ XIX. Luật London Prize Ring về đấu quyền đưa ra các biện pháp vẫn còn hiệu lực với Quyền Anh chuyên nghiệp cho đến ngày nay, chẳng hạn như cấm húc đầu né đòn ngoài vòng, khoét, cào, đá, đánh một người khi đang ngã, giữ dây và dùng nhựa, đá hoặc vật cứng trong tay, và cắn.

#### Quy tắc Queensberry
Năm 1867, Luật Hầu tước Queensberry (Marquess of Queensberry rules) được John Chambers soạn thảo cho các chuỗi thi đấu, chức vô địch đấu quyền nghiệp dư được tổ chức tại Lillie Bridge ở Luân Đôn cho các hạng nhẹ, hạng trung và hạng nặng. Các quy tắc được công bố dưới sự bảo trợ của Hầu tước Queensberry, người luôn gắn liền với tên tuổi của họ. Trong luật, có 12 quy tắc quy định rằng các trận đấu phải là một trận đấu Quyền Anh công bằng, trong một võ đài rộng 24 foot (7,3 m) vuông hoặc tương tự. Các hiệp đấu kéo dài ba phút với khoảng thời gian nghỉ một phút giữa các hiệp đấu. Mỗi võ sĩ được tính mười giây nếu bị đánh ngã và đấu vật bị cấm. Sự ra đời của những đôi găng tay đấu quyền cỡ vừa phải cũng làm thay đổi bản chất của các cuộc đọ sức. Một đôi găng tay đấm bốc trung bình giống như một đôi găng tay phồng và được buộc xung quanh cổ tay. Găng tay có thể được sử dụng để chặn các cú đánh của đối thủ. Do sự ra đời của chúng, các trận đấu trở nên dài hơn và mang tính chiến lược hơn với tầm quan trọng lớn hơn gắn liền với những kỹ thuật, thao tác phòng thủ như trượt, nhấp nhô của cơ thể, phản công và đặt góc tấn công. Do ít chú trọng phòng thủ hơn vào việc sử dụng cẳng tay và nhiều hơn vào găng tay, nên tư thế cẳng tay cổ điển hướng ra ngoài, tư thế nghiêng về phía sau của võ sĩ Quyền Anh tay trần đã được sửa đổi thành tư thế hiện đại hơn, trong đó thân nghiêng về phía trước và tay được giữ gần mặt hơn để phòng thủ.
Năm 1872, bộ luật của Queensbeery chính thức được áp dụng vào những trận đấu. Sau này quy tắc Broughton trở thành luật thi đấu quyền Anh nhà nghề và quy tắc Queensbeery trở thành luật thi đấu quyền Anh nghiệp dư.

### Cuối thế kỷ XIX và đầu thế kỷ XX

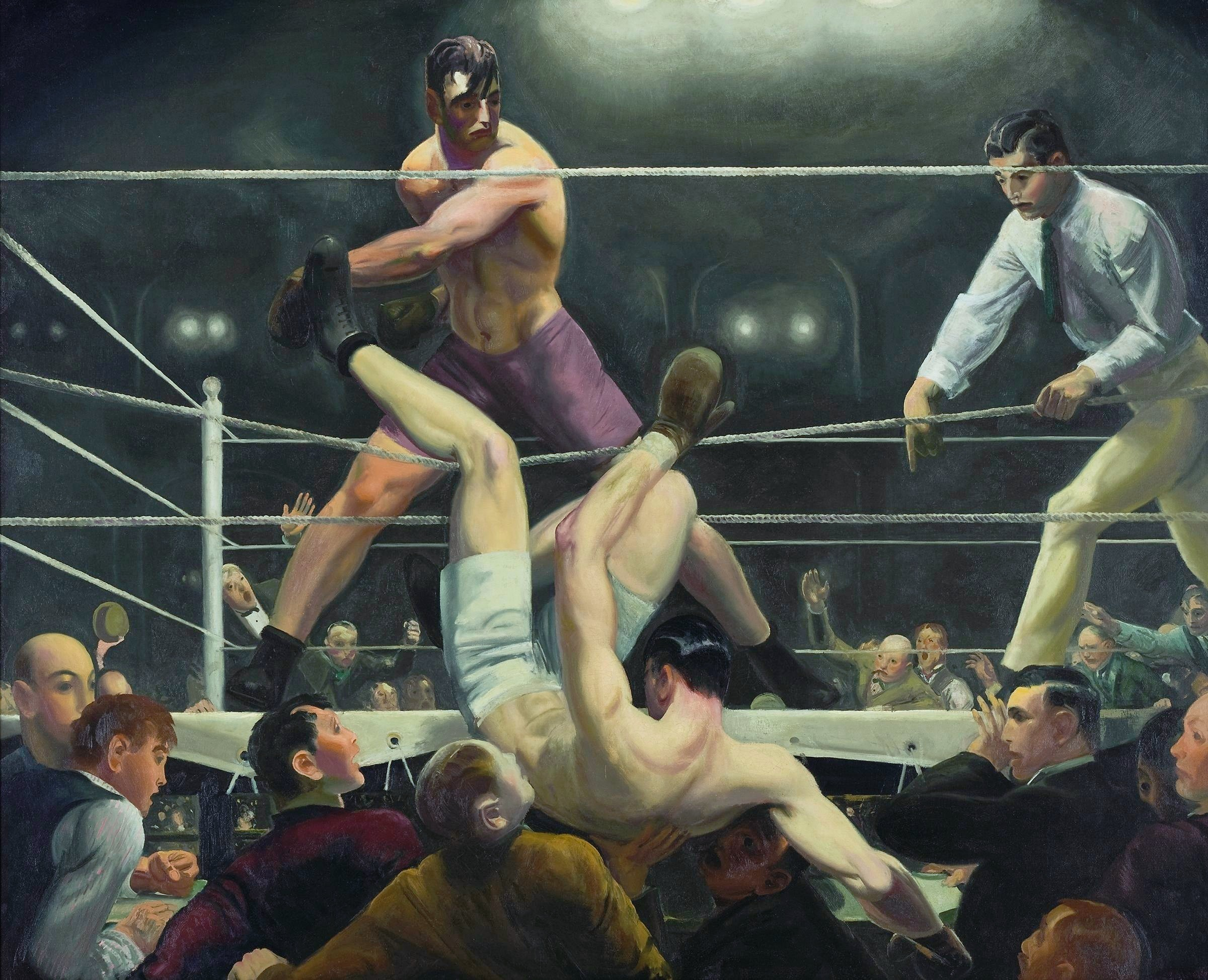
"Dempsey và Firpo", tranh của George Wesley Bellows. Luis Ángel Firpo là người Mỹ gốc Iberia đầu tiên giành danh hiệu thế giới vào năm 1923.

Vào cuối thế kỷ XIX, võ thuật Quyền Anh hay đấu giải đấu quyền có vị trí là một môn thể thao gây tranh cãi, chưa được hợp pháp hóa trong pháp luật. Quyền Anh thời điểm này nằm ngoài vòng pháp luật ở Anh và phần lớn Hoa Kỳ, các trận đấu có thưởng thường được tổ chức tại các tụ điểm cờ bạc và bị truy tìm, chấm dứt bởi cảnh sát. Việc gây gổ và đấu vật tiếp tục diễn ra khá đều đặn, và các cuộc bạo loạn trong những trận đấu quyền có thưởng là chuyện thường xuyên xảy ra. Tuy nhiên, trong suốt thời kỳ này, đã phát sinh ra một số nhà vô địch đấu quyền tay trần đáng chú ý, và họ đã phát triển các chiến thuật chiến đấu khá độc đáo. Năm 1882, án lệ nước Anh R v. Coney 8 QBD 534 gây ảnh hưởng lớn xuất hiện. Trong vụ này, Tòa án Bảo lưu các Vụ án Vương miện Anh (Court for Crown Cases Reserved) phát hiện một cuộc đánh nhau bằng tay trần, gây hậu quả là tổn hại cơ thể với sát thương vô cùng lớn, bất chấp sự đồng ý của những người tham gia. Vụ án cũng cho thấy việc tự nguyện tham dự với tư cách là khán giả là bằng chứng có thể được đưa ra trước bồi thẩm đoàn để chứng minh động cơ hỗ trợ và tiếp tay cho vụ hành hung. Với án lệ này, quy định luật Anh đưa ra cấm đấu quyền tay trần vì tổn thương tính mạng người tham gia, đánh dấu sự kết thúc của đầu quyền tay trần công khai rộng rãi ở Anh.

Ảnh động Quyền Anh cuối thế kỷ XIX.

Giai đoạn này, nhà vô địch hạng nặng thế giới đầu tiên theo Luật Queensberry là "Gentleman Jim" Corbett đã đánh bại John L. Sullivan vào năm 1892 tại Câu lạc bộ điền kinh Pelican ở New Orleans. Năm 1897, trường hợp đầu tiên của việc kiểm duyệt phim ở Hoa Kỳ xảy ra khi một số tiểu bang cấm chiếu các bộ phim đánh nhau có thưởng từ bang Nevada, tiểu bang vẫn quy định hợp pháp hình thức này ở thời điểm đó. Trong suốt thời gian đầu thế kỷ XX, các võ sĩ đấu tranh để đạt được tính hợp pháp môn đấu quyền. Họ được hỗ trợ bởi ảnh hưởng của những người quảng bá như Tex Rickard và sự nổi tiếng của những nhà vô địch nổi tiếng thế giới như John L. Sullivan. Từ cuối thế kỷ XIX, Quyền Anh bắt đầu lan rộng ở các quốc gia không thuộc Anglo-Saxon, chủ yếu ở những quốc gia có ảnh hưởng của Anh hoặc Mỹ, chẳng hạn như Argentina, Uruguay, Panama, Cuba, Mexico, Puerto Rico, Philippines, Nam Phi và Tây Ban Nha. Ở Ecuador và México, môn thể thao này thường được biết đến là box. Tại Argentina, giải vô địch Quyền Anh đầu tiên được tổ chức vào tháng 12 năm 1899, tôn vinh Jorge Newbery, một trong những nhà vô địch đầu tiên của nước này. Năm 1903, Liên đoàn Câu lạc bộ Quyền Anh Pháp được thành lập. Ở Tây Ban Nha, Barcelona đã tổ chức một số võ đường Quyền Anh kể từ năm 1876. Năm 1903, câu lạc bộ vận động viên được thành lập ở Barcelona, trong đó giáo sư người Pháp Vidal tổ chức các cuộc triển lãm Quyền Anh, và vào năm 1908, cháu trai của ông, Jean Vidal, đã mở một phòng tập Quyền Anh trong Nhà thi đấu Villa.

### Hiện đại

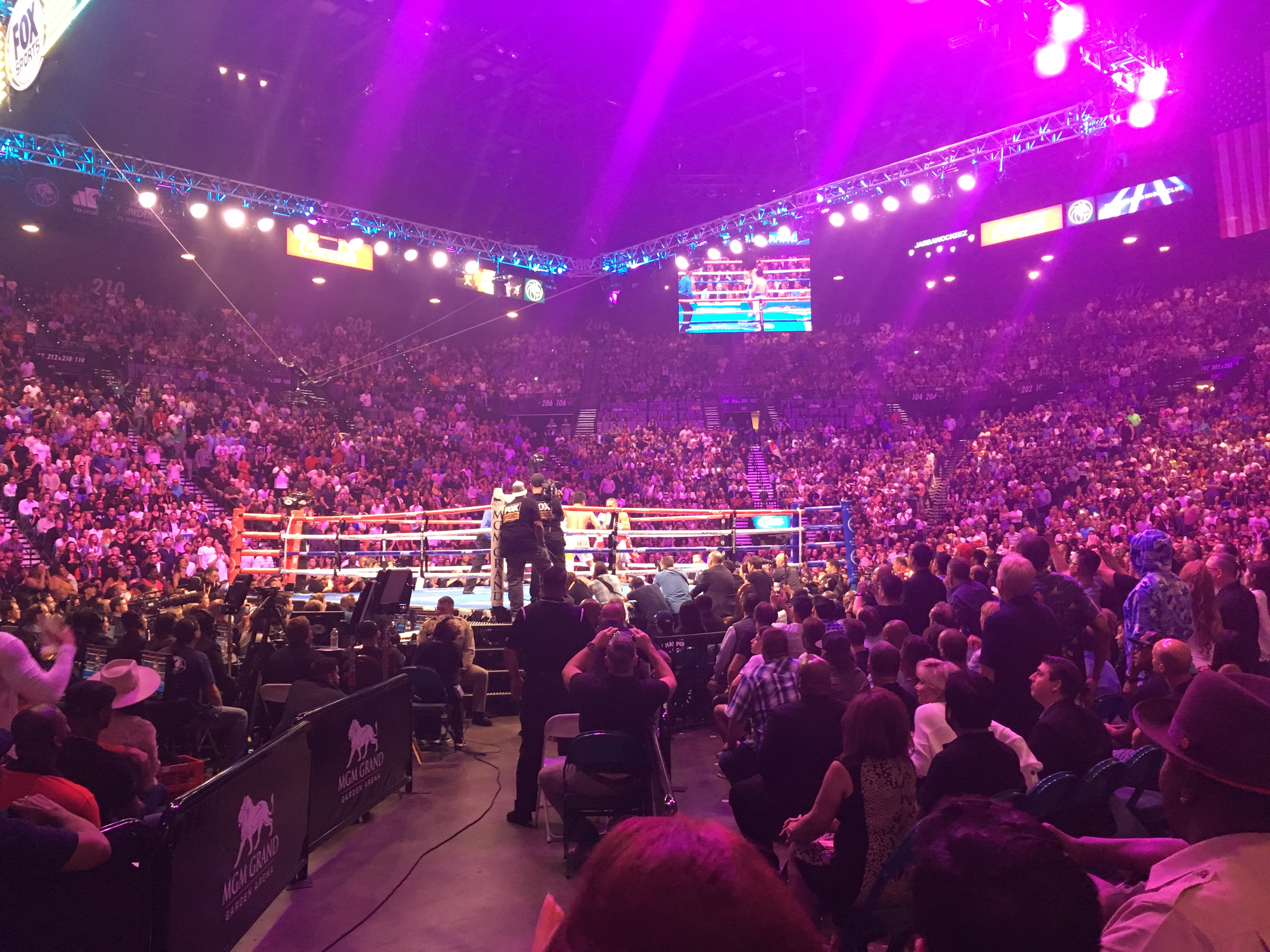
Sàn đấu Quyền Anh chuyên nghiệp phổ biến thời hiện đại. Ảnh chụp sàn đấu tại MGM Grand Garden Arena, Las Vegas tranh đai WBA (Super) hạng bán trung Manny Pacquiao v. Keith Thurman, 2019.

Năm 1904, lần đầu tiên Quyền Anh được đưa vào chương trình Thế vận hội và trở thành môn thi đấu chính thức của các kỳ Thế vận hội. Năm 1920, Liên đoàn Quyền Anh Thế giới (AIBA) ra đời. Năm 1994, đã có 122 quốc gia gia nhập AIBA, cho đến nay theo thống kê trên trang web của AIBA đã có 194 quốc gia (trong đó có Việt Nam) trực thuộc tổ chức này. Về quy tắc hiện đại, trong suốt thời gian thế kỷ XX, các danh mục mới đã được thêm vào và các giới hạn hạng cân của võ sĩ được sửa đổi, mở rộng phạm vi từ trọng lượng thấp nhất, trọng lượng tối thiểu hoặc hạng rơm (atomweight), đến trọng lượng cao nhất, hạng siêu nặng (super heavyweight), hiện đang có hiệu lực. Mức độ của các trận đấu và hệ thống quy định đòn tấn công cũng đã được sửa đổi. Trong Quyền Anh chuyên nghiệp, vào năm 1982, Hội đồng Quyền anh Thế giới (WBC) đã có sáng kiến, giảm thời gian của các trận tranh đai xuống còn mười hai hiệp sau khi võ sĩ Kim Duk-koo chết vì não năm 1982.

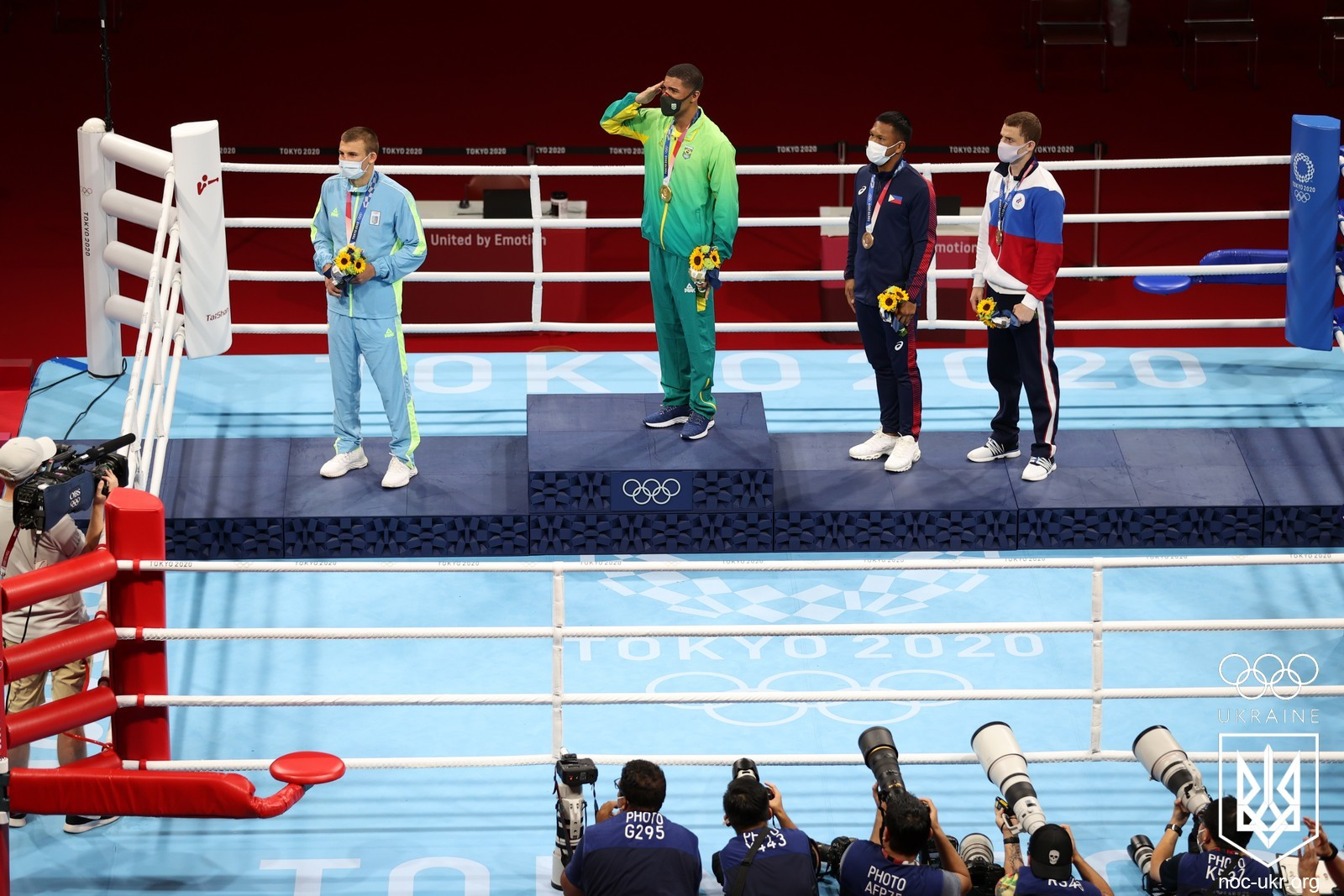
Trao huy chương môn Quyền Anh hạng trung tại Thế vận hội Mùa hè 2020, Tokyo.

Môn thể thao Quyền Anh hiện đại ban đầu phát sinh từ các địa điểm bất hợp pháp và đấu thưởng ngoài vòng pháp luật, dần dần các tổ chức ngoài vòng pháp luật này được công nhận, đã trở thành những doanh nghiệp thương mại trị giá hàng tỷ USD. Phần lớn tài năng võ sĩ Quyền Anh trẻ vẫn đến từ các khu vực nghèo đói trên khắp thế giới nơi như México, Cuba, Châu Phi, Nam Mỹ và Đông Âu, nơi xuất phát của những vận động viên trẻ đầy khát vọng, những người mong muốn trở thành tương lai của Quyền Anh. Ngay cả ở Mỹ, những vùng nội thành như New York và Chicago đã xuất hiện những tài năng trẻ đầy triển vọng. Theo nhà văn, nhà xuất bản Rubin: "Quyền Anh đã mất đi sức hấp dẫn với tầng lớp trung lưu Mỹ, và hầu hết những võ sĩ Quyền Anh ở Mỹ hiện đại đều đến từ đường phố và là những võ sĩ đường phố". Bắt đầu từ năm 2019 và đến năm 2020, đại dịch COVID-19 bùng phát toàn cầu gây ảnh hưởng đến việc thực hiện các sự kiện Quyền Anh theo lịch trình, vì những hạn chế sinh ra từ các biện pháp phòng ngừa lây lan là cần thiết để ngăn ngừa lây nhiễm. Các biện pháp ngăn chặn được thực hiện, và dần dần các trận đấu được tổ chức đi kèm với phòng bệnh, trong đó trọng tài duy trì việc sử dụng mặt nạ, và các khán giả vắng mặt.

## Quy tắc

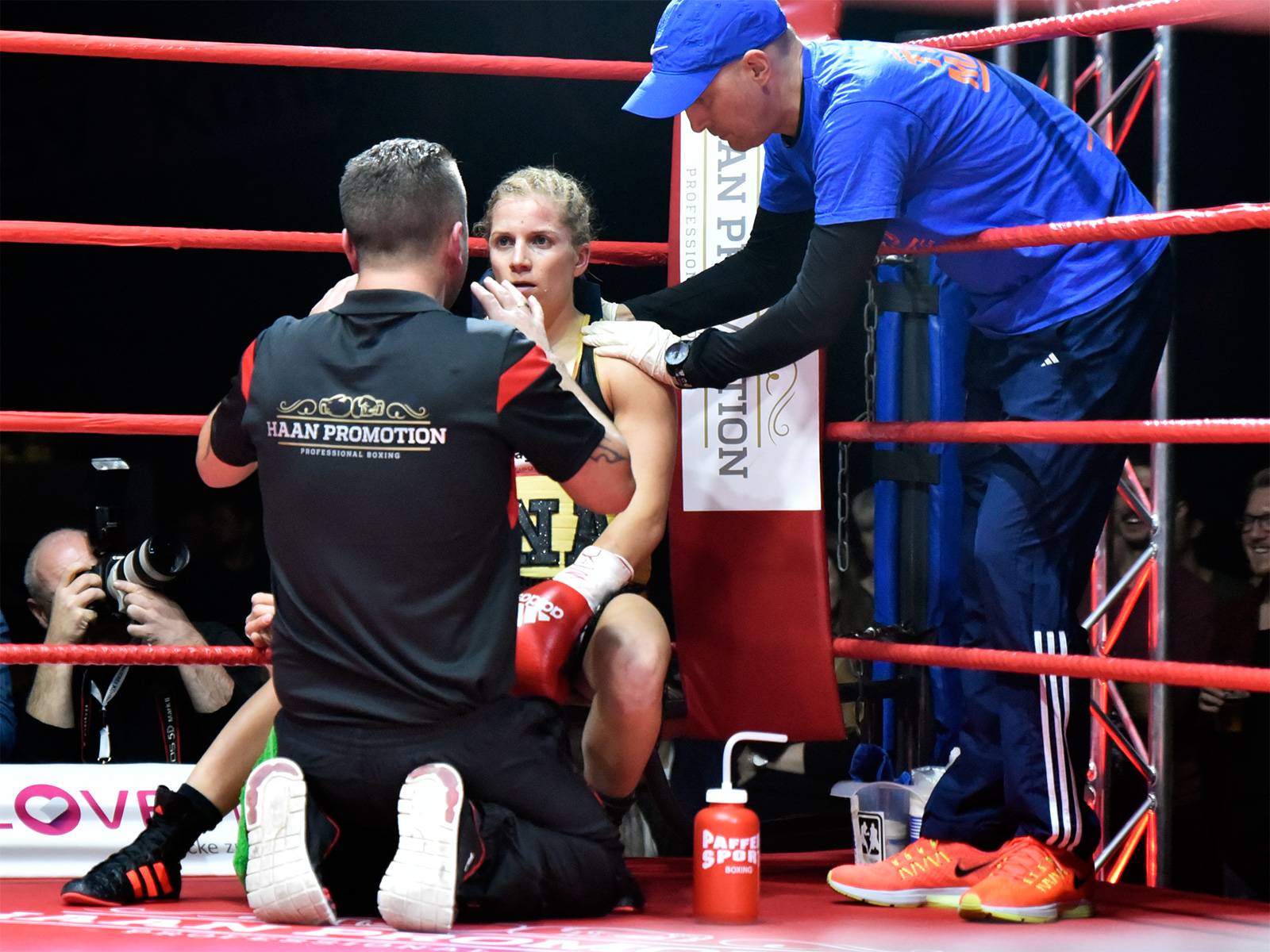
Tina Rupprecht nghỉ giữa hiệp, được huấn luyện viên chỉ dẫn, đội ngũ hỗ trợ hồi sức.

Trong Quyền Anh, Luật Queensberry từ 1867 là quy tắc chung điều chỉnh Quyền Anh kể từ khi được xuất bản cho đến nay. Mỗi trận đấu Quyền Anh thường bao gồm một số hiệp nhất định trong ba phút, tổng cộng có thể lên đến 12 hiệp. Thường dành một phút giữa mỗi hiệp đấu với các võ sĩ ở các góc được chỉ định của họ để nhận được lời khuyên từ huấn luyện viên và hỗ trợ hồi sức từ đội ngũ của họ. Cuộc đấu được điều khiển bởi một trọng tài làm việc trong võ đài để đánh giá và kiểm soát hành vi của các võ sĩ, quy định về khả năng giao đấu an toàn của họ, đếm thời gian các võ sĩ bị hạ gục và quy định về lỗi vi phạm. Tối đa ba trọng tài thường có mặt tại võ đài để chấm điểm hiệp đấu và chỉ định điểm cho các võ sĩ, dựa trên các cú đấm, phòng thủ, hạ gục, ôm giữ và các biện pháp kỹ thuật khác. Vì cách đánh Quyền Anh theo kiểu kết thúc mở, nhiều trận đấu có kết quả gây tranh cãi, trong đó một hoặc cả hai võ sĩ cho rằng họ đã bị từ chối chiến thắng một cách oan uổng. Mỗi võ sĩ có một góc được chỉ định của võ đài, nơi huấn luyện viên của họ, cũng như đội ngũ của họ tạm đứng. Mỗi võ sĩ bước vào võ đài từ các góc được chỉ định của họ ở đầu mỗi hiệp và phải ngừng đánhm, trở về góc của họ khi kết thúc mỗi hiệp.

### Kết luận trận đấu

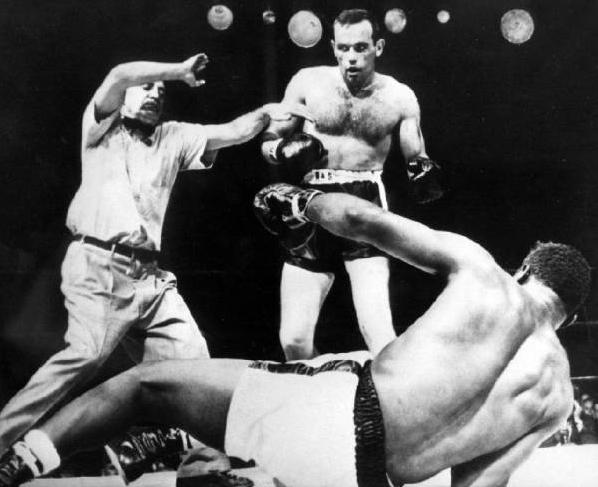
Võ sĩ Thụy Điển Ingemar Johansson hạ đo ván nhà vô địch hạng nặng Floyd Patterson, ngày 26 tháng 6 năm 1959.

Số điểm xác định mỗi trận sẽ được ban giám khảo quyết định, và được gọi là "go to distance". Võ sĩ nào có số điểm cao hơn khi kết thúc trận đấu được coi là chiến thắng. Với ba giám khảo, các quyết định nhất trí và chia rẽ có thể xảy ra. Một võ sĩ có thể thắng hiệp đấu trước khi đưa ra quyết định bằng hạ đo ván (knock-out, KO). Nếu võ sĩ bị hạ gục trong trận đấu, được xác định bằng việc võ sĩ có chạm vào sàn vải của võ đài bằng bất kỳ bộ phận nào của cơ thể họ ngoài bàn chân do cú đấm của đối thủ chứ không phải do trượt chân hay không, theo quyết định của trọng tài, trọng tài bắt đầu đếm cho đến khi võ sĩ đứng dậy và có thể tiếp tục. Một số tổ chức yêu cầu trọng tài đếm đến tám bất kể võ sĩ có đứng dậy trước hay không. Trọng tài đếm đến mười, võ sĩ bị đánh gục sẽ được kết luận là bị KO hay chưa (cho dù bất tỉnh hay không) và võ sĩ kia được coi là chiến thắng bằng loại trực tiếp (KO). Cũng có thể xảy ra trường hợp loại trực tiếp kỹ thuật (technical knock-out, TKO) và được quyết định bởi trọng tài, bác sĩ trận đấu hoặc đội ngũ góc võ đài của võ sĩ nếu võ sĩ không thể tiếp tục thi đấu do bị thương hoặc không thể duy trì khả năng bảo vệ bản thân. Nhiều tổ chức phê chuẩn Quyền Anh cũng có "quy tắc ba lần đánh gục", trong đó một võ sĩ bị đối thủ đánh gục (knockdown) ba lần trong một trận sẽ bị xử thua TKO. TKO cũng được coi là loại trực tiếp trong thống kê sự nghiệp của võ sĩ. Quy tắc đếm đến tám "standing eight" cũng có thể có hiệu lực, cho phép trọng tài có quyền đếm đến 8 đối với võ sĩ mà trọng tài cảm thấy đang trong tình trạng nguy hiểm, trạng thái rủi ro và cơ thể bất ổn trong trận, ngay cả khi không có tình huống bị đánh gục nào xảy ra. Sau khi đếm, trọng tài sẽ quan sát võ sĩ và quyết định xem võ sĩ có đủ sức khỏe để tiếp tục hay không. Đối với mục đích tính điểm, quy tắc đếm đến 8 được coi như là một lần đánh ngã.

### Điều khoản hạn chế

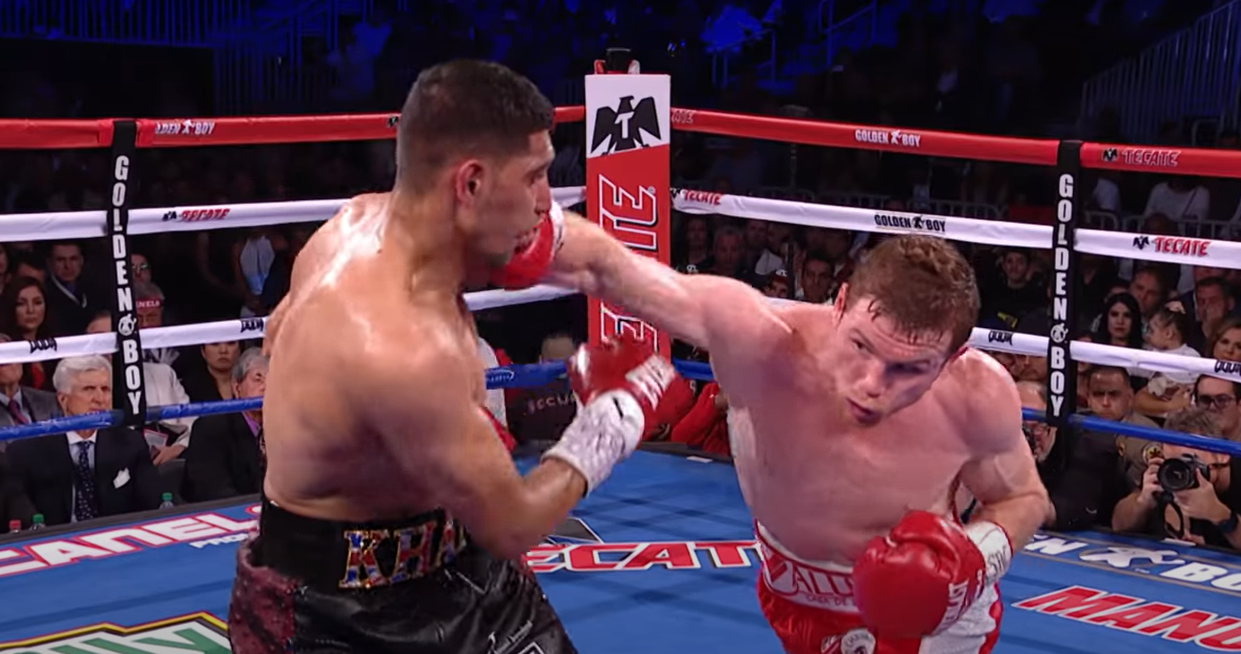
Saúl Álvarez tung đòn cross đánh hạ đối thủ, thắng TKO.

Về quy tắc chung, các võ sĩ bị cấm ra đòn tấn công dưới thắt lưng, cố tình vấp, giữ, đẩy, cắn đối thủ hoặc khạc nhổ. Quần đùi của võ sĩ được nâng lên để đối thủ không được phép đánh vào vùng háng với ý định gây đau hoặc chấn thương, tức chỉ được tấn công phần cơ thể trên quần. Nếu không tuân theo quy định này thì có thể phạm lỗi. Quy tắc cũng cấm đòn đá, húc đầu hoặc đánh bằng bất kỳ bộ phận nào của cánh tay ngoài các đốt ngón tay của nắm đấm kín (bao gồm cả cấm đánh bằng cùi chỏ, vai hoặc cẳng tay, cũng như bằng găng tay hở, cổ tay, mặt trong, mặt sau hoặc mặt bên của bàn tay). Các võ sĩ cũng bị cấm đánh vào lưng, sau đầu hoặc cổ (được gọi là cú đấm thỏ "rabbit-punch") hoặc thận. Bên cạnh đó, võ sĩ bị cấm cầm dây chằng sàn đấu để hỗ trợ khi đấm, giữ đối thủ trong khi đấm, hoặc cúi xuống dưới thắt lưng của đối thủ (bất kể khoảng cách giữa hai người).
Quyền Anh có kỹ thuật ôm giữ "clinch" – một động tác phòng thủ trong đó một võ sĩ dùng cánh tay của mình để ôm giữ, cố định đối thủ ở tư thế đứng, ngăn chặn tấn công. Khi trọng tài buộc dừng động tác này thì mỗi võ sĩ phải lùi lại một bước trước khi quay lại tấn công. Khi một võ sĩ bị đánh ngã, võ sĩ kia phải ngay lập tức ngừng giao tranh và di chuyển đến góc trung lập xa nhất của võ đài cho đến khi trọng tài ra phán quyết loại trực tiếp hoặc cho trận đấu tiếp tục. Các trường hợp vi phạm các quy tắc này có thể bị trọng tài quy là phạm lỗi, có thể đưa ra cảnh cáo, trừ điểm hoặc truất quyền thi đấu của võ sĩ vi phạm, tự động bị xử thua, tùy theo mức độ nghiêm trọng và tính cố ý của hành vi phạm lỗi. Một lỗi cố ý gây thương tích khiến cho một trận đấu không thể tiếp tục thường khiến võ sĩ phạm lỗi đó bị truất quyền thi đấu. Một võ sĩ trúng phải một cú đánh do tai nạn không cố ý, chẳng hạn như trúng đòn vào hạ bộ, thì có thể có tối đa 5 phút để hồi phục. Những pha phạm lỗi vô tình gây chấn thương khi kết thúc một hiệp đấu có thể dẫn đến khả năng không có kết quả hoặc "no contest", hoặc có thể khiến trận đấu đi đến quyết định nếu đủ hiệp (thường là bốn hiệp trở lên, hoặc ít nhất ba hiệp trong một trận đấu bốn hiệp).

## Hệ thống Quyền Anh

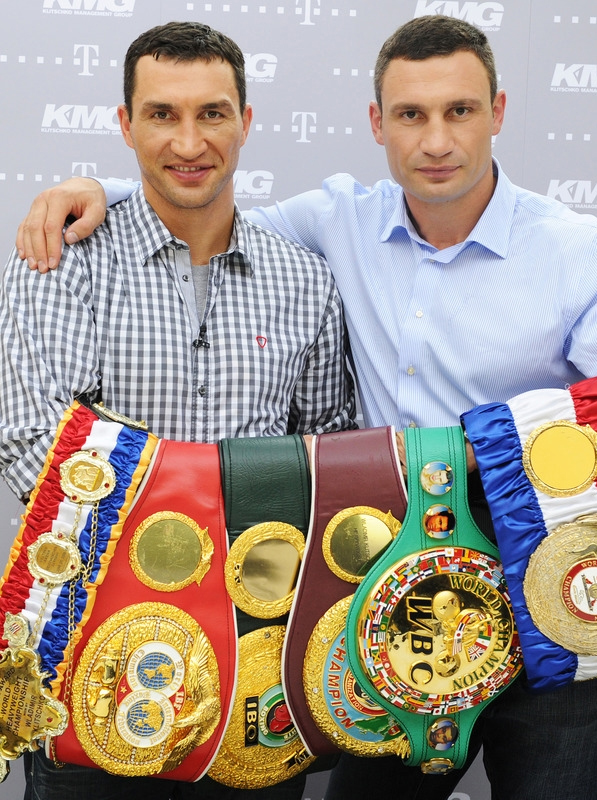
Anh em nhà Klitschko, từng thi đấu nghiệp dư, giành Huy chương Vàng Quyền Anh hạng siêu nặng tại Thế vận hội 1996 trước khi chuyển sang thi đấu chuyên nghiệp và vô địch hạng nặng thế giới.

Trong suốt thế kỷ XVII đến thế kỷ XIX, các cuộc đấu Quyền Anh thường được thúc đẩy bởi tiền, khi những võ sĩ thi đấu để giành tiền thưởng, những người quảng bá kiểm soát cổng vào sân và khán giả đặt cược vào kết quả. Đầu thế kỷ XX, phong trào Thế vận hội hiện đại làm hồi sinh sự quan tâm đến các môn thể thao nghiệp dư, và Quyền Anh nghiệp dư trở thành một môn thể thao Thế vận hội vào năm 1908. Ở hình thức hiện tại ngày nay, Thế vận hội và các giải đấu nghiệp dư khác thường giới hạn trong ba hoặc bốn hiệp, cách tính điểm được tính dựa trên số lần ra đòn trung mục tiêu, bất kể va chạm và các võ sĩ đeo mũ bảo hộ, giảm số lượng thương tích, hạ đo ván, và loại trực tiếp. Hiện tại, các đòn ghi điểm trong môn Quyền Anh nghiệp dư được các trọng tài phụ tính một cách chủ quan, nhưng Viện Thể thao Úc đã xây dựng và chứng minh một nguyên mẫu của hệ thống tính điểm Quyền Anh tự động, mang tính khách quan, cải thiện độ chính xác và được cho là khiến môn thể thao này trở nên thú vị hơn đối với khán giả. Quyền Anh chuyên nghiệp cho đến nay vẫn là hình thức phổ biến nhất của môn thể thao này trên toàn cầu, mặc dù Quyền Anh nghiệp dư đang chiếm ưu thế ở một số nơi như Cuba và một số nước thuộc Liên Xô cũ. Đối với hầu hết các võ sĩ, một sự nghiệp nghiệp dư, đặc biệt là tại Thế vận hội, phục vụ cho việc phát triển các kỹ năng và tích lũy kinh nghiệm để chuẩn bị cho sự nghiệp chuyên nghiệp. Các võ sĩ phương Tây thường tham gia một kỳ Thế vận hội và sau đó chuyển sang chuyên nghiệp, người Cuba và các nước xã hội chủ nghĩa khác có cơ hội thu về nhiều huy chương. Năm 2016, các võ sĩ chuyên nghiệp đã được tham dự Thế vận hội và các giải đấu khác do AIBA phê chuẩn. Điều này được tiến hành nhằm phổ biến thể thức kết hợp thể thao và sự nghiệp chuyên nghiệp, mang lại cho tất cả các vận động viên cơ hội giống như các võ sĩ được bảo hộ khác. Tuy nhiên, các tổ chức chuyên nghiệp phản đối gay gắt quyết định đó.

### Quyền Anh nghiệp dư

#### Chia hạng thể thức
Quyền Anh nghiệp dư có thể được tìm thấy thể dục thể thao cấp độ đại học, tại Thế vận hội, Đại hội Thể thao Khối thịnh vượng chung, Đại hội Thể thao châu Á, hay Đại hội Thể thao Đông Nam Á. Ở nhiều địa điểm khác nhau có các hiệp hội Quyền Anh nghiệp dư khác nhau quản lý. Quyền Anh nghiệp dư có một hệ thống tính điểm đo lường số lượng đòn đánh trúng đích chính xác được tính, ưu tiên hơn là sát thương vật lý, hay sức mạnh của đòn đánh. Các hiệp đấu bao gồm ba hiệp, mỗi hiệp ba phút trong Thế vận hội, ABA (các hiệp hội quyền anh nghiệp dư) quốc gia, có khoảng cách giữa các hiệp là một phút.
Về chia hạng thể thức của các hạng cân: hệ thống cân Quyền Anh nghiệp dư theo kilôgam (Metric) và hệ thống Aviordupois được sử dụng chia làm 12 hạng cân của Thế vận hội từ 48 kg (105 lb) đến trên 91 kg (200 lb).
| Tên hạng cân                             | Cân nặng (kg) | Cân nặng (kg) | Cân nặng (kg) | Tên hạng cân                      | Cân nặng (kg) | Cân nặng (kg) | Cân nặng (kg) |
| Tên hạng cân                             | Nam           | Nữ            | Thiếu niên    | Tên hạng cân                      | Nam           | Nữ            | Thiếu niên    |
| ---------------------------------------- | ------------- | ------------- | ------------- | --------------------------------- | ------------- | ------------- | ------------- |
| Hạng siêu nặng (Super heavyweight)       | 91+           | —             | —             | Hạng nhẹ (Lightweight)            | 56–60         | 57–60         | 57–60         |
| Hạng nặng (Heavyweight)                  | 81–91         | 81+           | 80+           | Hạng lông (Featherweight)         | —             | 54–57         | 54–57         |
| Hạng dưới nặng (Light heavyweight)       | 75–81         | 75–81         | 75–80         | Hạng gà (Bantamweight)            | 52–56         | 51–54         | 52–54         |
| Hạng trung (Middleweight)                | 69–75         | 69–75         | 70–75         | Hạng dưới gà (Light bantamweight) | —             | —             | 50–52         |
| Hạng dưới trung (Light middleweight)     | —             | —             | 66–70         | Hạng ruồi (Flyweight)             | 49–52         | 48–51         | 48–50         |
| Hạng bán trung (Welterweight)            | 64–69         | 64–69         | 63–66         | Hạng dưới ruồi (Light flyweight)  | 46–49         | 45–48         | 46–48         |
| Hạng dưới bán trung (Light welterweight) | 60–64         | 60–64         | 60–63         | Hạng nguyên tử (Pinweight)        | —             | —             | 44–46         |

#### Tính điểm thể thao

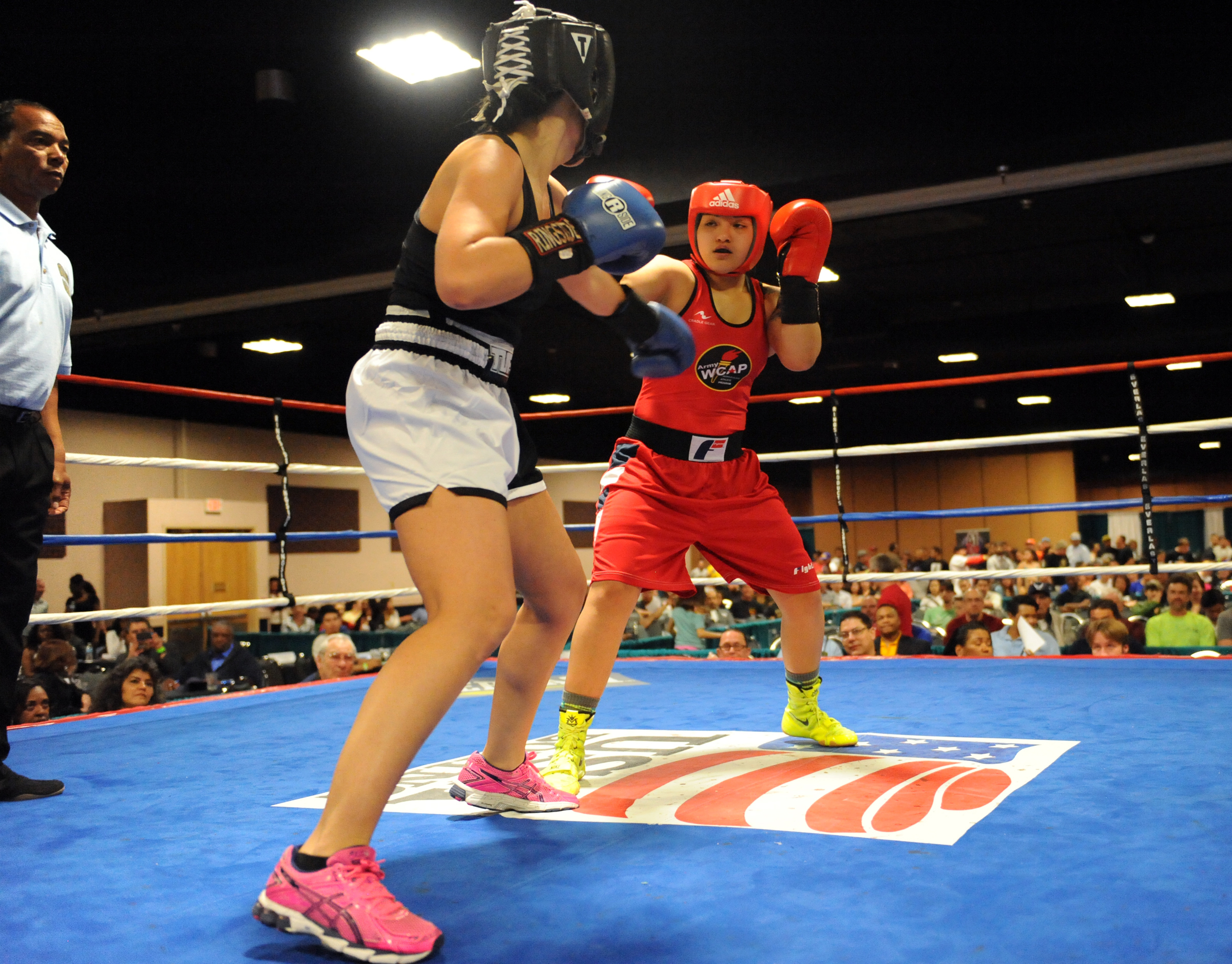
Một trận thi đấu Quyền Anh nghiệp dư với trọng tài kiểm soát trực tiếp.

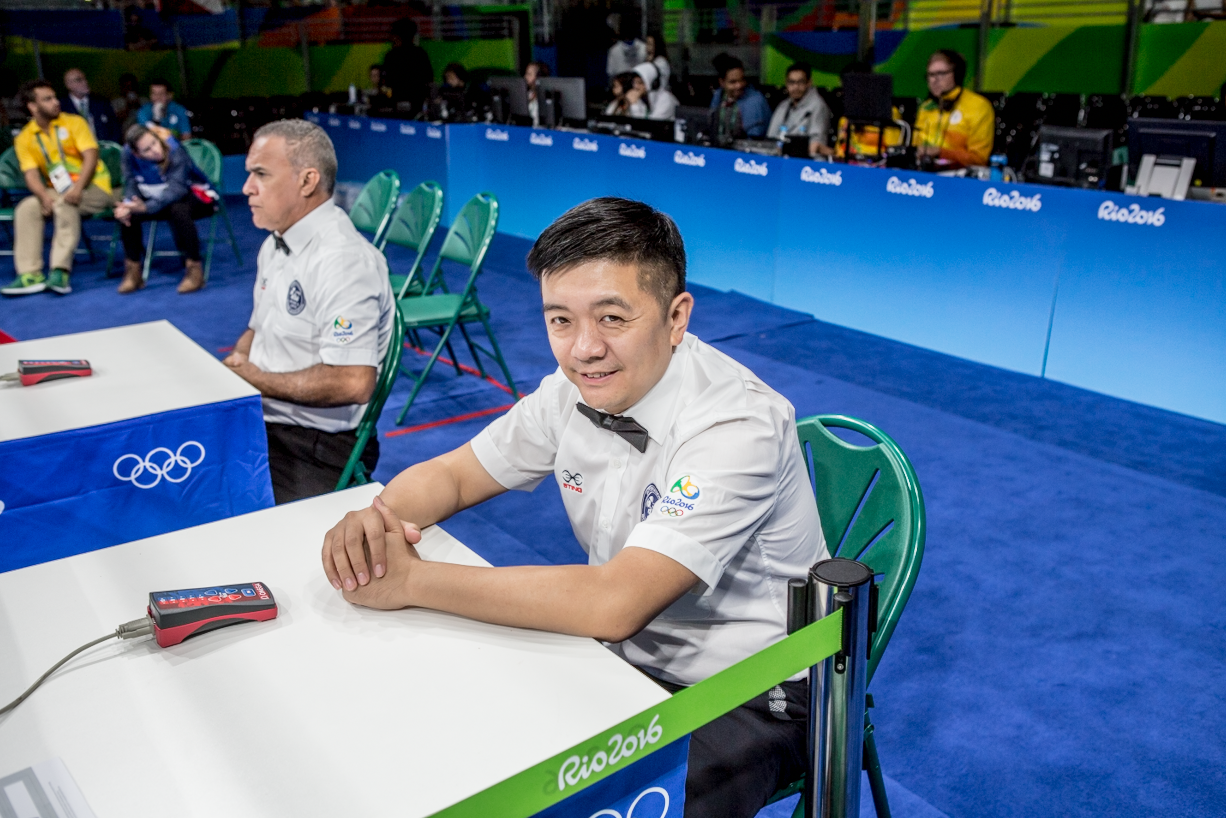
Các trọng tài tính điểm (Rio de Janeiro 2016), phụ trách tuyên bố người chiến thắng theo quyết định trong trường hợp không có loại trực tiếp, sau khi kết thúc tất cả các hiệp.

Ở nghiệp dư, các vận động viên đội mũ bảo hộ đội đầu và đeo găng tay có dải hoặc vòng tròn màu trắng trên đốt ngón tay. Tuy nhiên, có những trường hợp không yêu cầu găng tay trắng, có thể đeo bất kỳ loại găng màu nào. Điểm găng màu trắng chỉ là một cách để giúp giám khảo dễ dàng hơn trong việc ghi điểm đòn đánh tốc độ cao. Mỗi đấu thủ phải được quấn tay đúng cách trước khi đánh để được tối ưu hóa tính chất bảo vệ thêm cho bàn tay của họ, có thêm đệm dưới găng tay. Găng tay của đấu sĩ phải có trọng lượng 12 ounce trừ khi võ sĩ nặng dưới 165 pound (75 kg), cho phép đeo găng tay 10 ounce.
Trong khi tung đòn, một cú đấm chỉ được coi là cú đấm ghi điểm khi phần màu trắng của găng tay chạm tới vị trí yếu điểm trên cơ thể của đối thủ. Mỗi cú đấm chạm vào đầu hoặc phần thân với một lực vừa đủ sẽ được cộng một điểm. Để cho điểm mỗi đòn đánh, đòn đó không bị ngăn chặn hay bảo vệ và phải trúng đích với diện tích tiếp xúc hợp lệ của găng, đòn đó phải trúng đích vào phần trước của đầu hay thân thể kể từ thắt lưng trở lên. Các đòn tạt ngang (swing) đánh đúng như trên cũng được tính điểm. Giá trị của các đòn đánh giáp thân sẽ được đánh giá vào thời điểm cuối của lần giáp thân giữa các vận động viên và tùy thuộc vào số đòn đánh chiếm đa số của vận động viên đó. Đòn đánh không ghi điểm là cú đánh vi phạm luật hoặc đánh bằng cạnh, mặt sau của găng, đánh mở găng hoặc bất kỳ phần nào khác ngoài diện tích găng che của các khớp của năm ngón tay (diện tích tiếp xúc hợp lệ), chạm vào cơ thể đối phương mà không có lực của vai hay cơ thể người ra đòn, đánh bằng cánh tay. Hình thức cho điểm theo quyết định được thiết lập, giám định ấn các nút được hướng dẫn để cho điểm vận động viên có những đòn đánh chính xác, hợp lệ. Về cơ bản, những đòn đánh chính xác và các thông tin khác được ghi lại và tính toán một cách tự động bởi máy chấm điểm.

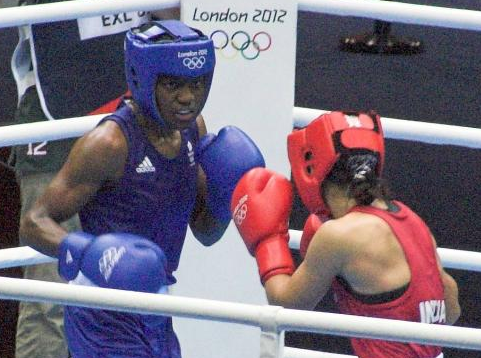
Nicola Adams (trái, cựu võ sĩ Quyền Anh chuyên nghiệp) là nữ võ sĩ đầu tiên giành Huy chương Vàng Thể vận hội, tại London 2012.

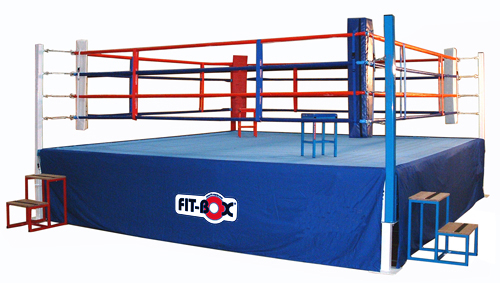
Sàn đấu Quyền Anh hình tứ giác với các góc trống trung lập.

Trọng tài giám sát trận đấu để đảm bảo rằng các đấu thủ chỉ sử dụng các đòn đánh được cho phép. Một chiếc đai mang ở giữa phần hông và bụng là giới hạn cho các cú đấm, bất kỳ võ sĩ nào liên tục tung các đòn thấp hơn đai thắt lưng đều bị loại. Các trọng tài cũng đảm bảo rằng các võ sĩ không sử dụng chiến thuật clinch liên tục để ngăn cản đối thủ tấn công. Nếu điều này xảy ra, trọng tài tách các đối thủ và ra lệnh cho họ tiếp tục thi đấu. Việc ôm giữ đối thủ nhiều lần có thể khiến võ sĩ bị phạt hoặc cuối cùng là bị truất quyền thi đấu. Các trọng tài sẽ dừng hiệp nếu một võ sĩ bị thương nặng, nếu một võ sĩ đang lấn lướt đối thủ hoặc nếu điểm số bị mất cân bằng nghiêm trọng. Các trận đấu nghiệp dư kết thúc theo cách này có thể được ghi nhận là "RSC" (trọng tài dừng cuộc thi) với các ký hiệu cho đối thủ vượt trội trình độ (RSCO), đối thủ vượt trội điểm số (RSCOS), chấn thương (RSCI), hoặc chấn thương đầu (RSCH). Cụ thể "RSC" là khi giám sát trưởng sau khi hội ý với các thành viên trong Ban Giám sát tin tưởng rằng máy chấm điểm điện tử với 15 điểm cách biệt giữa hai vận động viên, trận đấu có thể chấm dứt để tránh cho một vận động viên bị những đòn không cần thiết. Bên cạnh đó, còn có quy định về count-back trong Quyền Anh nghiệp dư. Đó là có năm trọng tài cùng tham gia chấm điểm trong mỗi trận đấu nghiệp dư, nhưng chỉ có điểm số của ba trọng tài chấm cân bằng nhau nhất được chọn để tính điểm chung cuộc. Khi điểm số cuối trận cũng vẫn là ngang bằng nhau thì điểm số từ hai trọng tài sẽ bị loại bỏ, và điểm số của trọng tài còn lại chính là điểm số cuối cùng. Trong trường hợp điểm số vẫn hòa, điểm số cao nhất và thấp nhất của các trọng tài ở góc võ đài xanh và đỏ sẽ bị loại bỏ. Nếu điểm số vẫn hòa, năm trọng tài sẽ họp với nhau để đưa ra biểu quyết võ sĩ thắng trận.

### Quyền Anh chuyên nghiệp

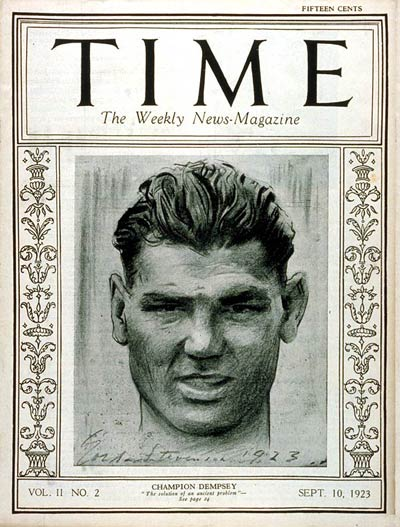
Võ sĩ Quyền Anh chuyên nghiệp Jack Dempsey trên bìa tạp chí Time năm 1923.

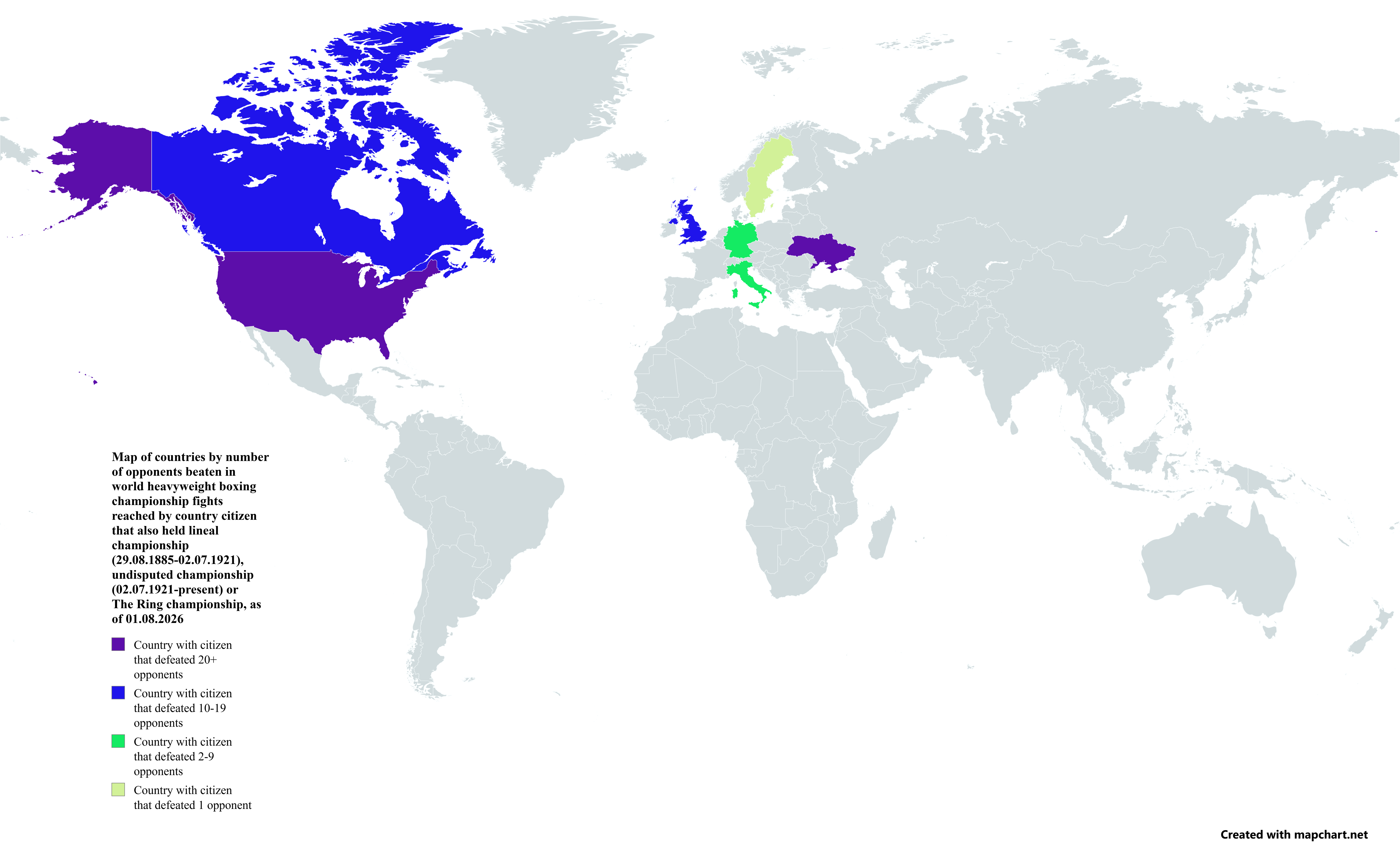
Bản đồ các quốc gia, số lượng đối thủ bị đánh bại trong các trận đấu vô địch Quyền Anh hạng nặng thế giới mà công dân nước đó đạt được, tính đến 2020.

Ở Quyền Anh chuyên nghiệp, các trận đấu chuyên nghiệp thường dài hơn nhiều so với các trận nghiệp dư, thường dao động từ mười đến mười hai hiệp, mặc dù các trận đấu bốn hiệp thường xảy ra đối với các võ sĩ ít kinh nghiệm hơn hoặc các võ sĩ câu lạc bộ. Ngoài ra còn có một số trận đấu chuyên nghiệp hai và ba hiệp, đặc biệt là ở Úc. Trong suốt đầu thế kỷ XX, các trận đấu thường có số hiệp không giới hạn, chỉ kết thúc khi một võ sĩ bỏ cuộc, mang lại lợi ích cho những võ sĩ có độ bền cao như Jack Dempsey. Mười lăm hiệp đấu vẫn là giới hạn được quốc tế công nhận cho các trận đấu vô địch trong hầu hết thế kỷ XX cho đến đầu những năm 1980, giảm giới hạn xuống còn mười hai hiệp. Mũ đội đầu không được phép sử dụng trong các cuộc đấu chuyên nghiệp và các võ sĩ thường chịu nhiều sát thương hơn hẳn so với nghiệp dư. Bất cứ lúc nào, trọng tài có thể dừng trận nếu cho rằng một võ sĩ không thể tự vệ do chấn thương. Trong trường hợp đó, võ sĩ còn lại được tuyên thắng trực tiếp. Bên cạnh KO là TKO cũng sẽ tuyên nếu võ sĩ tung ra một cú đấm mở ra một vết cắt vào đối thủ và đối thủ sau đó được bác sĩ cho là không đủ sức khỏe để tiếp tục vì vết cắt chảy máu liên tục. Vì lý do này, trong đội ngũ của mỗi võ sĩ thường có chuyên gia xử lý viết thương, công việc của họ là xử lý vết cắt giữa các hiệp để võ sĩ có thể tiếp tục bất chấp vết cắt. Ngược lại với quyền anh nghiệp dư, các võ sĩ nam chuyên nghiệp phải để ngực trần.
Tại Mỹ, Quyền Anh chuyên nghiệp được tăng cường kiểm soát bởi Ủy ban Quyền Anh Quốc gia (NBA) từ năm 1920 khi New York ban hành một đạo luật mới gọi là Luật Walker nhằm tránh những lạm dụng có thể xảy ra, quy định số tiền trong giải đấu và thiết lập một ủy ban Quyền Anh quốc gia. Sau đó các nước khác cũng thông qua điều luật tương tự và cũng thành lập các phòng ban kiểm soát giống như tại các bang và thành phố của Mỹ. Các bộ luật chính thức về Quyền Anh chuyên nghiệp gồm các chi tiết kỹ thuật về xây dựng võ đài, hình vuông có kích thước là 16 – 20 ft (4.9–6.1 m); trọng lượng tối thiểu của găng tay bông từ 6–8 oz (170–227 g); số vòng đấu tối đa (thường là 12 hiệp trong các trận giành chức vô địch); quy định về trọng tài và giám khảo; các định nghĩa và phạt lỗi; các hệ thống tính điểm để xác định kẻ thắng cuộc mà không phải dùng đến KO. Sau khi Luật Walker được hợp pháp hoá, môn thể thao này ngày càng trở nên phổ biến ở Mỹ. Các nhà vô địch hạng nặng Mỹ nằm trong số những vận động viên nổi tiếng trong làng thể thao. Jack Dempsey giành chức quán quân hạng nặng năm 1919 và bảo vệ danh hiệu của mình trước đối thủ người Pháp Georges Carpentier năm 1921, đây là trận đấu đầu tiên mà doanh thu từ vé vào cổng lên tới hàng triệu USD. Ở hệ thống quản lý, ngày nay, Quyền Anh chuyên nghiệp có bốn tổ chức lớn nhất thế giới là Hiệp hội Quyền Anh Thế giới (WBA), Hội đồng Quyền Anh Thế giới (WBC), Tổ chức Quyền Anh Thế giới (WBO), và Liên đoàn Quyền Anh Quốc tế (IBF) phụ trách việc tổ chức, công nhận, phê chuẩn và xếp hạng Quyền Anh chuyên nghiệp toàn cầu. Bên cạnh đó, có tạp chí The Ring cũng tham gia đăng tải về Quyền Anh chuyên nghiệp.

## Phong cách Quyền Anh

### Định nghĩa chiến thuật

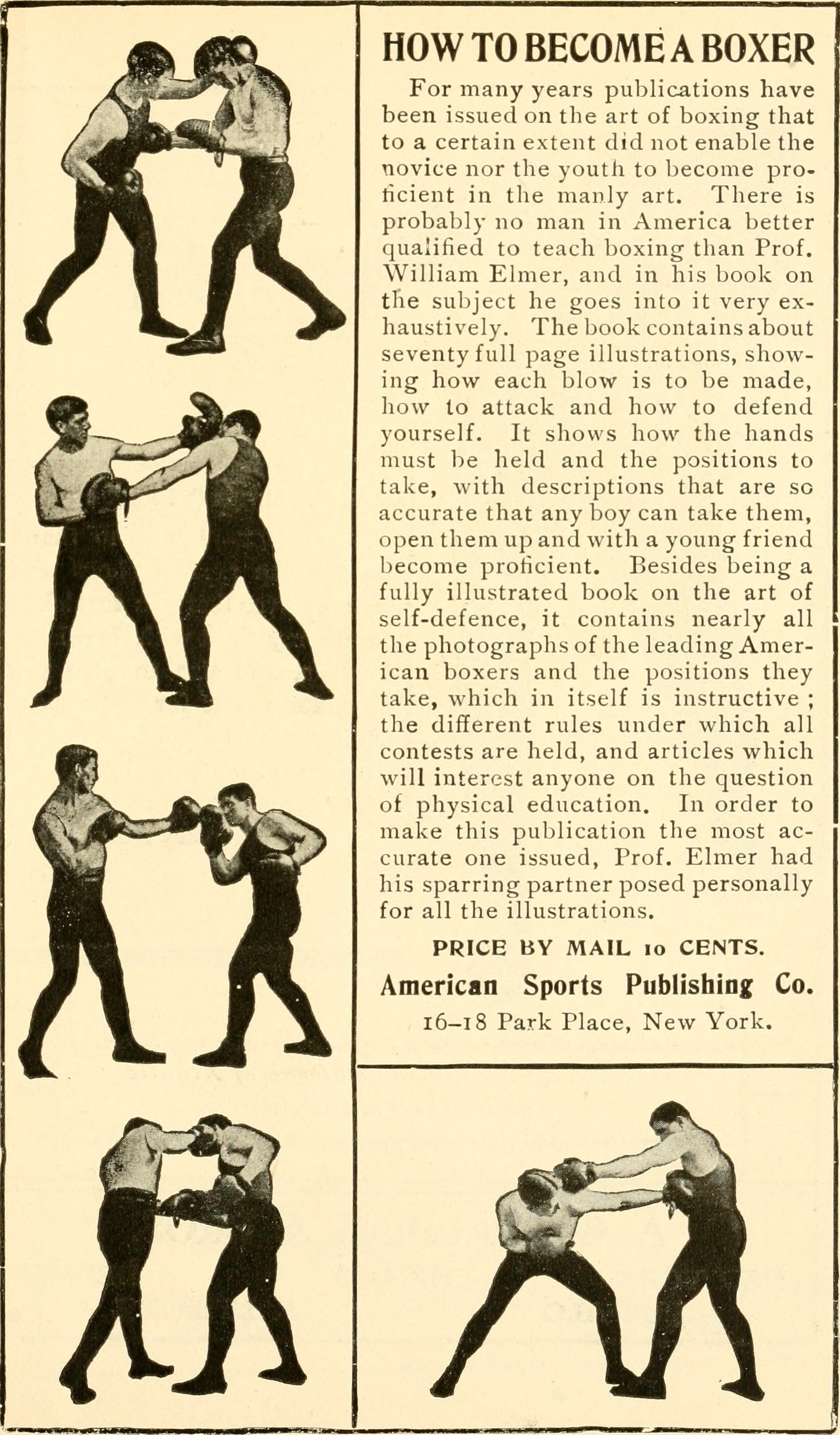
Sách về chiến thuật Quyền Anh thời kỳ đầu, 1902.

Phong cách Quyền Anh là thuật ngữ thường được sử dụng để định nghĩa cách tiếp cận, chiến thuật mà các võ sĩ sử dụng trong một trận đấu. Không có phong cách nào của hai võ sĩ là giống nhau, vì mỗi người được nhận định bởi các thuộc tính thể chất và tinh thần của riêng họ. Có năm phong cách chính tồn tại trong Quyền Anh: võ sĩ khoảng cách (outside fighter hoặc "boxer"); võ sĩ sức mạnh (brawler, "slugger"); võ sĩ áp đảo (inside fighter, "swarmer"); võ sĩ toàn năng (boxer/out-fighter); và võ sĩ phản công (counter puncher). Các phong cách này có thể được chia thành một số nhóm nhỏ hơn đối với các võ sĩ có đặc tính riêng rẽ. Triết lý chính của các phong cách đó là mỗi phong cách có một lợi thế hơn hẳn và dẫn đầu, nhưng lại bất lợi hơn phong cách khác ở yếu tố khác. Nó tuân theo nguyên lý oẳn tù tì, các phong cách xoay vòng, không có phong cách vượt trội hơn hẳn, chẳng hạn như võ sĩ khoảng cách đánh bại võ sĩ sức mạnh, võ sĩ sức mạnh đánh bại võ sĩ áp đảo, võ sĩ áp đảo đánh bại võ sĩ khoảng cách.

#### Võ sĩ khoảng cách

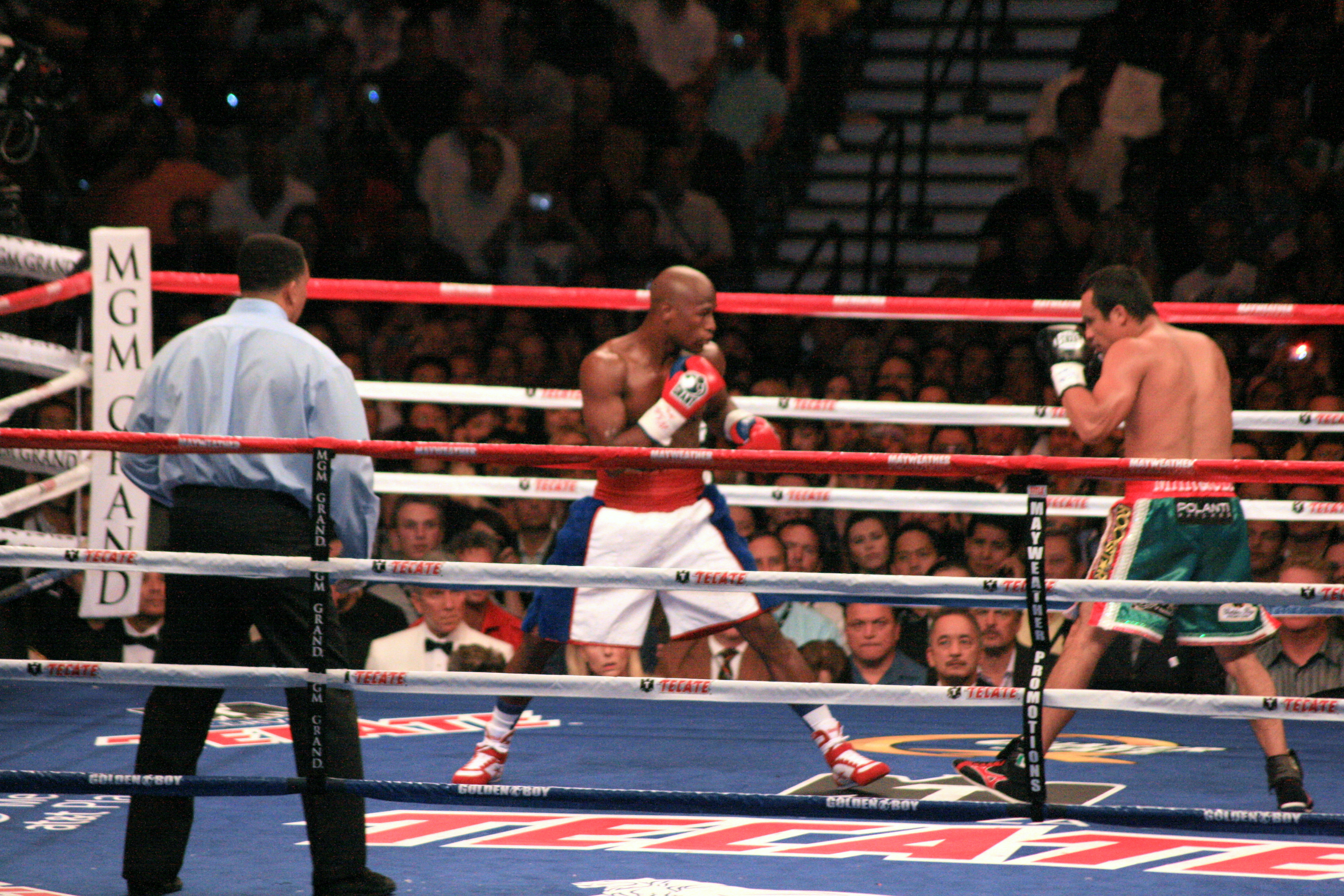
Floyd Mayweather, Jr. với chiến thuật giữ khoảng cách thường thấy với đối thủ.

Một võ sĩ khoảng cách hoặc võ sĩ tạo hình (còn được gọi là "out-fighter") đấu quyền với chiến thuật tìm cách duy trì khoảng cách giữa bản thân và đối thủ, chiến đấu bằng những cú đấm nhanh hơn, tầm xa hơn, đặc biệt nhất là cú đâm thẳng (jab) và dần dần khiến đối thủ gục ngã. Do mối quan hệ giữa lực và khoảng cách, khoảng cách lớn giữa hai võ sĩ khiến lực đấm giảm đi, những cú đấm được tung ra yếu hơn, các võ sĩ khoảng cách có xu hướng giành chiến thắng bằng điểm quyết định hơn là loại trực tiếp, mặc dù một số võ sĩ khoảng cách có thành tích loại trực tiếp đáng chú ý. Họ thường được coi là những chiến lược gia Quyền Anh giỏi nhất nhờ khả năng kiểm soát nhịp độ trận đấu và dẫn dắt đối thủ, hạ gục đối thủ một cách có phương pháp và thể hiện nhiều kỹ năng và sự khéo léo hơn bình thường. Những võ sĩ khoảng cách cần có tầm với, tốc độ tay, phản xạ và động tác di chuyển của đôi chân. Những võ sĩ khoảng cách đáng chú ý trong lịch sử Quyền Anh có thể kể tới Muhammad Ali, Larry Holmes, Joe Calzaghe, Wilfredo Gómez, Salvador Sánchez, Cecilia Brækhus, Gene Tunney, Ezzard Charles, Willie Pep, Meldrick Taylor, Ricardo "Finito" López, Floyd Mayweather Jr., Roy Jones Jr., Sugar Ray Leonard, Miguel Vázquez, Sergio "Maravilla" Martínez, Vitali Klitschko, Wladimir Klitschko và Guillermo Rigondeaux. Phong cách này cũng được sử dụng bởi võ sĩ nhân vật hư cấu Apollo Creed trong điện ảnh.

#### Võ sĩ toàn năng

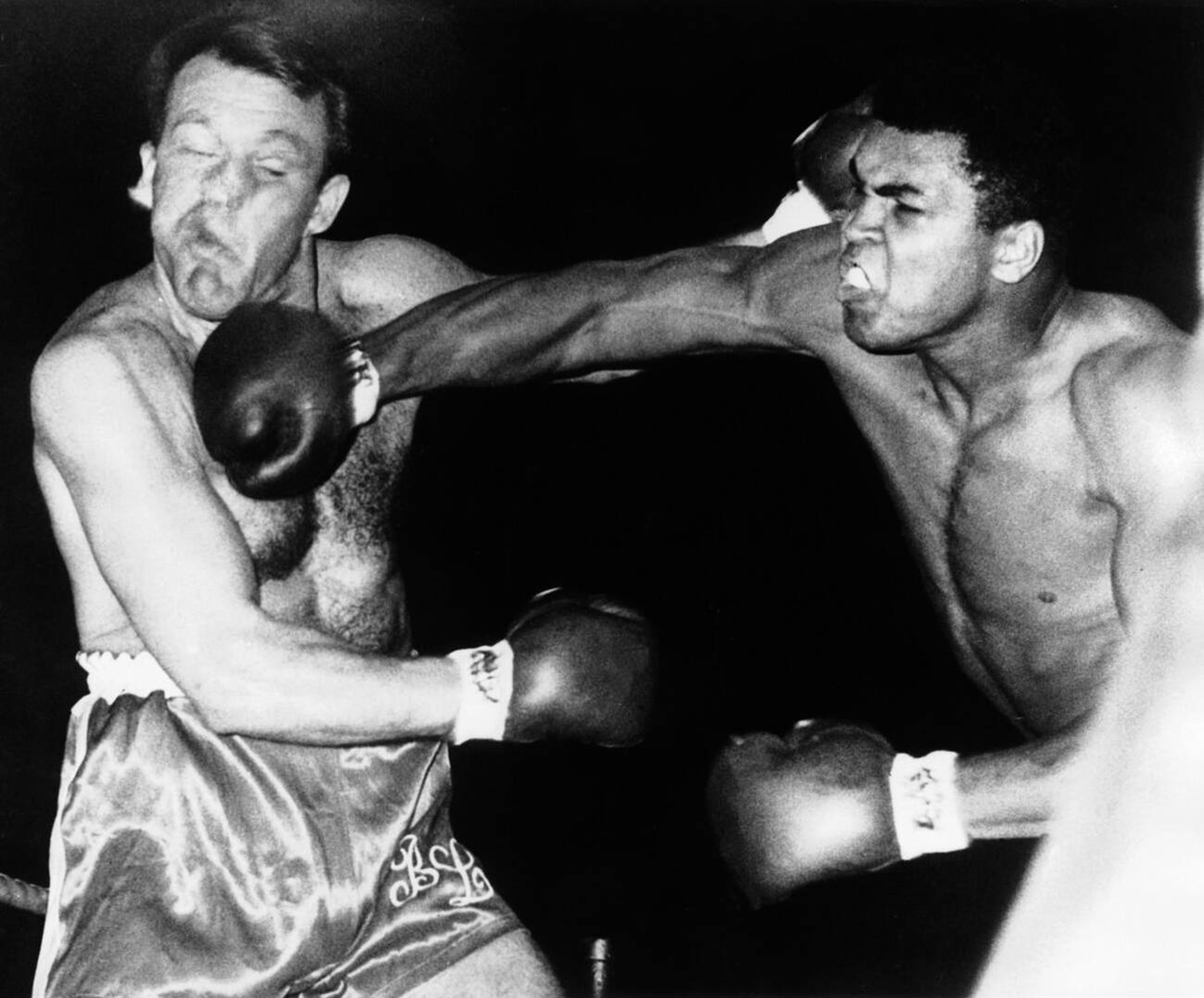
Muhammad Ali tung đòn cross bằng chiến thuật toàn năng lẫn khoảng cách, hạ gục Brian London năm 1966.

Một võ sĩ toàng năng (còn được gọi là "boxer-puncher") được xem là võ sĩ toàn diện, có thể chiến đấu ở cả cự ly xa như võ sĩ khoảng cách lẫn cự ly gần với sự kết hợp giữa kỹ thuật và sức mạnh, thường có khả năng hạ gục đối thủ bằng sự kết hợp đa dạng và trong một số trường hợp hạ gục đối thủ chỉ bằng một cú đánh tốc độ cao. Cách di chuyển và chiến thuật của phong cách tương tự như của một võ sĩ khoảng cách (mặc dù nhìn chung võ sĩ tốc độ ở cự ly gần, không cơ động như một võ sĩ khoảng cách), nhưng thay vì giành chiến thắng theo quyết định, phong cách này có xu hướng hạ gục đối thủ bằng cách sử dụng các tổ hợp động tác tốc độ cao hạ đo ván. Một võ sĩ Quyền Anh phải có thể trạng toàn diện để có thể sử dụng phong cách này một cách hiệu quả. Các võ sĩ toàng năng đáng chú ý có thể kể tới Muhammad Ali, Canelo Álvarez, Sugar Ray Leonard, Roy Jones Jr., Wladimir Klitschko, Vasyl Lomachenko, Lennox Lewis, Joe Louis, Wilfredo Gómez, Oscar De La Hoya, Archie Moore, Miguel Cotto, Nonito Donaire, Sam Langford, Henry Armstrong, Sugar Ray Robinson, Tony Zale, Carlos Monzón, Alexis Argüello, Érik Morales, Terry Norris, Marco Antonio Barrera, Naseem Hamed, Thomas Hearns, Julian Jackson và Gennady Golovkin.

#### Võ sĩ phản đòn

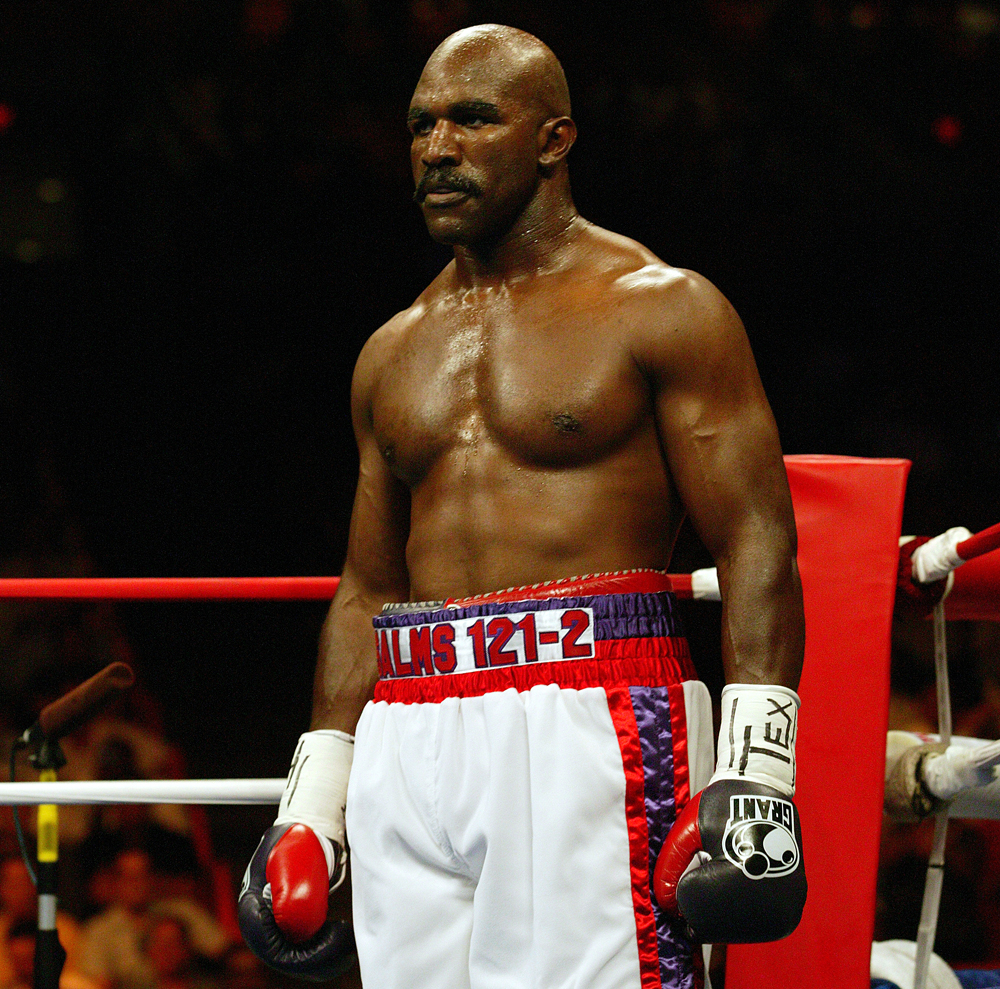
Evander Holyfield năm 2007, nổi danh phản đòn hạng nặng.

Những võ sĩ phản đòn (còn được gọi là "counter puncher") là những võ sĩ theo phong cách phòng ngự, né đòn, thường dựa vào sai lầm của đối thủ để giành lợi thế, thường áp dụng cho việc chiếm điểm số cao hơn, phù hợp hơn so với chiến thuật hạ đo ván. Võ sĩ phản đòn sử dụng khả năng phòng thủ toàn diện của mình để tránh hoặc chặn các cú đấm của đối thủ, và sau đó ngay lập tức khiến đối thủ mất cảnh giác bằng một cú đấm phản công đúng lúc và đúng vị trí. Trận chiến với một tay đấm phản công điêu luyện có thể biến thành một cuộc chiến tiêu hao thể lực, bởi mỗi đòn tấn công là mỗi lần tự mình đi vào nguy hiểm. Vì vậy, chiến đấu chống lại những tay đấm phản công đòi hỏi phải liên tục chống đỡ và khả năng tránh các đòn tấn công ngược lại của đối thủ. Để thực sự thành công khi sử dụng phong cách này, võ sĩ phản công phải có phản xạ tốt, khả năng dự đoán và nhận thức cao, xác định chính xác thời điểm, vị trí, có tốc độ, cả trong đòn đánh và động tác di chuyển hệ chân. Bên cạnh đó, những tay đấm phản công thường khiến đối thủ của họ gục ngã bằng cách khiến họ bỏ lỡ những cú đấm của mình. Đối thủ đấm trượt càng nhiều thì càng mệt mỏi nhanh hơn, và ảnh hưởng tâm lý của việc không thể tung ra đòn đánh chính xác. Các tay đấm phản đòn thường cố gắng vượt trội hoàn toàn đối thủ của họ, không chỉ về mặt thể chất, mà còn về mặt tinh thần và cảm xúc. Phong cách này có thể cực kỳ khó để áp dụng, đặc biệt thích hợp đối với những võ sĩ dày dạn kinh nghiệm. Võ sĩ phản đòn thường cố gắng tránh xa trung tâm của võ đài, tránh lực sát thương của đối thủ. Một lợi thế lớn trong việc phản đòn là động lượng về phía trước của đối thủ tấn công, tức nhân đôi lực của cú đấm phản đòn.
Những tay đấm phản đòn đáng chú ý có thể kể tới Muhammad Ali, Joe Calzaghe, Vitali Klitschko, Evander Holyfield, Max Schmeling, Chris Byrd, Jim Corbett, Jack Johnson, Bernard Hopkins, Laszlo Papp, Jerry Quarry, Anselmo Moreno, James Toney, Marvin Hagler, Juan Manuel Márquez, Humberto Soto, Floyd Mayweather Jr., Roger Mayweather, Pernell Whitaker, Sergio Gabriel Martinez và Guillermo Rigondeaux. Phong cách đấm bốc này cũng được sử dụng bởi võ sĩ hư cấu Little Mac trong trò chơi Punch-Out!!.

#### Võ sĩ sức mạnh

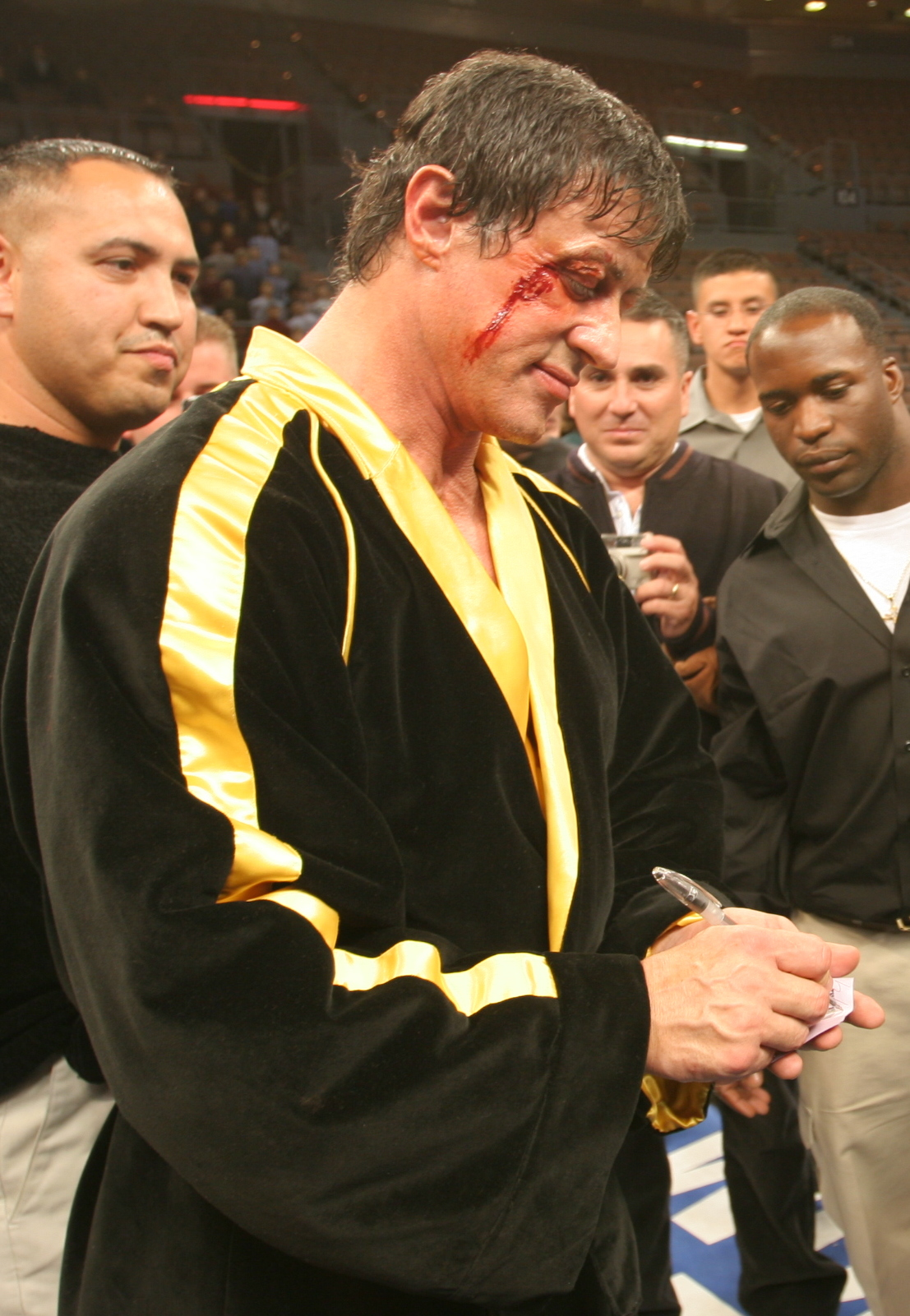
Sylvester Stallone vào vai võ sĩ sức mạnh Rocky Balboa.

Võ sĩ sức mạnh (còn được gọi là "brawler/slugger") là một võ sĩ thường thiếu sự khéo léo trong kỹ thuật và thiếu linh hoạt trong bộ pháp trên võ đài, nhưng được bù đắp bằng việc sở hữu sức mạnh tuyệt đối ở cú đấm. Các võ sĩ này có xu hướng thiếu tính cơ động, ưa thích cơ chế ổn định, thường gặp khó khăn trong việc truy đuổi, tấn công những võ sĩ nhanh nhẹn. Họ cũng có xu hướng bỏ qua các cú đấm kết hợp kỹ thuật, đề cao ra đòn bằng một cánh tay, tung những cú đấm đơn, ít hơn, mạnh hơn (chẳng hạn như đấm móc ngang và đấm móc ngược). Sự chậm chạp và kiểu đánh có thể đoán trước của họ (những cú đấm đơn có cách quan sát rõ ràng) thường khiến họ dễ dàng bị phản công bởi võ sĩ phản đòn, vì vậy những võ sĩ sức mạnh phải có khả năng chịu đòn đáng kể. Tuy nhiên, không phải tất cả các võ sĩ sức mạnh đều không cơ động; một số có thể di chuyển và chuyển đổi phong cách khác nếu cần nhưng vẫn có phong cách sức mạnh như Wilfredo Gómez, Prince Naseem Hamed và Danny García. Trong lịch sử, võ sĩ sức mạnh dễ đoàn vì đòn đơn giản nhưng thường đánh đủ tốt để chống lại các phong cách chiến đấu khác bởi vì họ luyện tập để sở hữu cú đấm rất tốt. Họ thường có cơ hội cao hơn so với các phong cách chiến đấu khác để có thể hạ gục đối thủ bởi vì họ tập trung vào những đòn đánh sát thương khủng khiếp và mạnh mẽ, thay vì những đòn tấn công nhẹ hơn, nhanh hơn. Thông thường, họ tập trung vào việc tập luyện cho phần trên cơ thể thay vì toàn bộ cơ thể để tăng sức mạnh và sức bền. Họ cũng hướng tới mục đích đe dọa đối thủ của họ về sức mạnh, tầm vóc và khả năng ra đòn.
Tài sản cơ thể quan trọng nhất của một võ sĩ sức mạnh chính là sức mạnh và cằm (khả năng chịu đòn, trúng đòn vẫn có thể tiếp tục chiến đấu). Những võ sĩ nổi tiềng với phong cách có thể kể tới George Foreman, Rocky Marciano, Julio César Chávez, Roberto Durán, Sonny Liston, John L. Sullivan, Max Baer, Ray Mancini, David Tua, Arturo Gatti, Micky Ward, Brandon Ríos, Ruslan Provodnikov, Michael Katsidis, James Kirkland, Marcos Maidana, Jake LaMotta, Manny Pacquiao và John Duddy của Ireland. Phong cách Quyền Anh này cũng được sử dụng bởi các võ sĩ hư cấu Rocky Balboa của loạt phim Rocky và James "Clubber" Lang của Rocky III.

#### Võ sĩ áp đảo

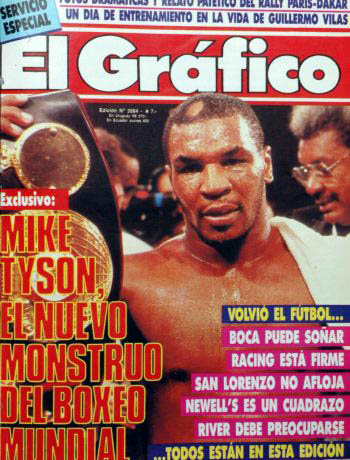
Mike Tyson trên tạp chí năm 1988.

Võ sĩ áp đảo (còn được gọi là "swarmer/in-fighter" hoặc "pressure fighters") thường cố gắng ở tiến cận gần đối thủ, tung những pha bùng nổ dữ dội bằng sự kết hợp của đòn đấm móc ngang và móc dưới. Chủ yếu các võ sĩ người México, Ireland, Mỹ gốc Ireland, Puerto Rico và người Mỹ gốc México đã phổ biến phong cách này. Một võ sĩ áp đảo thành công thường cần cái cằm (chin) tốt bởi vì việc áp đảo đối thủ thường liên quan đến việc bị trúng nhiều đòn jab trước khi có thể di chuyển vào vùng tung đòn hiệu quả. Các võ sĩ áp đảo thường hoạt động tốt nhất ở cự ly gần vì họ thường thấp hơn và ít tầm sải tay hơn so với đối thủ, do đó hiệu quả hơn ở cự ly gần, nơi các cánh tay dài hơn của đối thủ khó vận hành. Tuy nhiên, một số võ sĩ cao lớn cũng tương đối thành thạo trong chiến thuật áp đảo lẫn khoảng cách. Bản chất của phong cách này là không ngừng gây hấn, tạo áp lực. Nhiều võ sĩ thấp bé sử dụng đặc tính được cho là điểm yếu này để đảo ngược thành lợi thế của họ, sử dụng phòng thủ đan và dệt bằng cách uốn cong ở thắt lưng để cuối xuống bên dưới hoặc sang hai bên, tung các cú đấm. Không giống như việc chặn đòn, di chuyển né đòn khiến đối thủ bỏ lỡ một cú đấm, mất thăng bằng, điều này cho phép võ sĩ áp đảo di chuyển về phía trước qua vùng cánh tay mở rộng của đối phương và phản đòn. Một lợi thế khác biệt mà các võ sĩ áp đảo có là khi tung đòn đấm móc ngược đòn trên, họ có thể dồn toàn bộ trọng lượng cơ thể của mình vào cú đấm đó, chẳng hạn như Mike Tyson nổi tiếng với việc ném những cú uppercut tàn khốc. Marvin Hagler được biết đến với cái cằm cứng rắn, sức đấm, đòn tấn công cơ thể và khả năng rình rập nổi tiếng. Một số võ sĩ áp đảo nổi tiếng là khó đánh, và chìa khóa để trở thành võ sĩ áp đảo là sự hiếu chiến, sức bền, cái cằm cứng và sự khéo léo.
Các võ sĩ áp đảo đáng chú ý có thể kể tới Henry Armstrong, Aaron Pryor, Julio César Chávez, Jack Dempsey, Shawn Porter, Miguel Cotto, Joe Frazier, Danny García, Mike Tyson, Manny Pacquiao, Rocky Marciano, Wayne McCullough, James Braddock, Gerry Penalosa, Harry Greb, David Tua, James Toney và Ricky Hatton. Phong cách này cũng đã được sử dụng bởi nhân vật Balrog trong tựa game Street Fighter.

### Kết hợp phong cách
Phản chiếu thực tế kết hợp phong cách
- Võ sĩ áp đảo Joe Frazier là người đầu tiên đánh bại Muhammad Ali.
- Muhammad Ali phản công trước võ sĩ sức mạnh George Foreman.

Vòng tròn Frazier thắng Ali, Ali thắng Foreman, và Foreman thắng Frazier.
Về nguyên tắc, tất cả các võ sĩ đều có những kỹ năng riêng họ cảm thấy thoải mái nhất, và những võ sĩ ưu tú thường có thể kết hợp các phong cách và chiến thuật. Ví dụ, một võ sĩ khoảng cách đôi khi chuyển sang tiếp cận phản đòn, hoặc một võ sĩ sức mạnh có thể chuyển sang áp đảo bằng những cú đấm khủng khiếp của họ. Việc kết hợp phong cách không chỉ có trong Quyền Anh mà còn trong võ thuật, chẳng hạn như sự kết hợp của nhiều loại võ thuật khác nhau để tạo thành mixed martial arts hiện nay. Nhìn chung, các phong cách có lợi thế riêng, phù hợp cho từng người, tạo thành một chu kỳ với mỗi kiểu mạnh hơn so với kiểu này và yếu hơn so với kiểu khác. Các võ sĩ sức mạnh trong trận có xu hướng vượt qua võ sĩ áp đảo vì đòn đánh quá vượt trội của họ, võ sĩ áp đảo khi tiếp cận võ sĩ sức mạnh có khả năng dính đòn cực mạnh. Một ví dụ nổi tiếng về loại lợi thế đối đầu này là chiến thắng KO của George Foreman trước Joe Frazier trong trận đấu ban đầu của họ "The Sunshine Showdown".

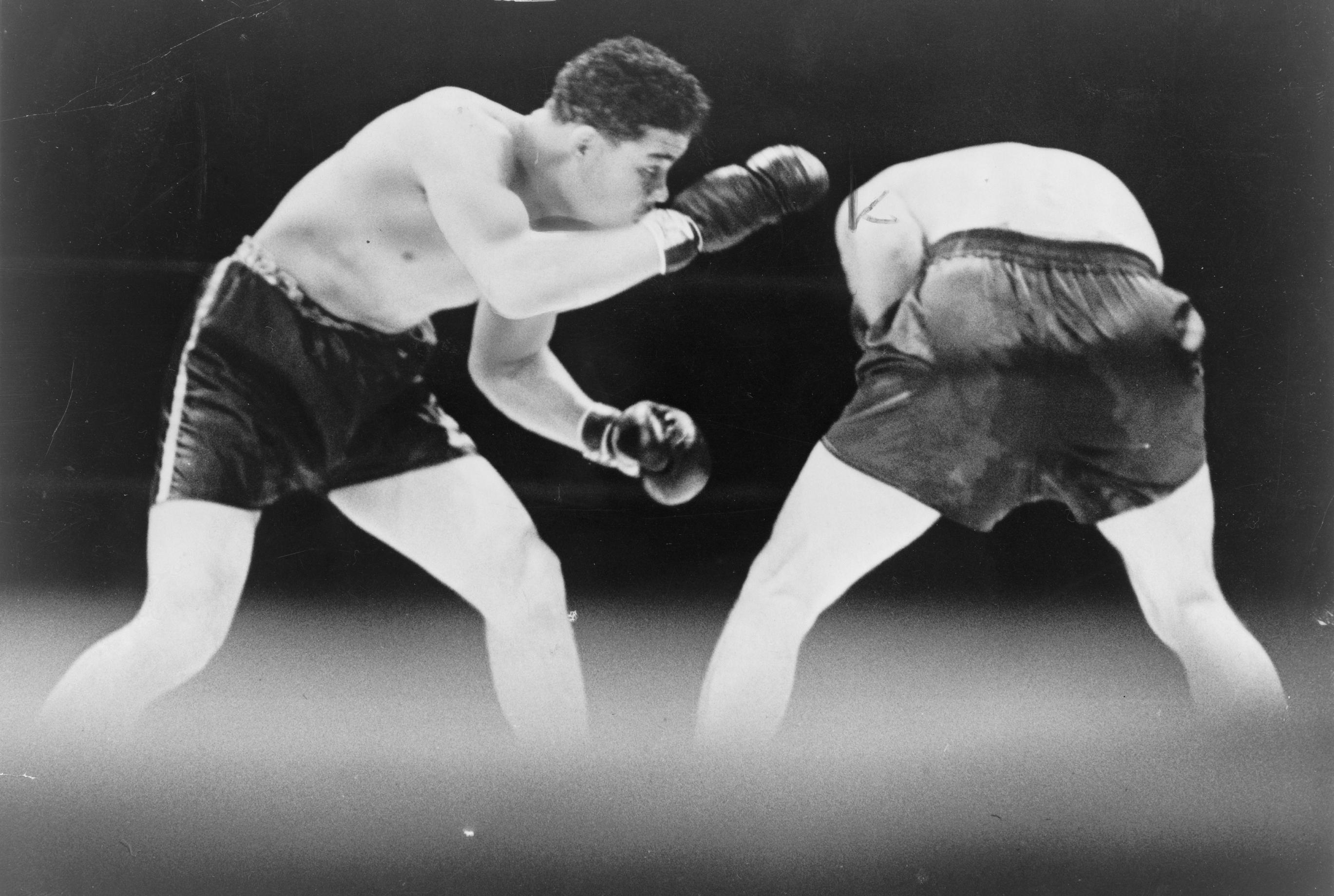
Trận đánh giữa võ sĩ toàn năng Joe Louis và võ sĩ phản đòn Max Schmeling năm 1936. Schmeling phản đòn thành công, thắng trận 1936, nhưng thua trận tái đấu 1938.

Mặc dù võ sĩ áp đảo bất lợi khi đối đầu võ sĩ sức mạnh, nhưng lại thường ưu thế hơn khi đấu với võ sĩ khoảng cách. Các võ sĩ khoảng cách thường thích giao tranh chậm hơn, giữ khoảng cách giữa mình và đối thủ. Võ sĩ áp đảo cố gắng thu hẹp khoảng cách đó và tung ra những hệ thống kỹ thuật liên hoàn dữ dội. Khi bị tiếp cận, võ sĩ khoảng cách mất rất nhiều hiệu quả chiến đấu, vì gặp khó trong việc tung ra những cú đấm mạnh. Ví dụ, võ sĩ áp đảo Joe Frazier, mặc dù thua trước võ sĩ sức mạnh George Foreman, nhưng lại có thể gây khó khăn cho Muhammad Ali trong ba trận đấu của họ. Hoặc Joe Louis sau khi giải nghệ thừa nhận rằng ông không thích võ sĩ áp đảo, hay nhà vô địch bất bại Rocky Marciano là võ sĩ áp đảo trong thời kỳ đỉnh cao của mình.
Ngoài ra, võ sĩ khoảng cách thường có lợi thế đối đầu với một võ sĩ sức mạnh, bởi tốc độ cao và giữ khoảng cách giúp họ dễ dàng né đòn lực lớn. Hầu hết các võ sĩ Quyền Anh cổ điển giữ khoảng cách này, chẳng hạn như Muhammad Ali đều có được ưu thế trước những tay đấm sức mạnh. Một ví dụ về trận đấu theo kiểu kết hợp phong cách này là trận đấu lịch sử của võ sĩ áp đảo Julio César Chávez và võ sĩ khoảng cách Meldrick Taylor. Trận đấu được đặt biệt danh là "Thunder Meets Lightning" như một sự ám chỉ đến sức mạnh áp đảo như tiếng sấm của Chávez và tốc độ vượt khoảng cách chói mắt của Taylor. Chávez là hình ảnh thu nhỏ của phong cách Quyền Anh México, trong khi tốc độ tay chân và khả năng ra đòn của Taylor đã giúp ông có lợi thế sớm. Chávez vẫn không ngừng tiếp cận để áp đảo Taylor, và do sức mạnh cú đấm lớn hơn nên Chávez đã từ từ đánh hạ Taylor, chiến thắng TKO ở phút 2:58, hiệp 12, tức chiến thắng khi chỉ còn 2 giây hết trận.

## Trang thiết bị

### Thiết bị thi đấu

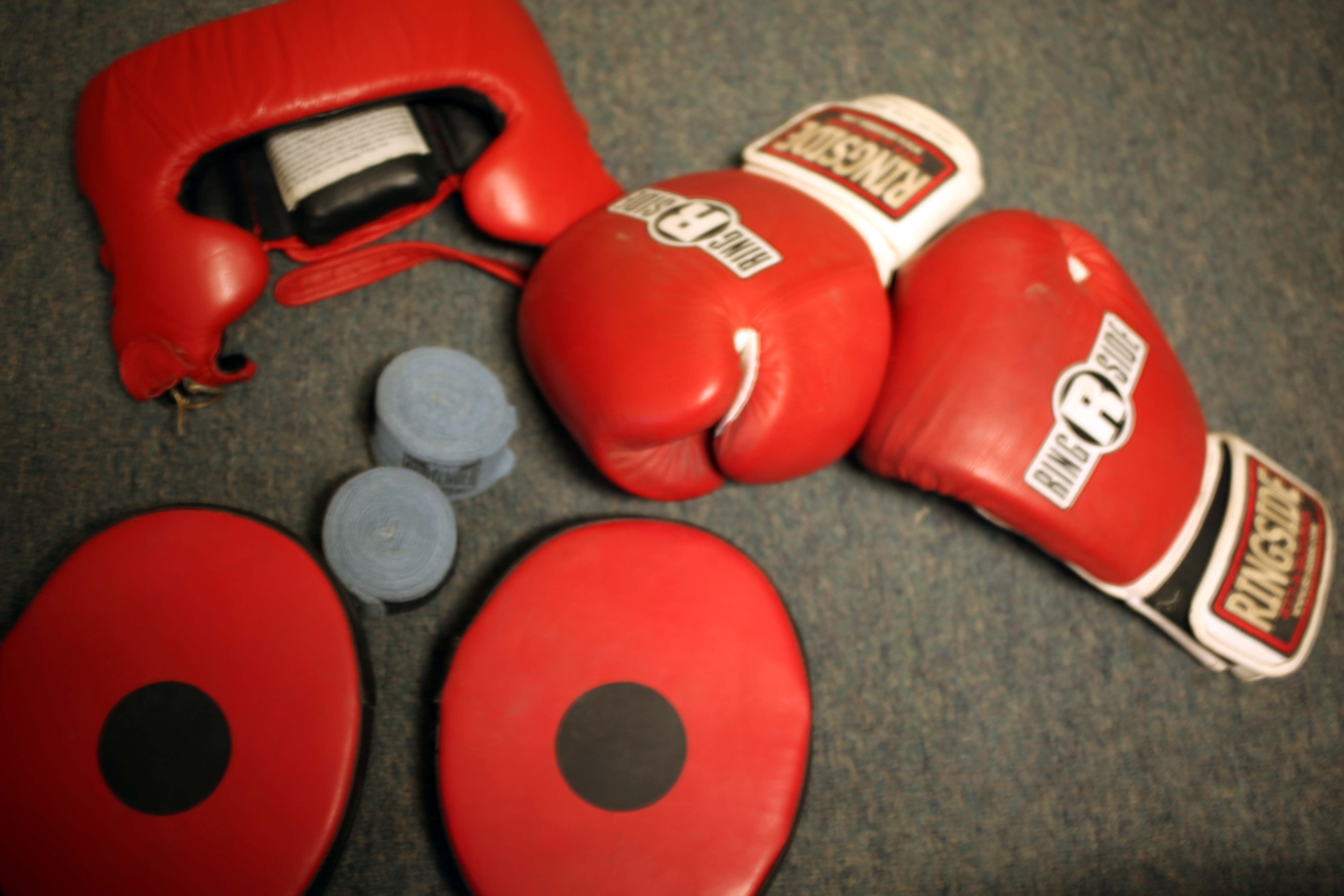
Găng tay, băng quấn tay, nón bảo vệ đầu trong Quyền Anh nghiệp dư.

Với việc là một bộ môn võ thuật đối kháng, sử dụng tay là chủ yếu, các biện pháp phòng ngừa, tránh tổn thương xương ở bàn tay được tạo ra. Hầu hết các huấn luyện viên không cho phép các võ sĩ tập luyện và thi đấu mà không có quấn cổ tay và găng tay, ngoại trừ Quyền Anh tay trần. Băng quấn tay được sử dụng để cố định xương bàn tay, và găng tay được sử dụng để bảo vệ tay khỏi chấn thương va chạm, cho phép các võ sĩ tung ra những cú đấm với lực tối đa. Găng tay đã được yêu cầu trong thi đấu từ cuối thế kỷ XIX, dần dần được cả tiến, ngày càng lớn hơn và nặng hơn. Trước trận đấu, cả hai võ sĩ thỏa thuận về trọng lượng găng tay sẽ sử dụng trong trận, bởi găng tay nhẹ hơn sẽ cho phép các tay đấm hạng nặng gây nhiều sát thương hơn. Đội ngũ cả hai bên được phép kiểm tra bọc và găng tay của đối phương để giúp đảm bảo cả hai đều nằm trong các thông số kỹ thuật đã thỏa thuận và không có hành vi giả mạo nào xảy ra. Ở phần đầu, có dụng cụ bảo vệ miệng hỗ trợ bảo vệ răng, nướu khỏi bị chấn thương, đồng thời để đệm hàm, giúp giảm khả năng bị hóc. Cả hai võ sĩ đều phải đi giày đế mềm để giảm chấn thương do vô tình (hoặc cố ý) giẫm vào chân nhau khi giao đấu. Găng đấm và miếng bảo vệ răng là thiết bị bắt buộc của Quyền Anh. Nhìn chung, hệ thống trang phục sẽ được sử dụng trong một trận đấu phụ thuộc vào loại hình chiến đấu đó là, có phải là một Quyền Anh chuyên nghiệp hay không. Chẳng hạn như nghiệp dư có thêm trang bị là bảo vệ đầu và áo cho võ sĩ. Nhìn chung, còn có thêm những trang bị khác là tất chân, đai đỡ bụng, đai bảo vệ hạ bộ và áo choàng tượng trưng cho võ sĩ.

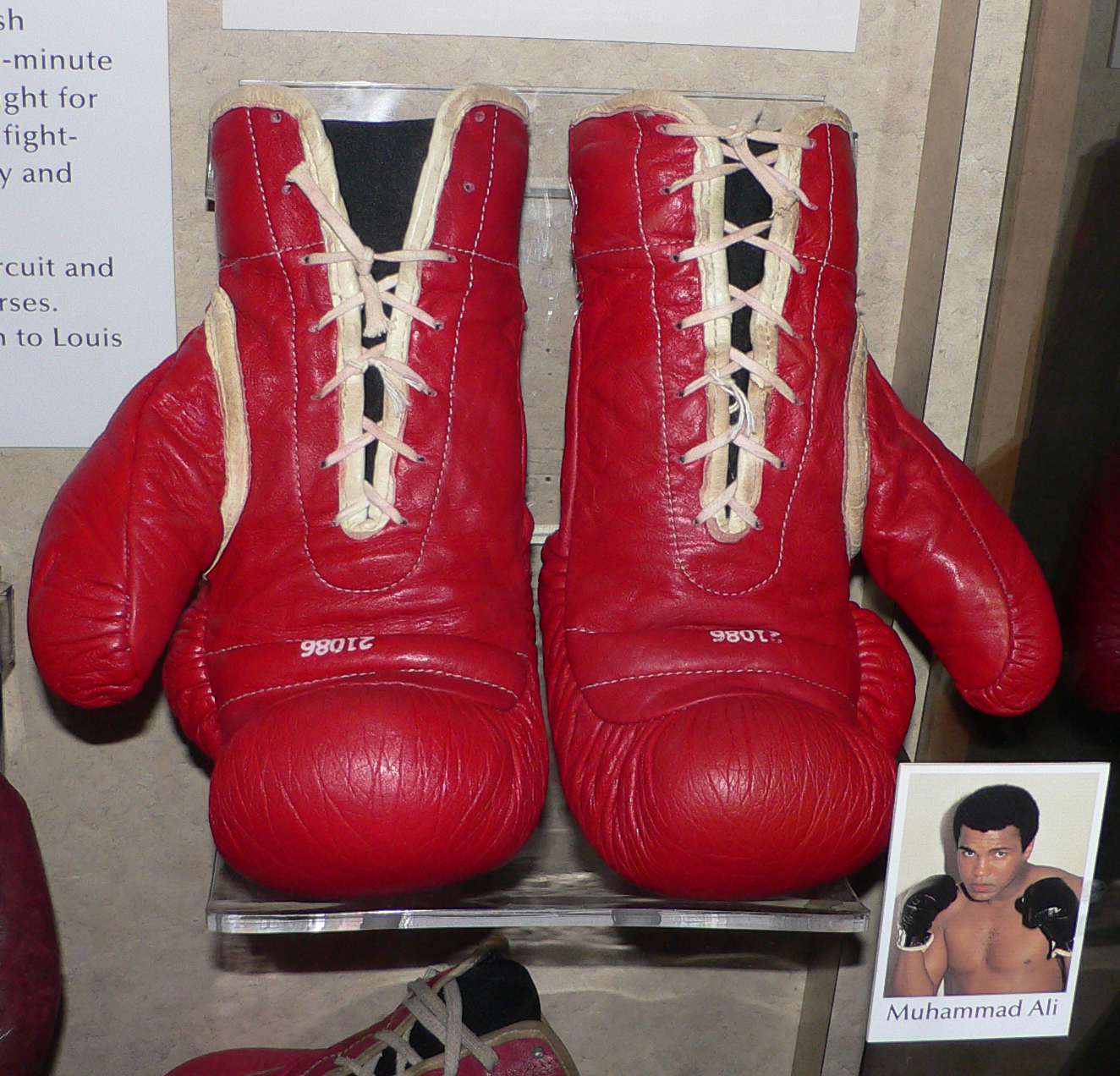
Găng tay chuyên nghiệp lưu trữ của Muhammad Ali.

Đối với găng, việc sản xuất găng tay đã phát triển và đôi khi vật liệu được sử dụng đã thay đổi. Da bò hoặc da dê đã được sử dụng để sản xuất, sử dụng rơm hoặc lông ngựa đã tăng độ đàn hồi, độ lớn của găng. Ngày nay, vật liệu hóa chất tổng hợp được sử dụng phổ biến, có ảnh hưởng lớn đến độ cứng hoặc khả năng bảo vệ của găng tay. Một trong những mục đích của găng tay là để bảo vệ các khớp ngón tay. Găng tay đấu quyền thông thường trông giống như một đôi găng tay phồng và được buộc quanh cổ tay ở mặt trong của cẳng tay. Có những loại găng tay thay vì có dây buộc lại có khóa dán. Có những loại găng tay của các thương hiệu khác nhau, được sản xuất bởi nhiều công ty và có nhiều màu sắc khác nhau. Một trong những điểm cần lưu ý là trọng lượng của găng, được sử dụng tuân theo các quy định giải đấu. Các võ sĩ băng bó tay và cổ tay trước khi đeo găng tay. Vì găng tay chuyên nghiệp phải được thắt chặt bằng dây ở bên trong cổ tay, võ sĩ được hỗ trợ cả đeo găng tay và cởi ra.

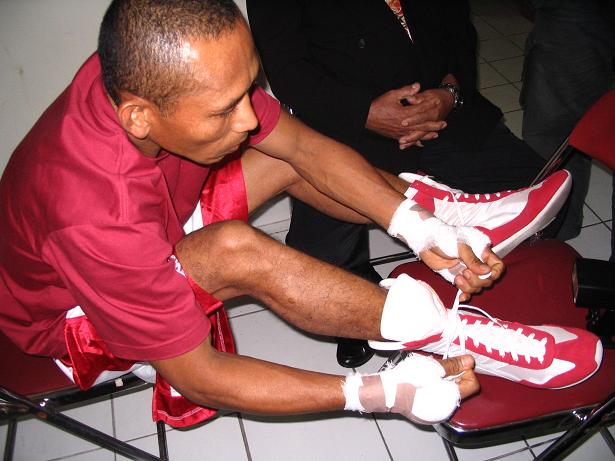
Võ sĩ mang giày với bốt cao quá mắt cá chân.

Đối với quần, trong bộ môn này gọi là quần Quyền Anh. Hai võ sĩ mặc quần đùi đặc trưng của nhau. Điều này rất quan trọng vì nó là một cách để phân biệt các đối thủ để ban giám khảo có thể dễ dàng chấm điểm một cách chính xác hơn theo thành tích của họ. Loại quần đùi này có thể sản xuất bằng sa tanh và có màu sắc rực rỡ; một số võ sĩ thích bao gồm một số thiết kế đặc biệt hoặc độc đáo, thay đổi theo thời trang quần áo. Trong môn Quyền Anh đương đại, loại quần này có một sợi dây đàn hồi giống như một chiếc lò xo để giữ vững cho võ sĩ quyền anh; đường vành đai trở thành vạch phân định các khu vực tiếp xúc trong giao đấu, nghĩa là các đòn đánh phải được giữ hướng về phía trên của đai quần, không được phép đánh đòn thấp hơn đai quần.
Ở phần chân, có giày Quyền Anh với bốt thường cao đến mắt cá chân, được sử dụng bởi các võ sĩ đương đại với tác dụng hỗ trợ cho mắt cá, vì vậy hình dạng của đôi bốt sẽ bao phủ bộ phận này, chiều cao có thể tới bắp chân. Giày Quyền Anh đủ nhẹ để không cản trở chuyển động khéo léo và đế của chúng cung cấp đủ lực kéo trên vải. Chúng được giữ bằng dây buộc, và được trình bày bằng màu trắng hoặc các màu khác nhau và nhiều kiểu mẫu khác nhau. Một số võ sĩ đã sử dụng cách trang trí hào nhoáng của những thiết bị này như một hình thức đánh lạc hướng đối thủ. Ngoài giày, tư thế tốt của bàn chân là điều cần thiết trong kỹ thuật đấu quyền, vì nó mang lại tính di động của bộ pháp, tính ổn định và cho phép tạo ra sức mạnh lớn hơn của đòn tay.

### Thiết bị luyện tập

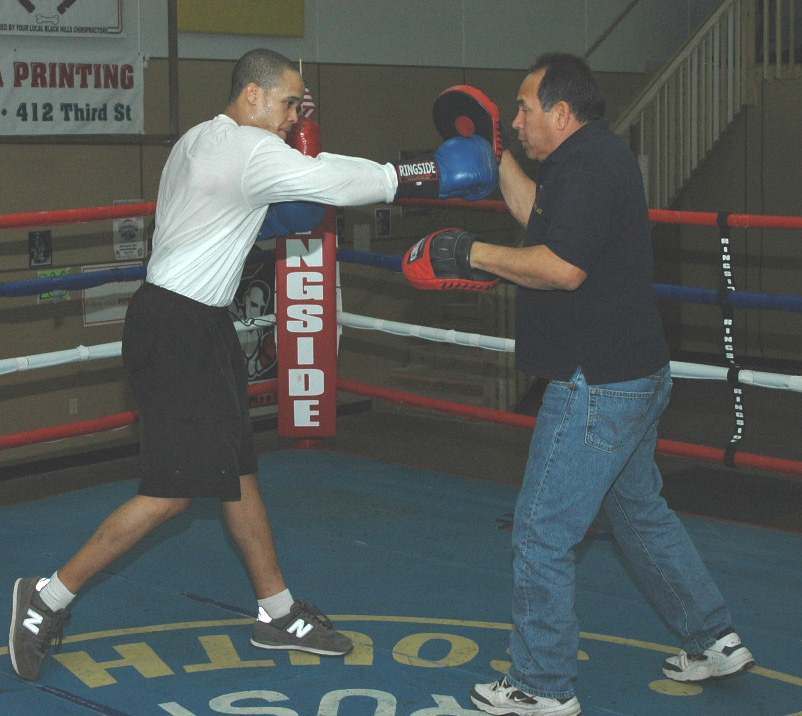
Tập luyện đòn số 2 (cross) và bộ pháp với huấn luyện viên và miếng đấm.

Đối với việc luyện tập Quyền Anh, người tập có hệ thống thiết bị luyện tập hỗ trợ, và là các thiết bị bổ sung ngoài thiết bị thi đấu vốn có. Người tập thực hành kỹ năng của mình trên một số loại bao đấm. Một túi nhỏ, hình tròn được sử dụng để trau dồi phản xạ và kỹ năng đấm lặp đi lặp lại, trong khi một bao đấm hình trụ lớn chứa đầy cát, chất thay thế tổng hợp hoặc nước được sử dụng để thực hành các cú đấm sức mạnh và đòn cơ thể. Túi hai đầu thường được nối với nhau bằng dây thun ở trên và dưới, di chuyển ngẫu nhiên khi bị dính đòn và giúp người tập hoạt động chính xác về phản xạ. Ngoài các thiết bị đặc biệt, người tập cũng sử dụng các thiết bị tập luyện không chuyên biệt khác cho bộ môn này tùy theo thể trạng cá nhân để xây dựng sức mạnh, tốc độ, sự nhanh nhẹn và sức chịu đựng. Dụng cụ tập luyện thông thường bao gồm tạ tự do, máy chèo thuyền, dây nhảy, và bóng tập. Để tập đòn tay, người tập cũng sử dụng đệm tập trung, trong đó huấn luyện viên, người hướng dẫn cầm miếng đệm ở cả hay tay, tạo mục tiêu để người tập tung đòn đánh vào đệm. Đây là một bài tập phổ biến vì miếng đệm là đối tượng tung đòn di chuyển linh hoạt, thay cho phần đầu của đối thủ tượng trưng. Ngoài ra, các miếng đệm tập trung cũng hỗ trợ tập bộ pháp di chuyển và đo khoảng cách.

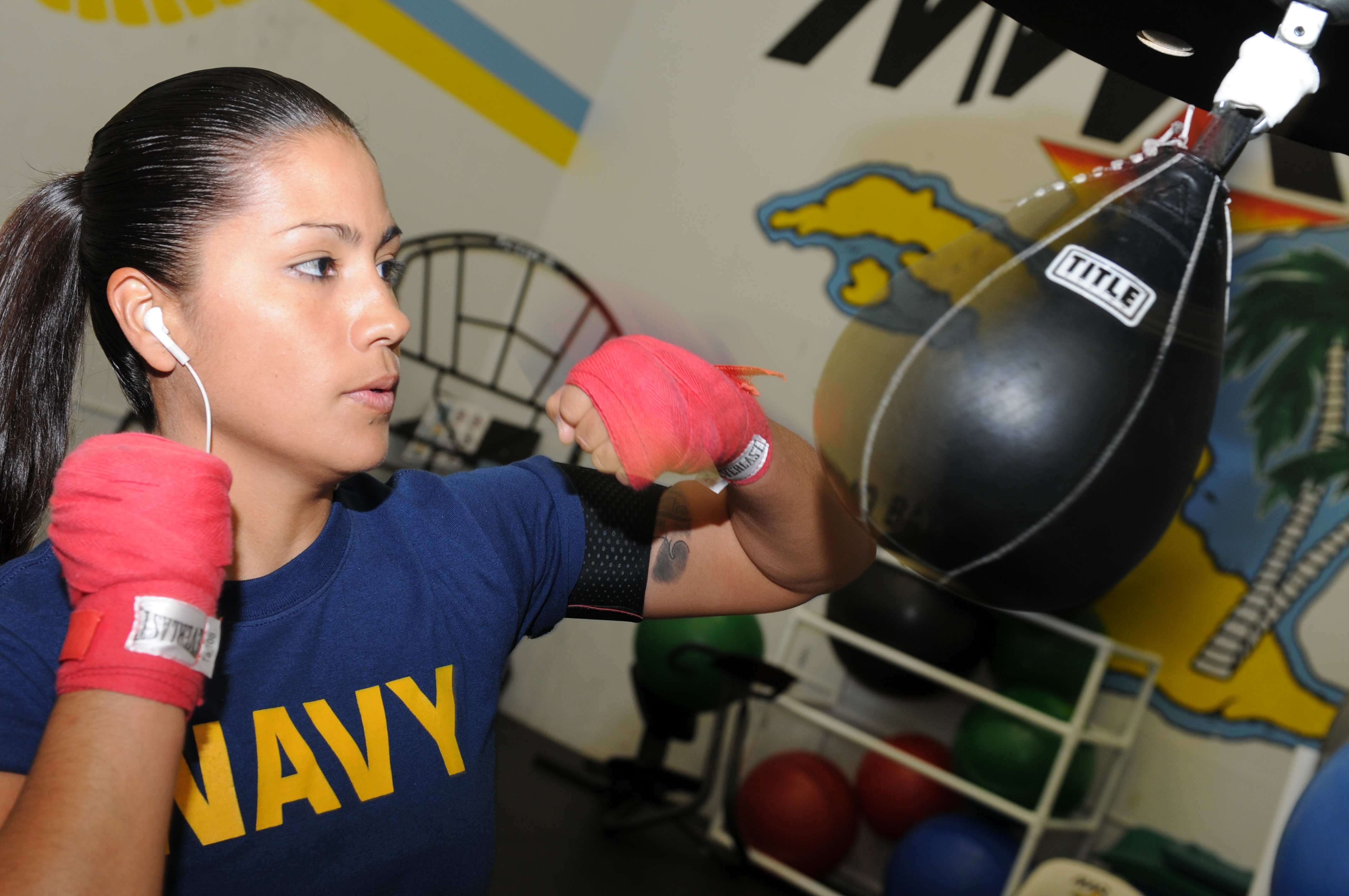
Nữ quân nhân Hải quân Hoa Kỳ tập đòn tay với bóng tốc độ.

Với thiết bị tập là bóng đấm (boxing pear) có hình dạng giống như một quả bóng hình quả lê. Nó được treo trên bệ ngang và ngang tầm mắt. Khi người tập tung đấm, bóng đấm đập vào bảng, bật lên theo bất kỳ hướng nào, và giúp người tập làm quen, thành thạo các chuyển động của bóng đấm này một cách dễ dàng và chính xác. Một công cụ rất hữu ích khác là gương. Trong đó, người tập có thể quan sát và nghiên cứu động tác của mình trong quá trình tập luyện, sửa chữa những sai sót kỹ thuật hình thành khi tung ra bất kỳ đòn đánh nào, bất kỹ bộ pháp nào. Trong một buổi huấn luyện hoàn chỉnh có thể là sử dụng hình bóng của chính người tập trong gương để phỏng đối thủ và tập luyện. Ngoài các thiết bị thi đấu và thiết bị tập luyện ra thì còn có thiết bị là võ đài. Các trận đấu Quyền Anh thường diễn ra trong một sàn đầu, là một bệ nâng được bao quanh bởi các sợi dây gắn với các trụ ở mỗi góc. Thuật ngữ "boxing ring" đã được sử dụng như một phép ẩn dụ cho nhiều khía cạnh của thi đấu tranh giải thưởng nói chung.

## Kỹ thuật
Quyền Anh như các bộ môn võ thuật khác, có nhiều kỹ thuật, chủ yếu là thế đứng, đòn tấn công, thế phòng thủ, phản đòn, bộ pháp di chuyển. Tất cả kết hợp thành kỹ thuật, và yêu cầu quá trình học hỏi lâu dài. Những kỹ thuật này nhằm mục đích bảo vệ bản thân, cũng như di chuyển bên trong võ đài và thực hiện từng cú đánh để hạ gục đối thủ.

### Tư thế đứng
- Đứng thẳng.
- Hơi co mình.
- Co mình tối đa.

Tư thế Quyền Anh hiện đại về cơ bản khác với tư thế Quyền Anh điển hình của thế kỷ XIX và đầu thế kỷ XX. Thế đứng hiện đại có hình dạng cơ thể thẳng đứng hơn, trái ngược với thế đứng dạng ngang, hướng các đốt ngón tay về phía trước được những võ sĩ đầu thế kỷ XX như Jack Johnson áp dụng. Trong tư thế hoàn toàn thẳng đứng, võ sĩ đứng với hai chân rộng bằng vai và chân trước bước trước nửa bước. Các võ sĩ thuận tay phải hoặc còn gọi là tư thế chính thống sẽ đặt bàn chân trái và nắm đấm tay trái đứng trước. Cả hai bàn chân song song, và gót chân phải tách khỏi mặt đất. Nắm tay trước (thường là tay trái) được giữ thẳng đứng sát mặt nhằm phòng thủ, cách khoảng 6 inch ở phía trước mặt ngang tầm mắt. Nắm tay phía sau (thường là tay phải) được giữ bên cạnh cằm và khuỷu tay áp vào lồng ngực để bảo vệ cơ thể. Cằm hếch vào ngực để tránh những cú đấm vào hàm. Cổ tay hơi cong để tránh bị thương khi đấm và khuỷu tay được giữ chặt để bảo vệ lồng ngực. Một số võ sĩ chiến đấu từ tư thế cúi người đứng thẳng, cúi người về phía trước và giữ hai chân gần nhau hơn. Lập trường tư thế chính thống này được coi là lập trường cơ bản của Quyền Anh và các võ sĩ chuyên nghiệp được khuyến khích thay đổi tư thế tùy theo sự thành thạo của bản thân. Trong trường hợp cụ thể, nhiều võ sĩ nhanh nhẹn hạ thấp tay và có động tác chân gần như phóng đại khi ra đòn.

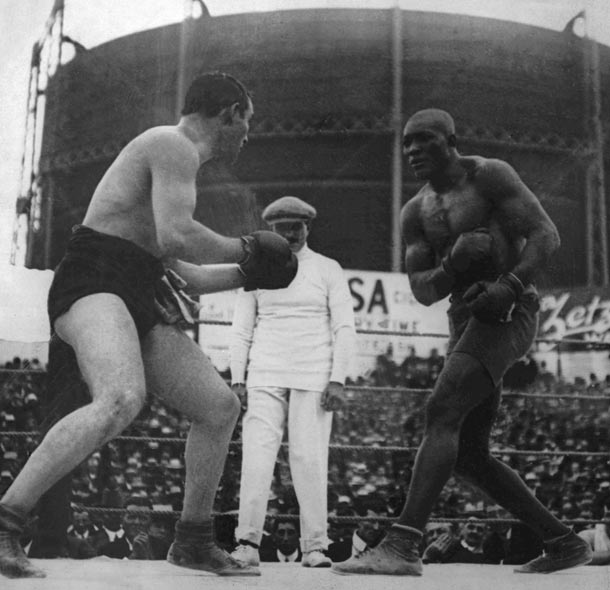
Trận Tommy Burns v. Jack Johnson đều sử dụng tư thế chính thống cổ điển tay thấp.

Các tư thế khác nhau cho phép trọng lượng cơ thể được định vị và xây dựng khác nhau; và chính là cơ sở cơ bản để tung đòn, bùng nổ các cú đấm. Ví dụ, tư thế cúi người cho phép trọng lượng cơ thể được định vị thêm về phía trước với chân trái dẫn đầu. Nếu tung cú đấm móc trái từ vị trí này thì tạo ra một động tác đàn hồi mạnh mẽ ở chân trái, kết hợp thành một cú đấm bùng nổ hơn. Tuy nhiên, động tác đấm móc ngang này không thể tối ưu hóa lực nếu võ sĩ sử dụng tư thế thẳng đứng hoặc nếu trọng lượng cơ thể được đặt chủ yếu trên chân sau. Mike Tyson là một võ sĩ có sở trường ở tư thế cúi người và phong cách tung đấm quyền lực này. Vị trí chuẩn bị của trọng lượng cơ thể đặt trên chân định vị uốn cong để tung đòn còn được gọi là đẳng áp dựng trước (Isometric preload) trong khoa học vật lý.
Các võ sĩ thuận tay phải (chủ yếu) sử dụng tư thế chính thống (orthodox stance), chân trái trước chân phải sau; và ngược lại, các võ sĩ thuận tay trái sử dụng tư thế phản chiếu của thế đứng chính thống, tức tư thế phản chính thống (southpaw), điều này có thể gây ra vấn đề cho các võ sĩ có tư thế chính thống không quen thuộc với nhận những cú đấm thọc, đấm móc ngang hoặc móc ngược từ phía đối diện. Ngược lại, tư thế phi chính thống cũng dễ bị trúng đòn tấn công từ tay phải của đối thủ. Trong thế giới Quyền Anh, các võ sĩ Bắc Mỹ có xu hướng thiên về tư thế cân bằng hơn, đối mặt với đối thủ gần như vuông góc, trong khi nhiều võ sĩ châu Âu đứng với thân mình quay sang một bên nhiều hơn. Vị trí của tay cũng có thể khác nhau, vì một số võ sĩ thích đưa cả hai tay lên trước mặt.

### Đòn tấn công

#### Các đòn cơ bản
- Cú đấm số 1, jab.
- Cú đấm số 2, cross.
- Cú đấm số 3, hook.
- Cú đấm số 4, uppercut.

Có bốn cú đấm cơ bản trong Quyền Anh: cú đấm thọc (jab, hay cú đấm số 1), cú đấm thẳng (cross, hay cú đấm số 2), cú đấm móc ngang (hook, hay cú đấm số 3), và cú đấm móc ngược (uppercut, hay cú đấm số 4), chia đều cho cả hai tay. Bất kỳ cú đấm nào khác ngoài cú đấm thọc đều được coi là cú đấm sức mạnh. Nếu một võ sĩ thuận tay phải (tư thế chính thống), tay trái của người đó sẽ là tay dẫn đầu và tay phải là tay sau. Đối với một võ sĩ thuận tay trái (tư thế phi chính thống) thì các vị trí tay được đảo ngược.

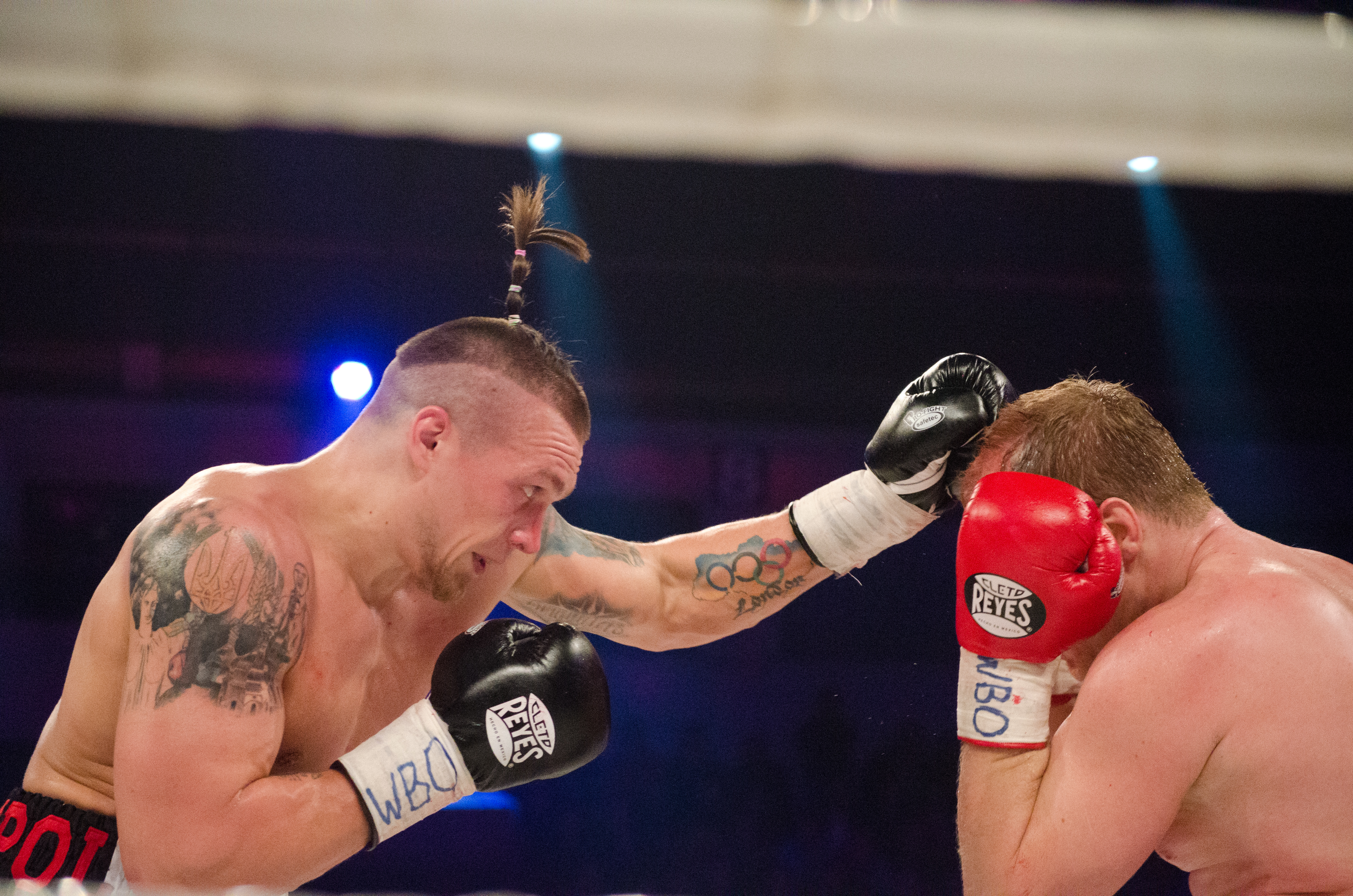
Oleksandr Usyk và sở trường đòn jab được sử dụng thường xuyên.

Cú đấm số 1 tức jab là một cú đấm thọc thẳng, tốc độ cao được tung ra bằng tay dẫn đầu từ vị trí bảo vệ, là tay trái ở tư thế chính thống, tay phải ở tư thế phi chính thống. Cú đấm thọc kéo dài từ phía bên của thân thể, đi kèm với một vòng xoay nhỏ theo chiều kim đồng hồ của thân và hông, trong khi nắm tay xoay 90 độ, trở thành nằm ngang khi va chạm. Khi cú đấm đạt đến độ mở rộng hoàn toàn, độ dài tối đa thì vai có thể được đưa lên để bảo vệ cằm. Tay sau vẫn để cạnh mặt để bảo vệ hàm. Sau khi tiếp xúc với mục tiêu, tay dẫn đầu được thu lại nhanh chóng để tiếp tục vị trí bảo vệ trước mặt. Cú thọc được công nhận là cú đấm quan trọng nhất trong các đòn Quyền Anh, vì nó phổ biến nhất, cơ bản nhất và để lại ít khoảng trống nhất cho một cú đấm phản công từ đối thủ. Đòn này có tầm với dài nhất so với bất kỳ cú đấm nào khác và không yêu cầu sức nặng. Do lực phát ra tương đối yếu, cú đấm thọc thường được sử dụng như một công cụ để đo khoảng cách, thăm dò khả năng phòng thủ của đối thủ, quấy rối đối thủ và thiết lập những cú đấm nặng hơn, uy lực hơn theo sau. Võ sĩ có thể thêm nửa bước, di chuyển toàn bộ cơ thể vào cú đấm để gia tăng thêm sức mạnh. Một số võ sĩ đáng chú ý đã có thể phát triển sức mạnh tương đối trong các cú đấm thọc của họ và sử dụng nó để hạ gục đối thủ có thể kể tới Larry Holmes, và Wladimir Klitschko.

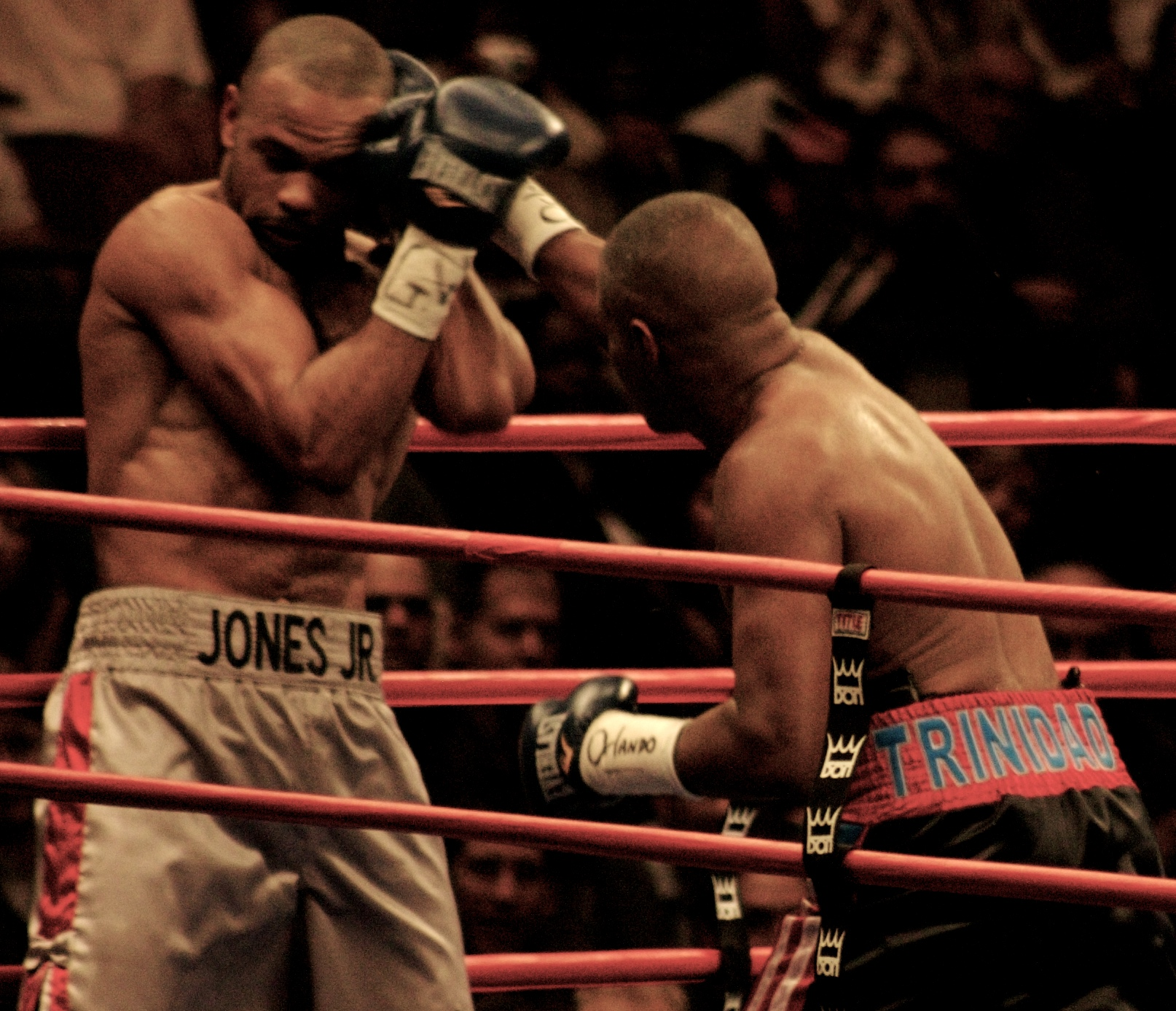
Félix Trinidad tung cú cross vào đối thủ Roy Jones Jr..

Cú đấm số 2 tức cross là một cú đấm thẳng, mạnh mẽ được tung ra bằng tay sau. Từ vị trí bảo vệ, tay sau xuất phát từ cằm, bắt chéo người và đi về phía mục tiêu theo đường thẳng. Vai sau đẩy về phía trước và kết thúc chỉ chạm vào mặt ngoài của cằm. Đồng thời sau khi chạm mục tiêu, tay đánh được thu lại và ôm sát vào khuôn mặt để bảo vệ phần cằm bên trong. Để có thêm sức mạnh, thân và hông được quay ngược chiều kim đồng hồ khi tung đòn. Biện pháp lý tưởng của một cú đẩm thẳng kéo dài tối đa tay, đầu gối và bóng của bàn chân trước nằm trên cùng một mặt phẳng thẳng đứng. Ở đòn này, trọng lượng cũng được chuyển từ bàn chân sau sang bàn chân dẫn, gót chân sau quay ra ngoài vì nó đóng vai trò như một điểm tựa để truyền trọng lượng. Chuyển động cơ thể và chuyển trọng lượng đột ngột mang lại sức mạnh cho đòn đánh. Giống như jab, bộ pháp tiến nửa bước có thể được thêm vào để gia tăng lực. Việc thu tay về sau cú đánh có thể được sử dụng để chống lại một cú đấm thọc phản đòn của đối thủ, hoặc để thiết lập một cú đấm móc. Cú đấm số 2 còn được gọi là "straight" hoặc "right" nếu nó đánh vòng cùng thời điểm với cú jab của đối phương.

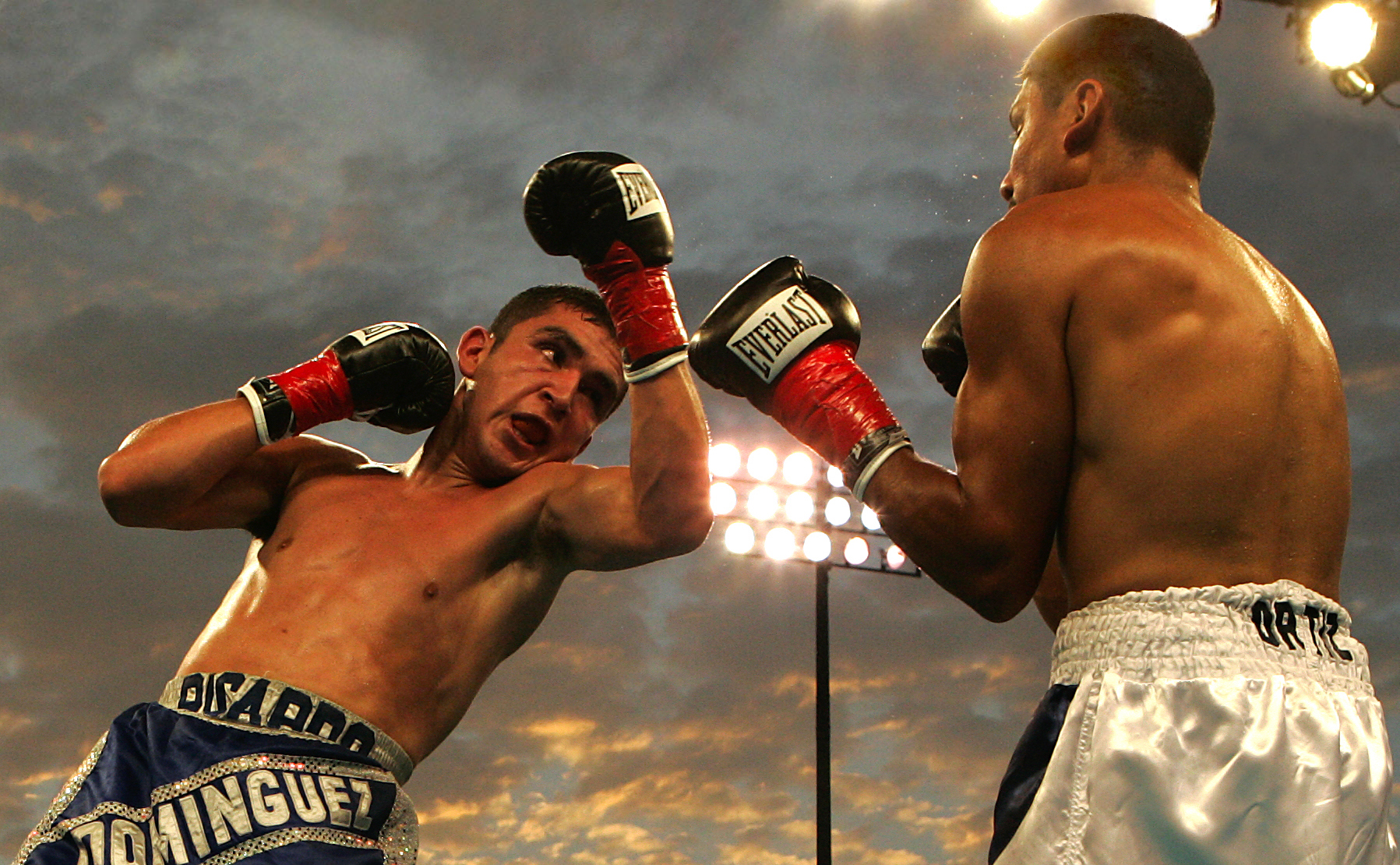
Ricardo Dominguez (trái) tung đòn uppercut nhắm đến Rafael Ortiz.

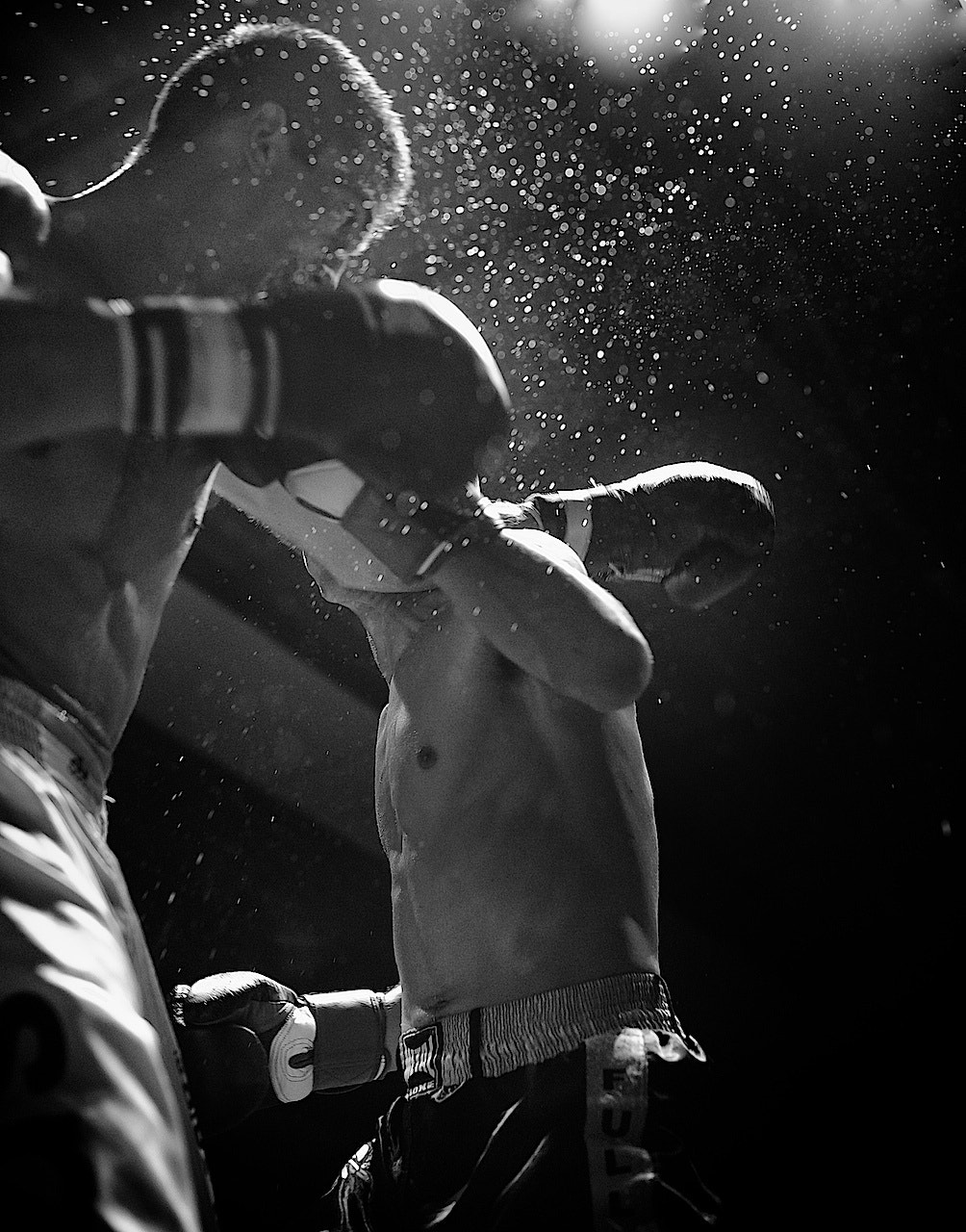
Sử dụng đòn hook tay trái.

Cú đấm số 3 tức hook là một cú đấm móc ngang nửa vòng tròn được tung ra bởi tay trước hướng đến phía bên đầu của đối phương. Từ vị trí bảo vệ, khuỷu tay được thu lại bằng nắm đấm nằm ngang (lòng bàn tay hướng xuống) mặc dù trong thời hiện đại, tỷ lệ lớn các võ sĩ đấm móc bằng nắm đấm thẳng đứng (lòng bàn tay hướng về phía mình). Tay sau gài chắc vào quai hàm để bảo vệ cằm. Thân và hông được xoay theo chiều kim đồng hồ, đẩy nắm đấm qua một vòng cung chặt chẽ, theo chiều kim đồng hồ qua phía trước cơ thể và kết nối với mục tiêu. Đồng thời khi đấm hook, bàn chân dẫn quay theo chiều kim đồng hồ, quay gót chân dẫn ra ngoài. Khi tiếp xúc, đường tròn của vòng kết thúc đột ngột và tay đánh được kéo nhanh chóng trở lại vị trí bảo vệ. Một cú móc ngang cũng có thể nhắm vào phần thân dưới và kỹ thuật này đôi khi được gọi là "rip" để phân biệt với kiểu đấm móc thông thường vào đầu. Đấm móc cũng có thể được tung ra bằng tay phía sau. Võ sĩ có sở trường đấm móc trái đáng chú ý có thể kể tới Joe Frazier, Roy Jones Jr., và Mike Tyson.
Cú đấm số 4 tức uppercut là một cú móc ngược đấm thẳng đứng, hướng từ dưới lên trên và được tung ra bởi tay sau. Từ vị trí bảo vệ, thân mình hơi lệch sang phải, tay sau hạ xuống dưới ngang ngực đối phương và hơi khuỵu gối. Từ vị trí này, tay sau đẩy lên trên theo hình vòng cung hướng lên cằm hoặc thân của đối phương. Đồng thời, đầu gối đẩy lên trên một cách nhanh chóng, thân và hông xoay ngược chiều kim đồng hồ và gót chân sau quay ra ngoài, bắt chước chuyển động cơ thể xoáy ngược. Chiến lược của đòn uppercut phụ thuộc vào khả năng đẩy cơ thể của đối thủ lên, khiến đối thủ mất thăng bằng bởi các đòn tấn công liên tiếp. Cú móc ngược bên phải sau đó là cú móc ngang bên trái là một sự kết hợp chết người sử dụng để hạ gục đối thủ.

#### Kết hợp đòn
- One: jab đánh nhử.
- Two: cross thực.

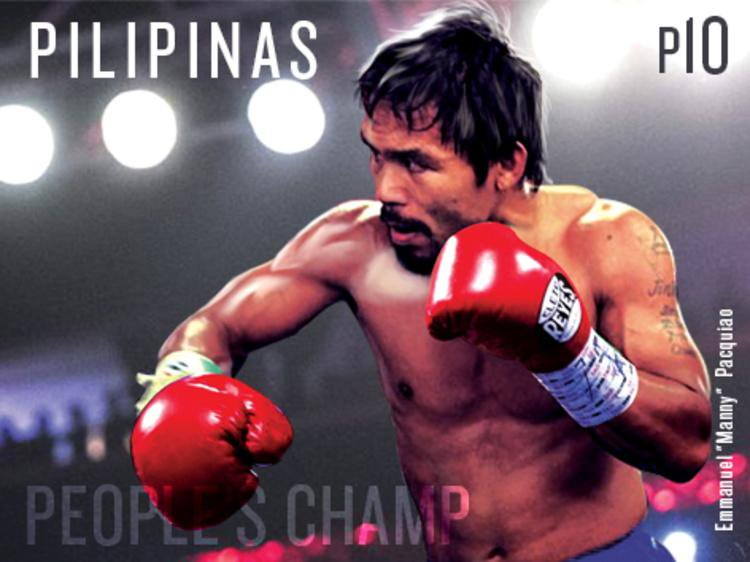
Manny Pacquiao và đòn móc ngang thế ngược, võ sĩ có kiểu đánh kết hợp đòn đặc biệt.

Với bốn cú đấm cơ bản này, Quyền Anh linh hoạt chuyển đổi kết hợp đòn với các dạng như tay (trái, phải), tư thế đứng (chính thống, phi chính thống), bộ pháp (tiến, lùi, vòng tròn), lực đánh, tốc độ đánh, tung ra liên tiếp và nhanh chóng để tạo thành các tổ hợp đòn, hay "combo". Phổ biến nhất là kết hợp jab và cross, được đặt biệt danh là kết hợp "one–two", tức đòn số 1 và số 2. Đây thường là một sự kết hợp hiệu quả, bởi vì cú đánh thọc giúp chặn tầm nhìn của đối phương về tay sau, giúp cho việc tung đòn tay sau có lực và dễ dàng hơn. Những cú đấm tạo thành vòng xoay lớn, quay tròn bắt đầu từ tư thế ngửa lưng với cánh tay duỗi dài như lưỡi câu và toàn bộ trọng lượng cơ thể của võ sĩ ở phía sau kết hợp đôi khi được gọi là đòn "roundhouse", "haymaker", "overhand", hoặc "sucker-punch". Dựa vào trọng lượng cơ thể và lực hướng tâm trong một vòng cung rộng, roundhouse có thể là một đòn mạnh, nhưng nó thường mang đặc tính là một cú đấm ẩn chứa tính hoang dã và thiếu kiểm soát khiến võ sĩ tung đòn chịu rủi ro mất thăng bằng tư thế và phải lường trước rủi ro, tránh sơ hở.
Các cú đấm khoảng không gian rộng, kiểu vòng lặp lại có nhược điểm là mất nhiều thời gian hơn để tung ra, khiến đối thủ có nhiều cảnh báo để phản ứng và phản công. Vì lý do này, roundhouse hoặc haymaker không phải là một cú đấm thông thường và được các huấn luyện viên, chuyên gia coi là dấu hiệu của kỹ thuật kém hoặc sự tuyệt vọng, giảm thể lực của võ sĩ tung đòn. Đôi khi các đòn kết hợp này được sử dụng, vì sức mạnh tiềm tàng to lớn của nó nhằm kết liễu một đối thủ. Một cú đấm độc đáo khác là cú đấm quái dị bolo, hiếm khi được sử dụng. Ở đòn này, võ sĩ thủ vung một cánh tay ra ngoài nhiều lần theo một vòng cung rộng, thường là để đánh lạc hướng trước khi thực hiện tung đòn thực bằng cánh tay đó hoặc cánh tay kia. Ngoài ra, cú hook và uppercut đều có thể được tung bằng cả hai tay, kết hợp có thể đánh lừa đối thủ.

### Phòng thủ
- Lách tránh đòn.
- Cúi tránh đòn.
- Tay chặn đòn.
- Găng đỡ đòn.
- Ôm giữ đối thủ.
- Tránh vùng tấn công.
- Né đòn phản xạ.

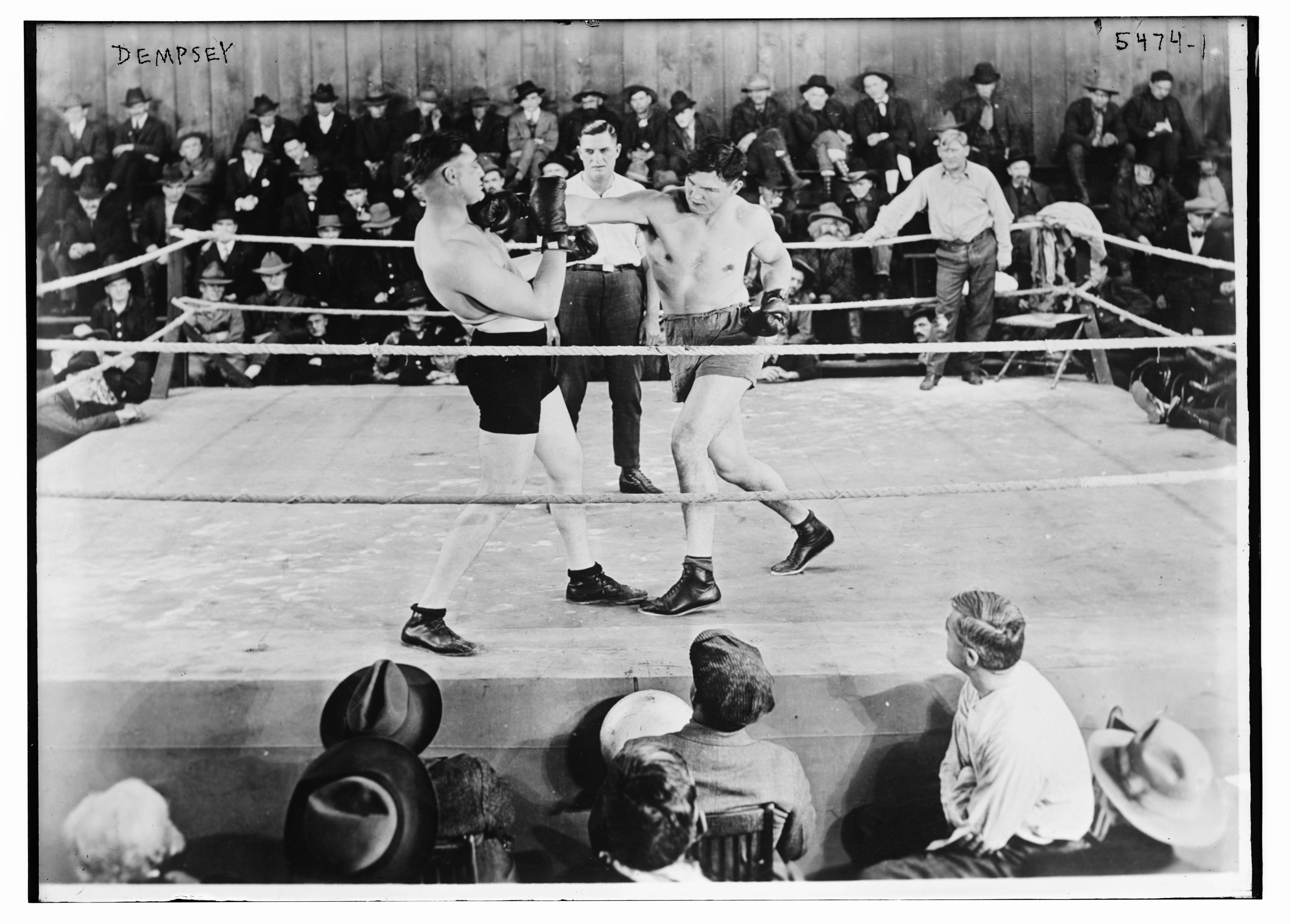
Jack Dempsey (trái) lui nhẹ cơ thể né lay động đòn cross của đối thủ.

Quyền Anh có những kỹ thuật cơ bản mà người tập có thể sử dụng để né tránh hoặc chặn các cú đấm, có ba đòn phòng thủ cơ bản gồm né (slipping), chặn (blocking), và ôm giữ (clinching). Cụ thể hơn, nhóm thứ nhất, đòn né là kỹ thuật xoay cơ thể một khoảng cách nhỏ, khiến cho cú đấm lướt đi qua đầu một cách vô hại. Khi cú đấm của đối thủ đến, võ sĩ xoay mạnh hông và vai, thao tác này sẽ xoay cằm sang một bên và cho phép cú đấm lướt qua. Muhammad Ali nổi tiếng với những cú trượt cực nhanh và gần, cũng như Mike Tyson. Cũng là đòn né còn có đòn phái sinh là đòn lắc lư (sway/fade), đoán trước cú đấm và di chuyển phần trên cơ thể hoặc đầu về phía sau để nó lướt qua hoặc giảm lực đáng kể. Đòn này cũng được gọi là "rolling with the punch" hoặc "riding the punch". Nhóm đòn né có thêm đòn bẻ (duck/break), theo đó thả người xuống với lưng thẳng sao cho cú đấm của đối thủ bị trượt mục tiêu. Tương tự là đòn né lay động (bobbing) hay còn gọi là né đan dệt, theo đó di chuyển đầu sang bên trái, phải hoặc bên dưới không gian một cú đấm sắp chạm tới. Khi cú đấm của đối thủ đến, võ sĩ gập chân nhanh chóng và đồng thời dịch người hơi sang phải hoặc sang trái. Khi cú đấm đã được né tránh, võ sĩ quay trở lại tư thế thẳng đứng, xuất hiện nhanh bên ngoài hoặc bên trong cánh tay vẫn đang duỗi của đối thủ, tức lên xuống ra bên ngoài, hoặc lên xuống vào bên trong. Joe Frazier, Jack Dempsey, Mike Tyson và Rocky Marciano là những bậc thầy về kỹ thuật né lay động.

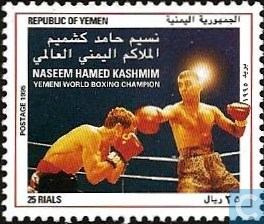
Naseem Hamed vừa cúi người né đòn, vừa khép găng đỡ đòn. Ảnh từ tem của Yemen.

Nhóm đòn phòng thủ thứ hai tức kỹ thuật chặn là việc sử dụng vai, bàn tay hoặc cánh tay của võ sĩ làm công cụ phục vụ phòng thủ, bảo vệ cơ thể khỏi các cuộc tấn công từ những cú đấm của đối phương. Kỹ thuật chặn đòn thường dùng để chặn các cú đấm trong khi kỹ thuật đỡ lệch (parry) có xu hướng làm chệch hướng đòn đó. Trong kỹ thuật chặn này có thể sử dụng bàn tay che đầu, chấp nhận chịu lực của đòn đấm nhưng giảm áp lực phả nhận. Kỹ thuật che chắn (cover-up) là việc ra đòn phòng thủ như một cơ hội cuối cùng để tránh đòn tấn công vào khuôn mặt hoặc cơ thể không được bảo vệ. Ở kỹ thuật này, hai tay giơ cao để bảo vệ đầu và cằm, đồng thời cẳng tay áp vào thân để cản trở các đánh vào phần dưới cơ thể. Khi bảo vệ cơ thể, võ sĩ xoay hông và để những cú đấm chệch ra khỏi mục tiêu. Để bảo vệ đầu, võ sĩ áp cả hai nắm đấm vào phía trước của khuôn mặt với cẳng tay song song và hướng ra ngoài. Kỹ thuật bảo vệ này yếu thế trước các cuộc tấn công từ bên dưới như uppercut.

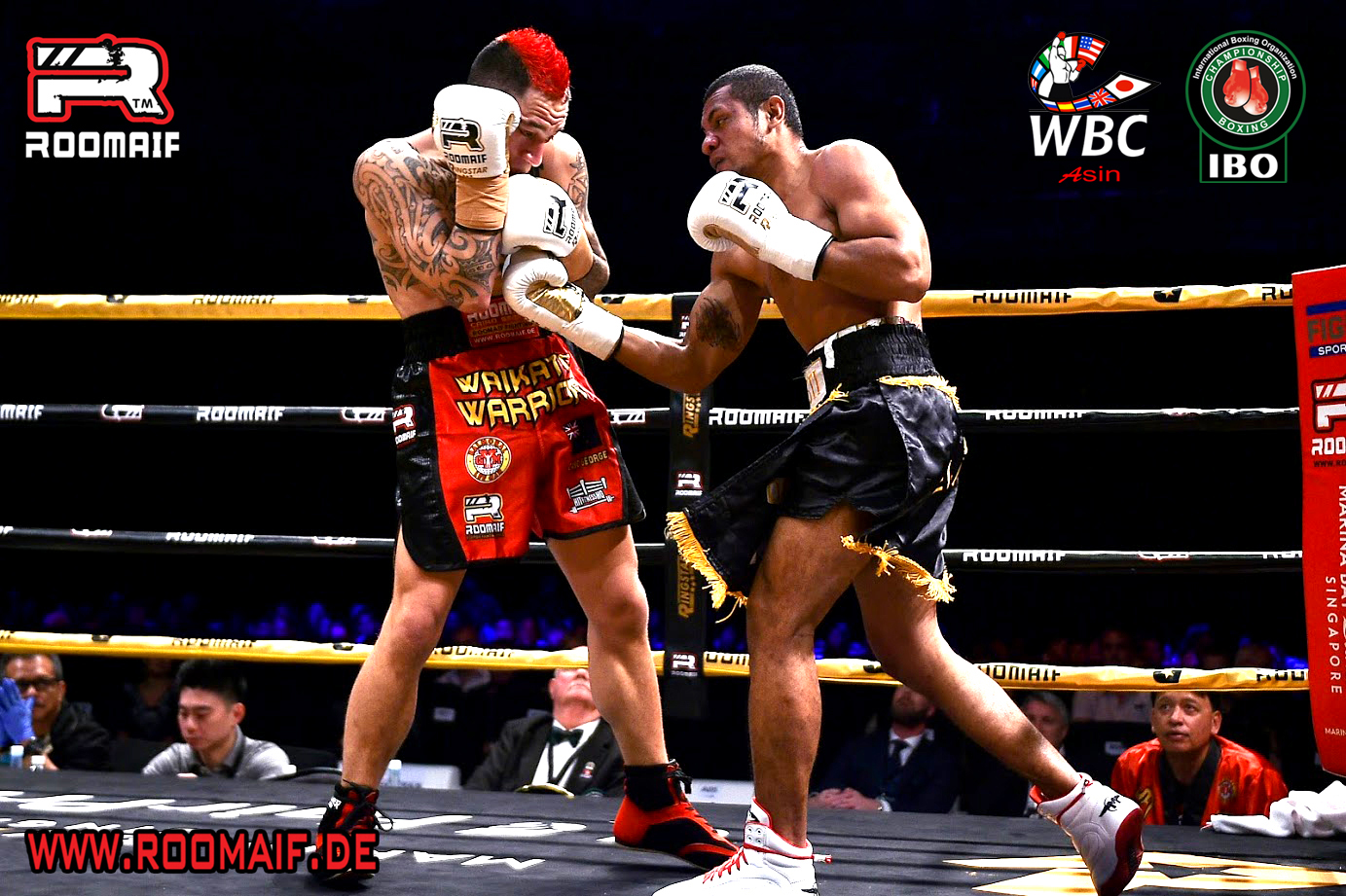
Phòng thủ khóa đòn.

Nhóm đòn cơ bản thứ ba, tức ôm giữ (clinching) là một dạng thể thức gài bẫy có liên quan đến hình thức vật lộn thể đứng, và xảy ra khi khoảng cách giữa hai võ sĩ được tiệm cận lại và không thể sử dụng các cú đấm tấn công. Trong tình huống này, võ sĩ cố gắng giữ hoặc trói tay đối phương để đối thủ không thể tung ra những cú đấm móc ngược hay đấm quá tầm vai. Để thực hiện động tác này, võ sĩ vòng hai tay ra bên ngoài vai đối phương, hất về phía dưới cẳng tay để nắm chặt cánh tay của đối phương vào thân mình. Ở vị trí này, cánh tay của đối phương bị kẹp chặt và không thể sử dụng để tấn công. Ôm giữ là trạng thái trận đấu tạm thời trì hoãn, và nhanh chóng sẽ bị trọng tài tách ra để khởi động lại cuộc đấu. Đòn này này về mặt kỹ thuật là vi phạm các quy tắc chung, và trong các trận đấu nghiệp dư thì điểm sẽ bị trừ khá nhanh bởi trọng tài. Tuy nhiên, khó có khả năng bị trừ điểm vì dùng đòn này khi thi đấu Quyền Anh chuyên nghiệp.

### Các kỹ thuật đặc biệt
- Cú đấm bolo.
- Cú đấm vượt tầm.

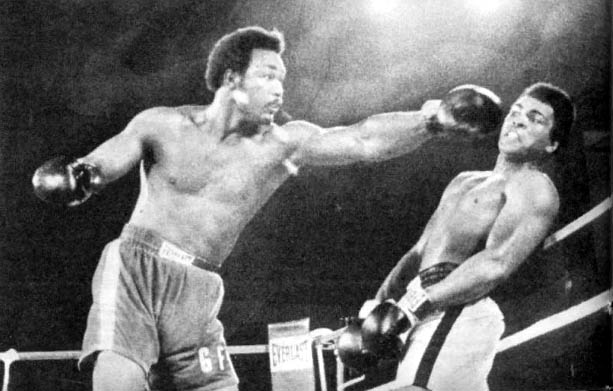
Muhammad Ali sáng tạo chiến thuật rope-a-dope, tựa lưng vào dây thừng né đòn của George Foreman.

Các kỹ thuật đặc biệt hay chiến lược trái chính thống được những võ sĩ đặc biệt sáng tạo ra và sử dụng. Có thể kể đến Rope-a-dope, cú đấm bolo, cú đấm với. Rope-a-dope là chiến thuật được Muhammad Ali sử dụng trong trận đấu "The Rumble in the Jungle" năm 1974 với George Foreman, phương pháp này liên quan đến việc nằm lấy cơ thể ngửa dựa lưng vào dây thừng, che chắn phòng thủ càng nhiều càng tốt, và cho phép đối thủ thực hiện nhiều cú đấm. Tư thế ngả lưng nhưng nhờ có dây thừng không làm cho võ sĩ phòng thủ mất thăng bằng, đồng thời tối đa hóa khoảng cách giữa đầu của người phòng thủ so với đối thủ, tăng khả năng né đòn. Với chiến thuật này, người phòng thủ dụ đối phương tiêu hao năng lượng trong, vẫn bảo toàn sức lực của mình. Nếu thành công, đối thủ tấn công cuối cùng sẽ mệt mỏi, tạo ra các lỗ hổng phòng thủ mà võ sĩ có thể khai thác. Trong Quyền Anh hiện đại, chiến thuật này thường không được khuyến khích vì hầu hết các đối thủ không bị đánh lừa và một số võ sĩ có thể chất dẻo dai để chịu được các cuộc tấn công kéo dài. Tuy nhiên, mới đây, Manny Pacquiao đã khéo léo sử dụng chiến thuật này để đánh giá sức mạnh của Miguel Cotto vào trận tháng 11 năm 2009, hay Tyson Fury cũng đã sử dụng đối phó Francesco Pianeto nhưng không diễn ra suôn sẻ.

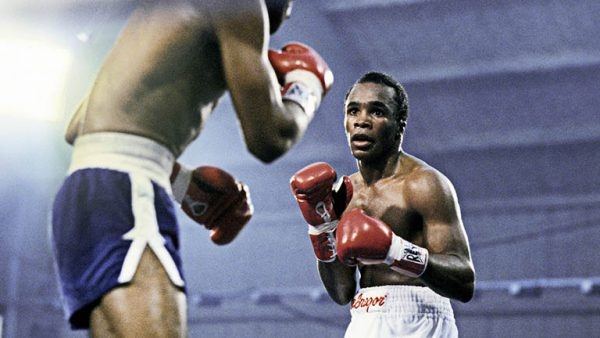
Sugar Ray Leonard sử dụng cú đấm bolo.

Cú đấm Bolo đôi khi được thấy trong Quyền Anh Thế vận hội, là một cú đấm lấy sức mạnh từ khoảng cách được rút ngắn của cung tròn chứ không phải do trọng lượng cơ thể chuyển tiếp; có xu hướng tạo sự ngạc nhiên của góc kỳ lạ mà nó tiếp cận hơn là sức mạnh thực tế của cú đấm. Đây là một chiến thuật được sáng tạo bởi người Philippines, thiên về đánh lạc hướng hơn là thao tác kỹ thuật và không được dạy. Tuy nhiên, một số võ sĩ chuyên nghiệp đã sử dụng cú đấm bolo mang lại hiệu quả tuyệt vời, bao gồm các cựu vô địch hạng bán trung Sugar Ray Leonard, Kid Gavilán cũng như võ sĩ người Anh hiện tại Chris Eubank Jr., Ceferino Garcia được coi là người phát minh ra cú đấm bolo.

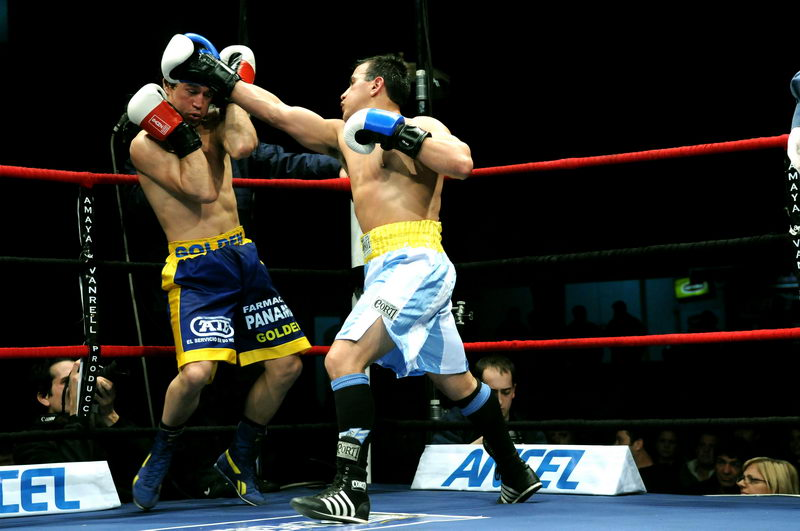
Cú đấm vượt tầm được võ sĩ (bên phải) sử dụng.

Cú đấm với (overhand) là một cú đấm được tung ra từ tay phía sau, không nằm trong các đòn mọi võ sĩ. Không giống như cú đấm cross có quỹ đạo song song với mặt đất, cú đấm vượt tầm có một cung tròn lặp lại khi nó được tung ra qua vai với lòng bàn tay hướng ra xa võ sĩ. Nó đặc biệt phổ biến với các võ sĩ có vóc dáng nhỏ hơn đang cố gắng tiếp cận các đối thủ cao hơn. Các võ sĩ đã sử dụng cú đấm này một cách nhất quán và hiệu quả bao gồm các cựu vô địch hạng nặng Rocky Marciano và Tim Witherspoon, cũng như các nhà vô địch MMA Chuck Liddell và Fedor Emelianenko. Cú đấm vượt tầm đã trở thành một đòn phổ biến trong các giải đấu khác liên quan đến đòn đánh bằng tay. Deontay Wilder rất ủng hộ và còn được biết đến với việc hạ gục nhiều đối thủ bằng một trong những đòn đánh vượt tầm tay phải của mình.
Đòn kiểm tra móc (check hook) là chiến thuật được sử dụng để ngăn những võ sĩ áp đảo lao vào tấn công. Có hai dạng để kiểm tra đòn móc. Dạng đầu tiên bao gồm cú móc thông thường. Dạng thứ hai phức tạp hơn liên quan đến động tác di chuyển của bộ pháp. Khi đối thủ lao vào, võ sĩ tung đòn móc ra và xoay người bằng chân trái, xoay bàn chân phải của mình 180 độ xung quanh. Nếu thực hiện chính xác, võ sĩ tấn công sẽ lao vào và lướt qua một cách vô hại. Điều này hiếm khi thấy trong Quyền Anh chuyên nghiệp vì nó đòi hỏi sự chênh lệch lớn về trình độ kỹ năng để thực hiện. Về mặt kỹ thuật, không có cái gọi là đòn kiểm tra móc mà nó chỉ đơn giản là một cú móc áp dụng cho đối thủ đã lảo đảo về phía trước, tức ra đòn móc trên đường di chuyển tấn công của đối thủ. Floyd Mayweather, Jr đã sử dụng một chiến thuật kiểm tra móc chống lại Ricky Hatton, khiến Hatton bị hạ gục.

## Mối quan tâm về sức khỏe

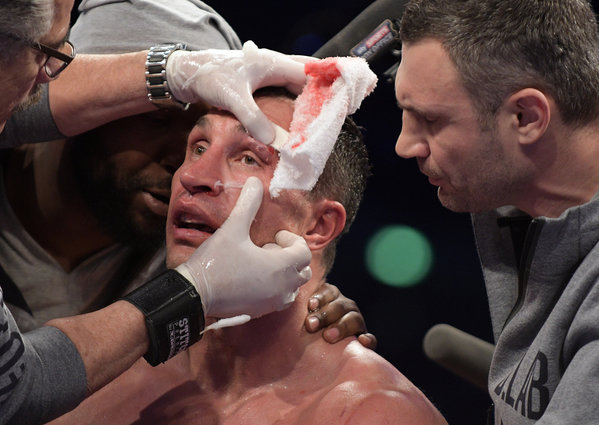
Võ sĩ đang được điều trị sau khi trúng một đòn tạo vết cắt trên mặt.

Trong giao đấu nói chung và Quyền Anh nói riêng, các đòn đánh dẫn đến người bất tỉnh, thậm chí gây chấn động, có thể gây tổn thương não vĩnh viễn. Không có sự phân chia rõ ràng giữa lực cần thiết để đánh gục một người và lực có khả năng giết chết một người. Do đó, quan điểm, đánh giá, nghiên cứu về vấn đề sức khỏe trong Quyền Anh cũng được quan tâm. Vào tháng 3 năm 1981, bác sĩ giải phẫu thần kinh Fred Sonstein đã tìm cách sử dụng phương pháp chụp cắt lớp vi tính (CAT) trong một nỗ lực để theo dõi sự thoái hóa các chức năng nhận thức của võ sĩ Quyền Anh sau khi thấy sự sa sút về trí não của võ sĩ Bennie Briscoe. Từ năm 1980 đến năm 2007, hơn 200 võ sĩ nghiệp dư, võ sĩ chuyên nghiệp và võ sĩ Toughman đã chết do chấn thương trên võ đài hoặc tập luyện. Năm 1983, các bài xã luận trên Tạp chí Hiệp hội Y khoa Hoa Kỳ kêu gọi cấm Quyền Anh. Biên tập viên, Tiến sĩ George Lundberg đã gọi quyền anh là một sự ghê tởm "obscenity", và không nên được xã hội văn minh tán thành. Kể từ đó, các hiệp hội y khoa của Thịnh vượng chung Anh, Canada, và Úc  đã kêu gọi cấm Quyền Anh.

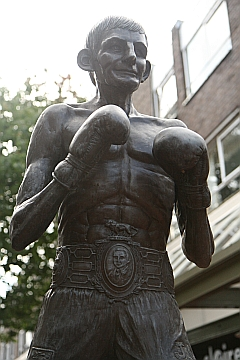
Tượng Johnny Owen, võ sĩ qua đời ở tuổi 24 vì di chứng chấn thương sọ não bởi trận đấu Quyền Anh chuyên nghiệp.

Những người ủng hộ lệnh cấm Quyền Anh cho rằng Quyền Anh là môn thể thao duy nhất mà việc làm tổn thương vận động viên khác là mục tiêu luôn có. Tiến sĩ Bill O'Neill, phát ngôn viên Quyền Anh của Hiệp hội Y khoa Anh đã ủng hộ đề xuất cấm Quyền Anh của BMA: "Đây là môn thể thao duy nhất có ý định gây thương tích nghiêm trọng cho đối thủ của bạn và chúng tôi cảm thấy rằng chúng tôi phải cấm hoàn toàn Quyền Anh." Những người phản đối phản ứng rằng đây là quan điểm sai lầm, lập luận rằng Quyền Anh nghiệp dư được tính điểm chỉ dựa trên tổng số đòn tiếp xúc và không dẫn tới chấn thương. Họ quan sát thấy rằng nhiều võ sĩ chuyên nghiệp lành nghề đã có sự nghiệp thành tựu mà không gây thương tích cho đối thủ bằng cách tích lũy các đòn ghi điểm và tránh các cú đấm kết liễu các hiệp có thông số điểm 10–9 theo hệ thống 10 điểm, và họ lưu ý rằng có nhiều môn thể thao khác cũng tạo chấn thương nghiêm trọng, không chỉ riêng Quyền Anh.

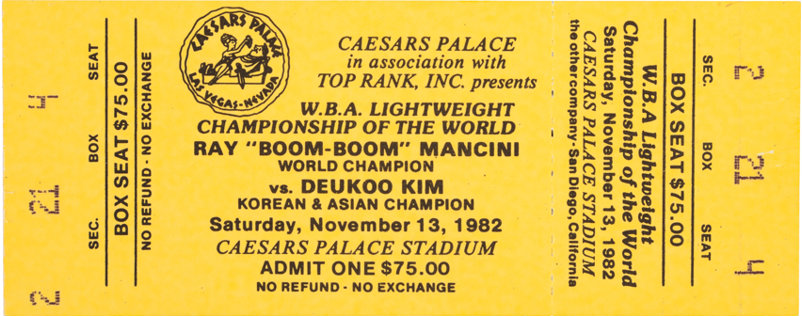
Vé xem trận Kim Duk-koo v. Ray Mancini, trận mà Kim Duk-koo trúng đòn nghiêm trọng và qua đời vì chấn thương.

Năm 2007, một nghiên cứu về các võ sĩ nghiệp dư cho thấy mũ đội đầu bảo vệ không ngăn ngừa tổn thương não, và một nghiên cứu khác cho thấy các võ sĩ nghiệp dư phải đối mặt với nguy cơ tổn thương não cao. Nghiên cứu của Đại học Gothenburg đã phân tích mức độ chuỗi ánh sáng dây thần kinh tạm thời trong dịch tủy sống mà họ kết luận là bằng chứng của tổn thương từ các đòn đánh vào đầu, mặc dù mức độ này sẽ sớm giảm xuống. Các nghiên cứu toàn diện hơn về chức năng thần kinh trên các mẫu lớn hơn được thực hiện bởi Đại học Johns Hopkins vào năm 1994 và tỷ lệ tai nạn được phân tích bởi Hội đồng An toàn Quốc gia Hoa Kỳ vào năm 2017 cho thấy Quyền Anh nghiệp dư là một môn thể thao tương đối an toàn. Năm 1997, Hiệp hội Các bác sĩ Quyền Anh chuyên nghiệp Hoa Kỳ được thành lập để tạo ra các quy trình y tế thông qua nghiên cứu và giáo dục để ngăn ngừa chấn thương trong Quyền Anh. Cũng bởi các tranh cãi mà Quyền Anh chuyên nghiệp bị cấm ở Iceland, Iran và Triều Tiên. Bộ môn này đã bị cấm ở Thụy Điển cho đến năm 2007 khi lệnh cấm được dỡ bỏ nhưng các hạn chế nghiêm ngặt, bao gồm quy định trận bốn hiệp ba phút được áp dụng. Quyền Anh bị cấm ở Albania từ năm 1965 cho đến khi chủ nghĩa Cộng sản sụp đổ vào năm 1991. Na Uy hợp pháp hóa Quyền Anh chuyên nghiệp vào tháng 12 năm 2014. Ở Việt Nam, môn Quyền Anh được cho phép thi đấu từ năm 2002.
Bên cạnh tổn thương cơ thể trong thi đấu, giống như các môn thể thao năng động và tiêu hao năng lượng khác, Quyền Anh được cho là mang lại một số lợi ích chung, chẳng hạn như đốt cháy chất béo, tăng cường cơ bắp, xương và dây chằng dẻo dai, sức khỏe tim mạch, sức bền cơ bắp, cải thiện sự ổn định cốt lõi cơ thể, khả năng phối hợp và nhận thức của cơ thể, sức mạnh và kiểm soát lực, giảm căng thẳng và tạo lòng tự trọng. Một số nhà khoa học cho rằng với cách tiếp cận cẩn thận và chu đáo, Quyền Anh khá có lợi cho sức khỏe. Một ví dụ là Gemma Ruegg, một nhà vô địch hai hạng cân vùng địa phương đến từ Bournemouth ở Dorset, người đã duy trì tập luyện trong suốt thai kỳ của mình và trở lại sàn đấu ba tuần sau khi sinh con gái. Trước đó, Quyền Anh đã giúp cô thoát khỏi chứng nghiện rượu và trầm cảm.

## Hall of FameQuyền Anh

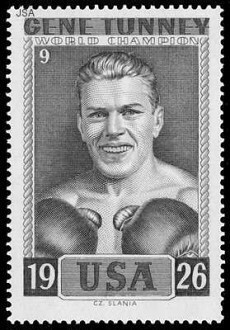
Tem vinh danh nhà vô địch hạng nặng Gene Tunney.

Môn Quyền Anh có hai đại sảnh nổi tiếng được quốc tế công nhận là Đại sảnh Danh vọng Quyền Anh Quốc tế (IBHOF) và Đại sảnh Danh vọng Quyền Anh Thế giới (WBHF), trong đó IBHOF được công nhận rộng rãi nhất. WBHF được thành lập bởi Everett L. Sanders vào năm 1980. Kể từ khi thành lập, WBHF chưa bao giờ có một địa điểm hoặc bảo tàng cố định, điều này đã khiến cho IBHOF, nơi cố định và tổ chức thường niên được công nhận phổ biến và uy tín hơn. IBHOF được lấy cảm hứng như một sự tôn vinh mà một thị trấn ở Mỹ dành cho hai anh hùng địa phương vào năm 1982. Cụ thể là thị trấn Canastota, New York, (cách Syracuse khoảng 15 dặm về phía Đông) đã vinh danh nhà vô địch thế giới trong quá khứ ở hạng bán trung/hạng trung là Carmen Basillo và cháu trai là Billy Backus. Người dân Canastota đã quyên góp tiền cho sự tôn vinh đã truyền cảm hứng cho ý tưởng tạo ra một địa điểm chính thức, một đại sảnh danh vọng cho các võ sĩ xuất sắc hàng năm. Đại sảnh Danh vọng Quyền Anh Quốc tế được thành lập tại Canastota, New York vào năm 1989. Những người được vinh danh đầu tiên vào năm 1990 bao gồm Jack Johnson, Benny Leonard, Jack Dempsey, Henry Armstrong, Sugar Ray Robinson, Archie Moore và Muhammad Ali. Những võ sĩ Quyền Anh đẳng cấp thế giới khác dần được vinh danh, bao gồm Salvador Sanchez, Jose Napoles, Roberto "Manos de Piedra" Durán, Ricardo Lopez, Gabriel "Flash" Elorde, Vicente Saldivar, Ismael Laguna, Eusebio Pedroza, Carlos Monzón, Azumah Nelson, Rocky Marciano, Pipino Cuevas và Ken Buchanan. Lễ vinh danh của Đại sảnh Danh vọng được tổ chức vào tháng 6 hàng năm như một phần của sự kiện kéo dài 4 ngày. Những người hâm mộ đến Canastota cho ngày cuối tuần lễ hội sẽ được tham dự một số sự kiện, bao gồm các buổi ký tặng theo lịch trình, triển lãm Quyền Anh, một cuộc diễu hành giới thiệu các võ sĩ trong quá khứ và hiện tại.

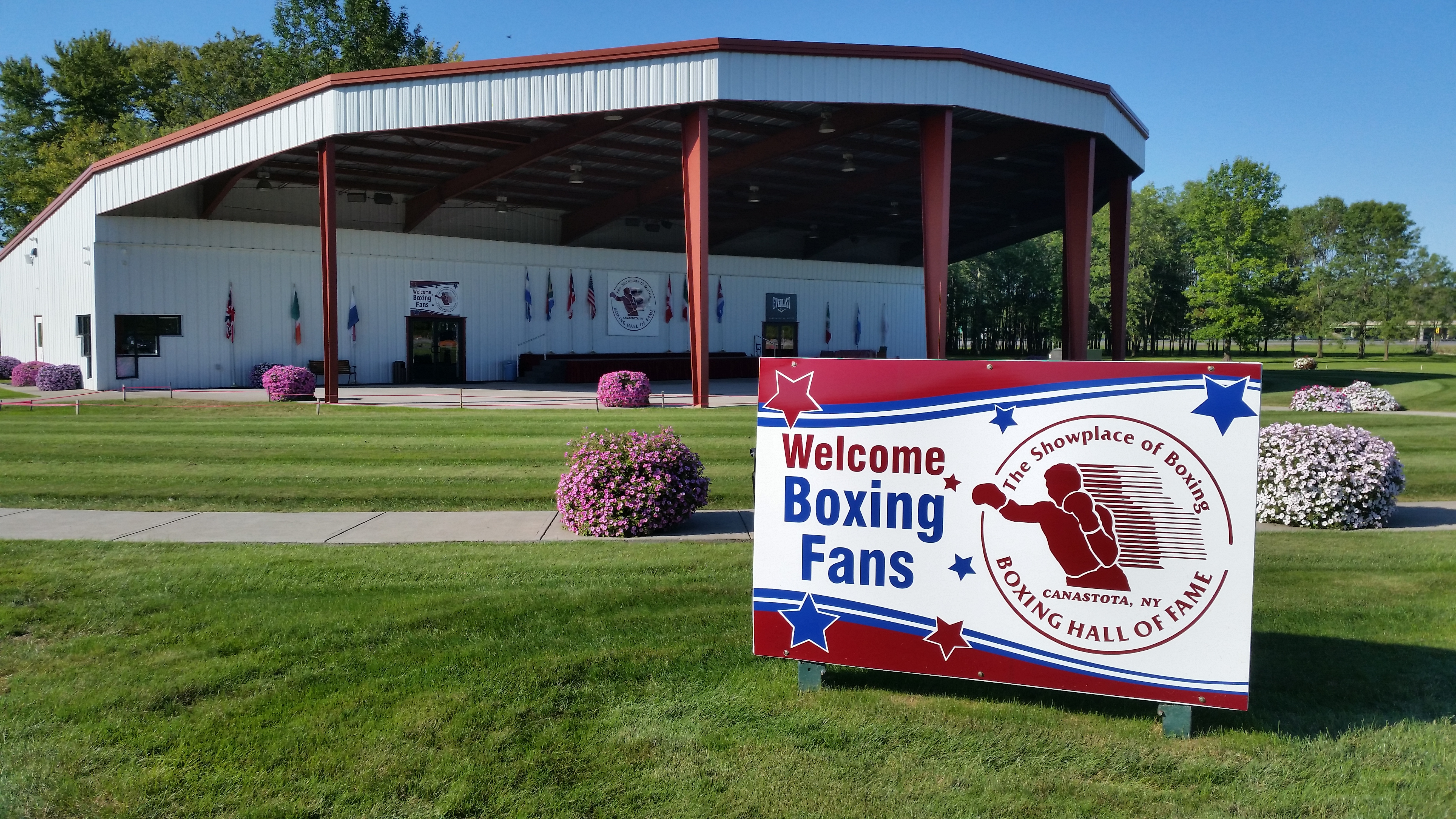
Đại sảnh Danh vọng Quyền Anh Quốc tế, Canastota, New York.

Ngoài ra, vào năm 2013, Đại sảnh Danh vọng Quyền Anh Las Vegas được thành lập tại Las Vegas, Nevada, nơi nổi tiếng nhất về việc tổ chức các trận đấu Quyền Anh, do Steve Lott, cựu trợ lý giám đốc của Mike Tyson thành lập. Đại sảnh Danh vọng Quyền Anh Las Vegas có thư viện băng và phim chiếu các trận đấu ESPN Classic Sports trị giá 75 triệu USD, cùng với bộ sưu tập phát sóng radio. Bộ sưu tập bao gồm các trận chiến của tất cả các nhà vô địch được xem là vĩ đại trong lịch sử bao gồm: Muhammad Ali, Mike Tyson, George Foreman, Roberto Durán, Marvin Hagler, Jack Dempsey, Joe Louis, Joe Frazier, Rocky Marciano và Sugar Ray Robinson. Chính thư viện phim thi đấu độc quyền này đã tách biệt Đại sảnh Danh vọng Quyền Anh Las Vegas khỏi các đại sảnh danh vọng khác, những nơi không có quyền đối với bất kỳ video thể thao nào của họ. Những người được giới thiệu đầu tiên bao gồm Muhammad Ali, Henry Armstrong, Tony Canzoneri, Ezzard Charles, Julio César Chávez Sr., Jack Dempsey, Roberto Durán, Joe Louis và Sugar Ray Robinson.

## Các tổ chức quản lý

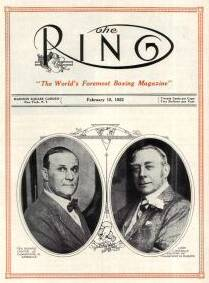
Bìa của số The Ring đầu tiên, 1922.

Trong các giải đấu Quyền Anh nghiệp dư, việc nhận cúp là chuyện thường. Tại Thế vận hội, huy chương được trao cho bốn người đứng đầu. Không giống như các môn thể thao khác hay Quyền Anh nghiệp dư, nơi các danh hiệu thường là những chiếc cúp được trao trực tiếp, trong Quyền Anh chuyên nghiệp, danh hiệu lớn nhất có thể đạt được là đai vô địch. Những năm gần đây, với lý do tăng cường hoạt động cho các hạng mục khác nhau, hầu hết các tổ chức đã chọn cách chia danh hiệu (đai) của nhà vô địch thành hai và thậm chí ba phần. Bằng cách này, tên gọi các danh hiệu có thể là nhà vô địch thế giới thông thường, nhà vô địch tạm thời, hoặc nhà vô địch siêu cấp. Để quản lý vấn đề này, các tổ chức Quyền Anh được thành lập, phụ trách tổ chức, công nhận và phê chuẩn cấp đai vô địch cho các võ sĩ trên thế giới.

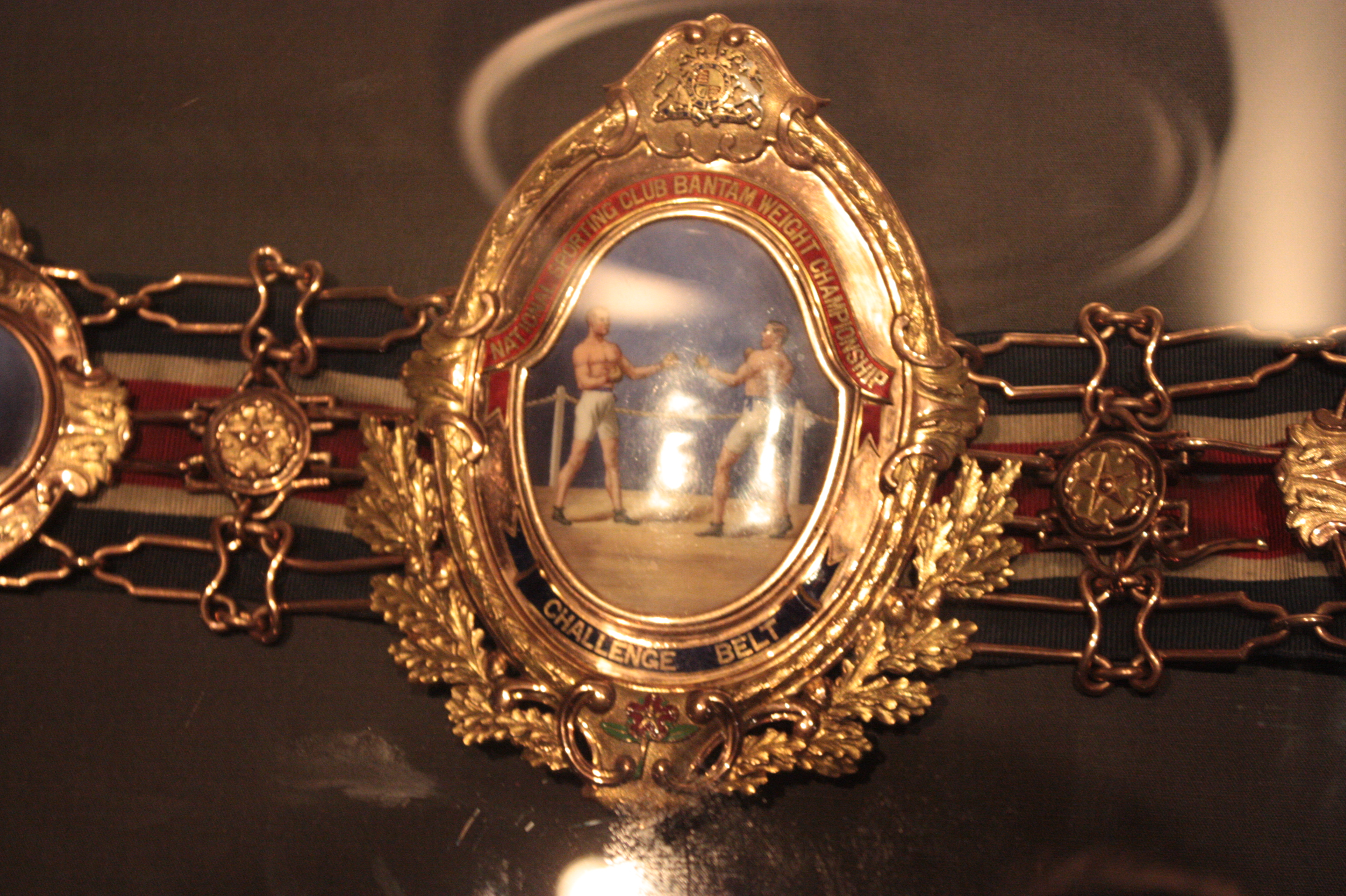
Đai Lonsdale vô địch Anh được lưu trữ.

Tổ chức Quyền Anh chuyên nghiệp trên thế giới được chia thành nhiều tổ chức quốc tế. Trong đó có bốn tổ chức lớn nhất là: Hiệp hội Quyền Anh Thế giới (WBA), Hội đồng Quyền Anh Thế giới (WBC), Tổ chức Quyền Anh Thế giới (WBO), và Liên đoàn Quyền Anh Quốc tế (IBF). Một số tổ chức nhỏ hơn như Tổ chức Quyền Anh Quốc tế (IBO), Liên đoàn Quyền Anh liên lục địa (IBFed), Liên đoàn Quyền Anh chuyên nghiệp Thế giới (FMBP), Liên minh Quyền Anh Thế giới (UMB), Hội đồng Quyền Anh Quốc tế (CIB). Ngoài ra, về phái nữ có thêm các tổ chức riêng biệt điều chỉnh Quyền Anh nữ, chẳng hạn như Hiệp hội Quyền Anh nữ Quốc tế (WIBA) và Hiệp hội Nữ võ sĩ Quốc tế (IFBA). Về phần Quyền Anh nghiệp dư được quản lý bởi một tổ chức toàn cầu duy nhất là Hiệp hội Quyền Anh nghiệp dư Quốc tế (AIBA). Ngoài ra, có một số đơn vị của chình quyền một số nước tham gia quản lý đa phương như Ban kiểm soát Quyền Anh nước Anh (BBBofC), Liên minh Quyền Anh châu Âu (EBU), và Ủy ban Thể thao tiểu bang Nevada (NSAC). Về lĩnh vực truyền thông, có nhiều tổ chức và trang web khác nhau xếp hạng các võ sĩ Quyền Anh theo cả hạng cân và mọi hạng cân (pound-for-pound) như tạp chí The Ring, ESPN, Bảng xếp hạng Quyền Anh xuyên quốc gia (TBRB), BoxRec, và Hiệp hội Nhà văn Quyền Anh Hoa Kỳ.